# Würzburg

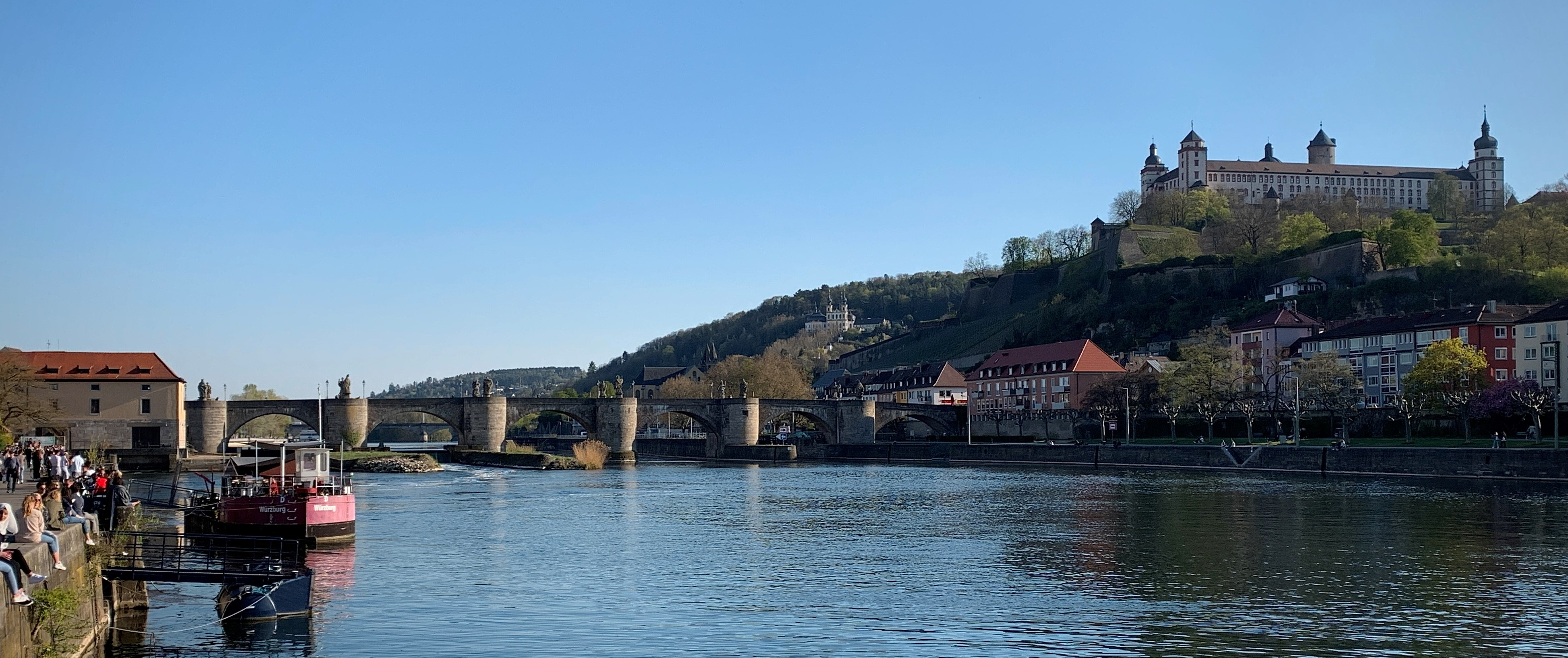
Alte Mainbrücke mit Festung Marienberg

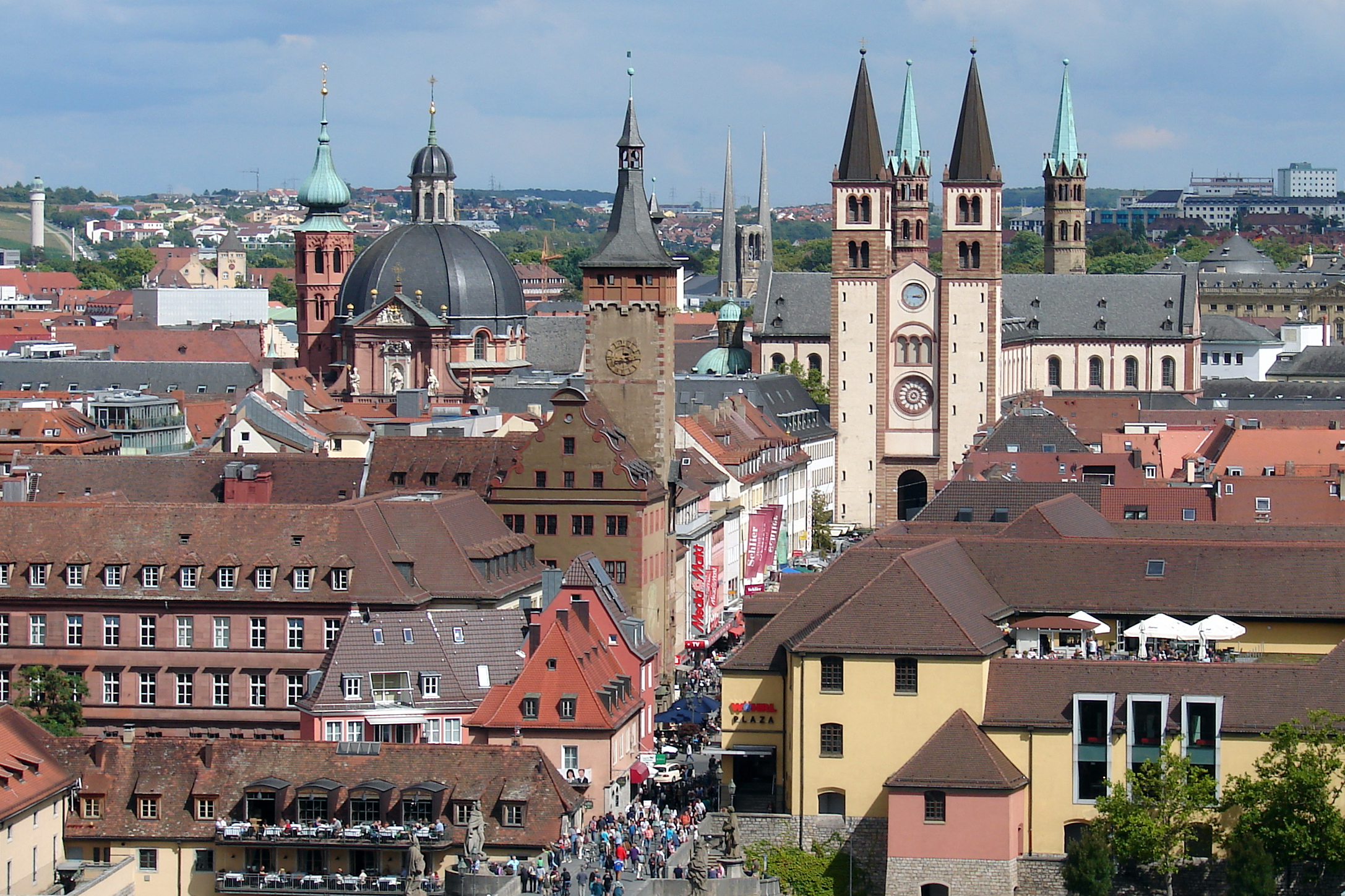
Kollegiatstift Neumünster von Joseph Greissing, Grafeneckart (altes Rathaus) und St. Kiliansdom

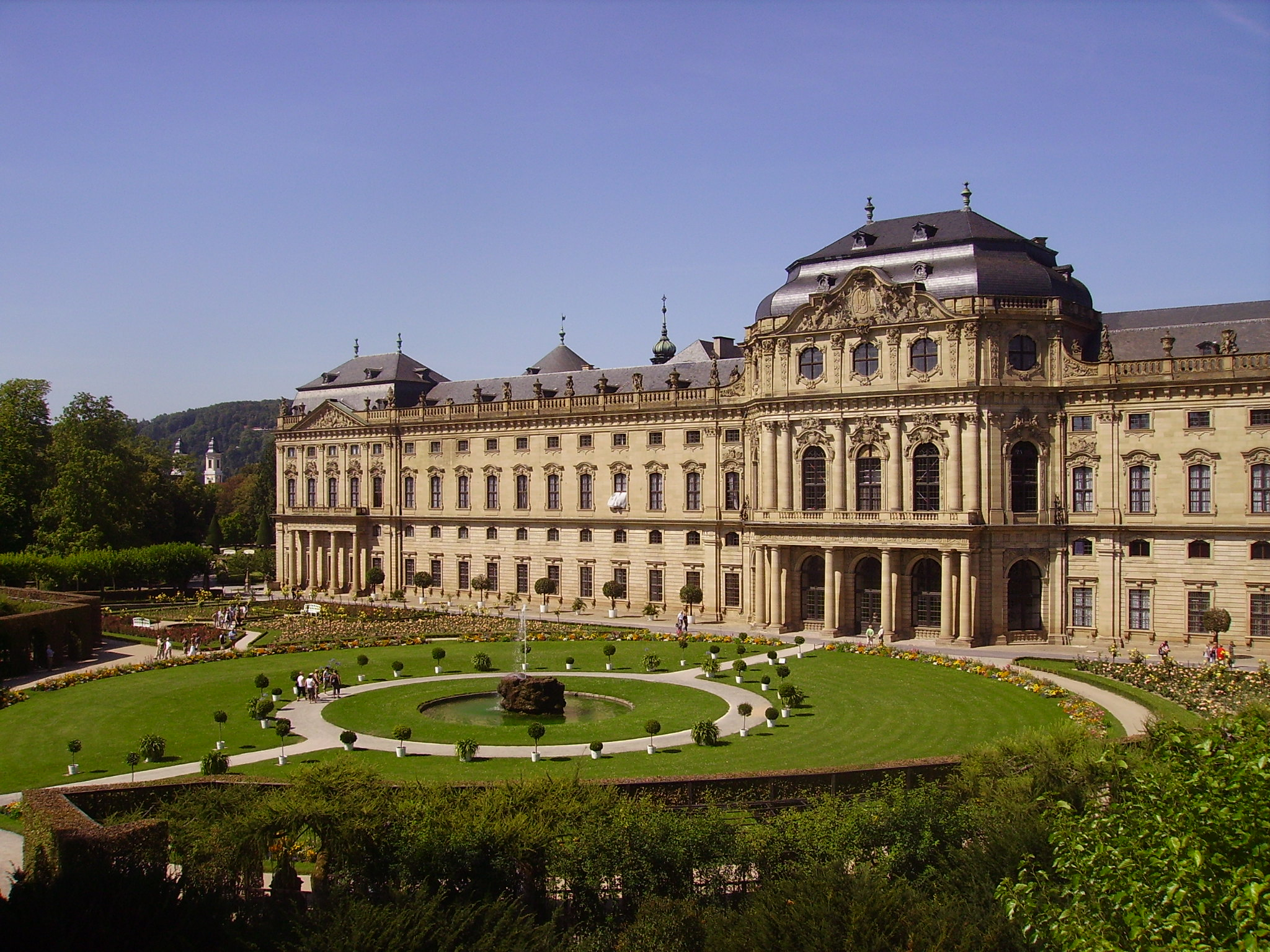
Barocke Würzburger Residenz von Balthasar Neumann, UNESCO-Weltkulturerbe

Würzburg von der Festung Marienberg aus

Würzburg (bis ins 19. Jahrhundert auch Wirzburg geschrieben; latinisiert Herbipolis) ist eine kreisfreie Stadt in Bayern (Bezirk Unterfranken). Die Stadt ist Sitz der Regierung von Unterfranken und des Landratsamtes Würzburg, wichtiger Schul- und Universitätsstandort sowie (seit 742) Sitz des gleichnamigen Bistums und damit katholischer Mittelpunkt Mainfrankens.
Mit 133.258 Einwohnern ist die Großstadt am Main die zweitgrößte Stadt Frankens, nach Nürnberg sowie die sechstgrößte Stadt in Bayern. Im Jahr 2000 lag Würzburg bayernweit noch an vierter Stelle, aber im Gegensatz zu den meisten größeren Städten nahm die Einwohnerzahl seitdem nicht signifikant zu. Würzburg ist seit 2018 eines der drei neu geschaffenen Regionalzentren des Freistaates Bayern.
Im Jahr 704 wurde Würzburg erstmals als Befestigungsanlage „Virteburh“ urkundlich („in castello Virteburh“) erwähnt. Bereits im Mittelalter war die Stadt ein bedeutendes wirtschaftliches, geistliches und hoheitliches Zentrum. Bis zur Industriellen Revolution blieb die überregionale Bedeutung hoch. Es entstand ein eindrucksvolles Stadtbild, vergleichbar mit herausragenden mitteleuropäischen Altstädten wie Krakau. Dieses wurde im Zweiten Weltkrieg, insbesondere durch den Bombenangriff am 16. März 1945 mit einem Feuersturm weitgehend zerstört. Beim Wiederaufbau wurden bedeutende Einzeldenkmäler wie die meisten Kirchen der Altstadt aber nur wenige Bürgerhäuser rekonstruiert. Die ebenfalls im Krieg teilweise schwer beschädigte und anschließend restaurierte Würzburger Residenz mit Hofgarten und Residenzplatz wurde 1981 in das UNESCO-Weltkulturerbe aufgenommen. Sie war nach dem Aachener Dom und zusammen mit dem Speyerer Dom das dritte deutsche Bauwerk auf der Liste.
Mit der Julius-Maximilians-Universität, die in der Tradition der 1402 gegründeten Hohen Schule zu Würzburg steht und damit die älteste Universität Bayerns ist, zählt die Stadt zu den klassischen deutschen Universitätsstädten. Die Technische Hochschule Würzburg-Schweinfurt (ehemals Fachhochschule) und die 1797 gegründete Hochschule für Musik Würzburg sind weitere akademische Einrichtungen. 35.600 Studenten (Stand Wintersemester 2017/18) und weitere Hochschulangehörige prägen das städtische Leben.

## Geografie

### Geografische Lage

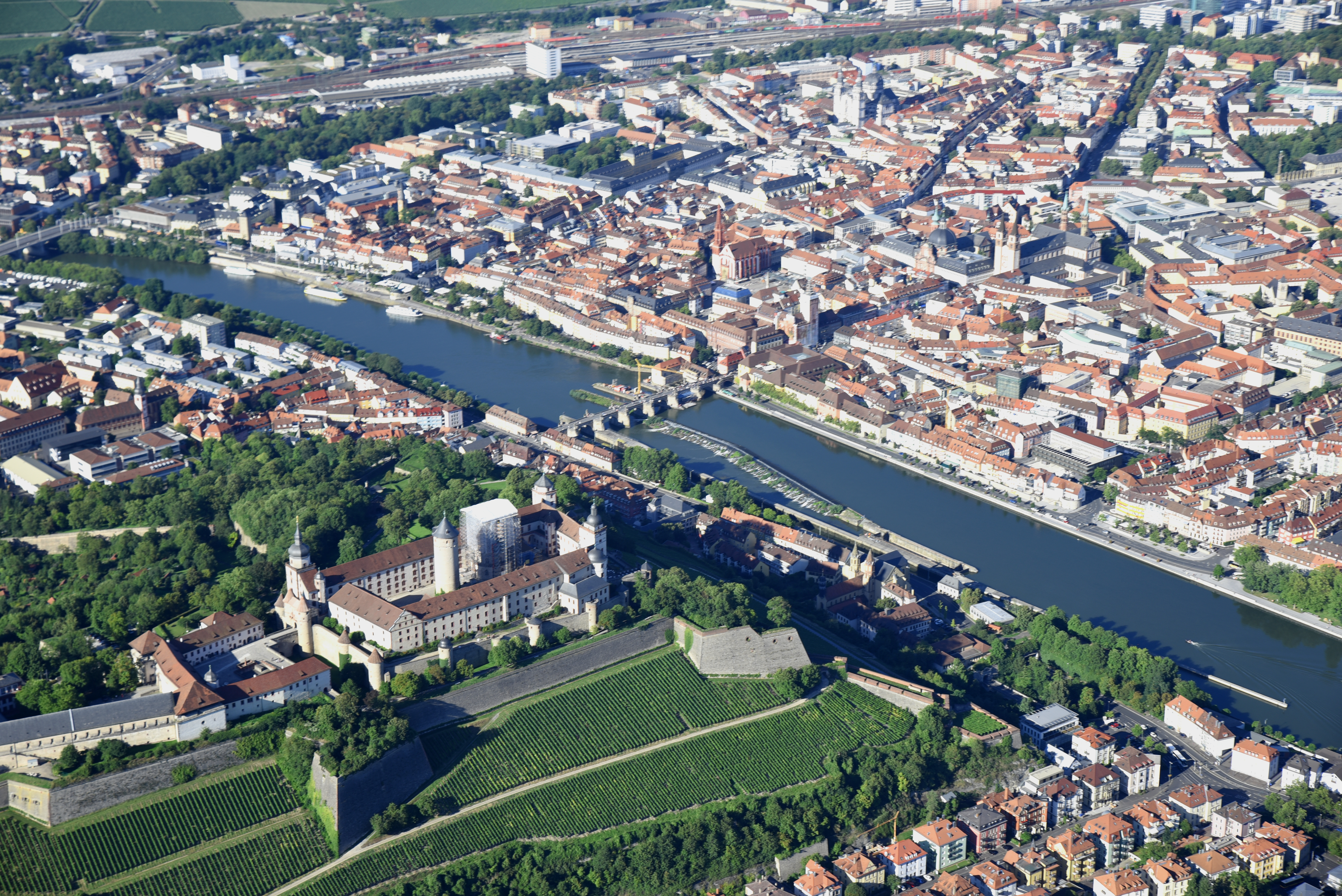
Würzburg mit Festung Marienberg

Würzburg liegt umgeben von Spessart, Rhön und Steigerwald im sogenannten Maindreieck in einem Talkessel im mittleren Maintal. Durch den westlichen Teil der Stadt fließt der Main, das bedeutendste Fließgewässer der Region. Seine Hanglage, die klimatischen Verhältnisse sowie andere Standortfaktoren machten Würzburg zu einem renommierten Weinbaugebiet. Drei der fünfzehn größten deutschen Weingüter sind in Würzburg beheimatet. Durch seine verkehrsgünstige Lage ist Würzburg ein beliebter Treffpunkt für viele Veranstaltungen. Mit der Bahn ist man im Idealfall in annähernd vier Stunden in Berlin, und nach Frankfurt am Main sind es 120 Kilometer.
Auf der Anhöhe einer Muschelkalkplatte, dem Marienberg, steht eines der berühmten Wahrzeichen Würzburgs, die Festung Marienberg. Auf dem benachbarten Nikolausberg, nahe der Frankenwarte, liegt mit 360 m über NN der höchste Punkt Würzburgs. Die tiefsten Punkte Würzburgs befinden sich mit 166 m am Alten Kranen und am Neuen Hafen.

### Stadtgliederung
| Nr. | Stadtbezirk     | Bevölkerung (31. Dezember 2021) | Fläche in km² |
| --- | --------------- | ------------------------------- | ------------- |
| 01  | Altstadt        | 18.628                          | 3,69          |
| 02  | Zellerau        | 11.962                          | 3,26          |
| 03  | Dürrbachtal     | 6.056                           | 13,64         |
| 04  | Grombühl        | 8.608                           | 6,14          |
| 05  | Lindleinsmühle  | 4.959                           | 0,94          |
| 06  | Frauenland      | 19.286                          | 7,74          |
| 07  | Sanderau        | 13.427                          | 1,62          |
| 08  | Heidingsfeld    | 10.148                          | 6,90          |
| 09  | Heuchelhof      | 9.608                           | 7,82          |
| 10  | Steinbachtal    | 4.718                           | 14,77         |
| 11  | Versbach        | 6.945                           | 9,18          |
| 12  | Lengfeld        | 10.928                          | 6,54          |
| 13  | Rottenbauer     | 4.164                           | 5,42          |
|     | Würzburg gesamt | 129.437                         | 87,63         |

Das Stadtgebiet ist in 13 Stadtbezirke eingeteilt. Bis zur Aufhebung der Festungseigenschaft für das rechtsmainische Würzburg am 26. September 1856 und linksmainisch 1867 bestand das bewohnte Würzburger Stadtgebiet im Wesentlichen nur aus dem Bereich innerhalb des Ringparks und dem linksmainischen Mainviertel. Dann durfte auch das vor der Stadtmauer anschließende Land besiedelt werden. Spätere größere Erweiterungen des Stadtgebiets waren die Eingemeindungen von Heidingsfeld (1930), Rottenbauer (1974), Oberdürrbach (1976), Unterdürrbach (1976), Lengfeld und Versbach. Die heutige Einteilung basiert auf der Neugliederung des Stadtgebiets im Rahmen der Bezirksreform von 1978.

### Nachbargemeinden
Zwölf Städte und Gemeinden des Landkreises Würzburg grenzen an die Stadt Würzburg. Im Norden beginnend und dem Uhrzeigersinn folgend sind dies:
Veitshöchheim, Güntersleben, Rimpar, Estenfeld, Rottendorf, Gerbrunn, Randersacker, Winterhausen, Reichenberg, Höchberg und Zell am Main. Ein der Regierung von Unterfranken im Februar 1971 unterbreiteter Vorschlag der Stadt Würzburg, Randersacker, Reichenberg, Veitshöchheim und Zell im Rahmen der Gebietsreform einzugemeinden, wurde nicht umgesetzt.

### Raumordnung
Würzburg ist das Oberzentrum der Planungsregion Würzburg, zu der die kreisfreie Stadt Würzburg und die Landkreise Kitzingen, Main-Spessart und Würzburg gehören. Dem Oberzentrum Würzburg sind folgende Mittelzentren zugeordnet: Gemünden am Main, Kitzingen, Karlstadt, Lohr am Main, Marktheidenfeld, Ochsenfurt und Volkach.

### Geologie
Würzburg gehört zu Mainfranken, das im westlichen Bereich des fränkischen Schichtstufenlandes liegt. Das Schichtstufenland besteht aus Gesteinen aus der Trias (Keuper, Muschelkalk, Buntsandstein).
Im Bereich Würzburgs finden sich fast ausschließlich Gesteine des Muschelkalks, teilweise bedeckt mit quartären Ablagerungen (Löß, pleistozäne Schotter).

### Hydrologie

#### Fließgewässer
Neben dem Main, der als Fließgewässer I. Ordnung und Bundeswasserstraße klassifiziert ist, sowie der Pleichach (II. Ordnung) verlaufen auf dem Stadtgebiet von Würzburg noch der Dürrbach, der Fuchsstädter Bach (auch Heuchelbach genannt), die Kürnach, der Reichenberger Bach, der Kühbach, der Steinbach und der Zwischengemäuerbach als Fließgewässer III. Ordnung.

#### Hochwasser

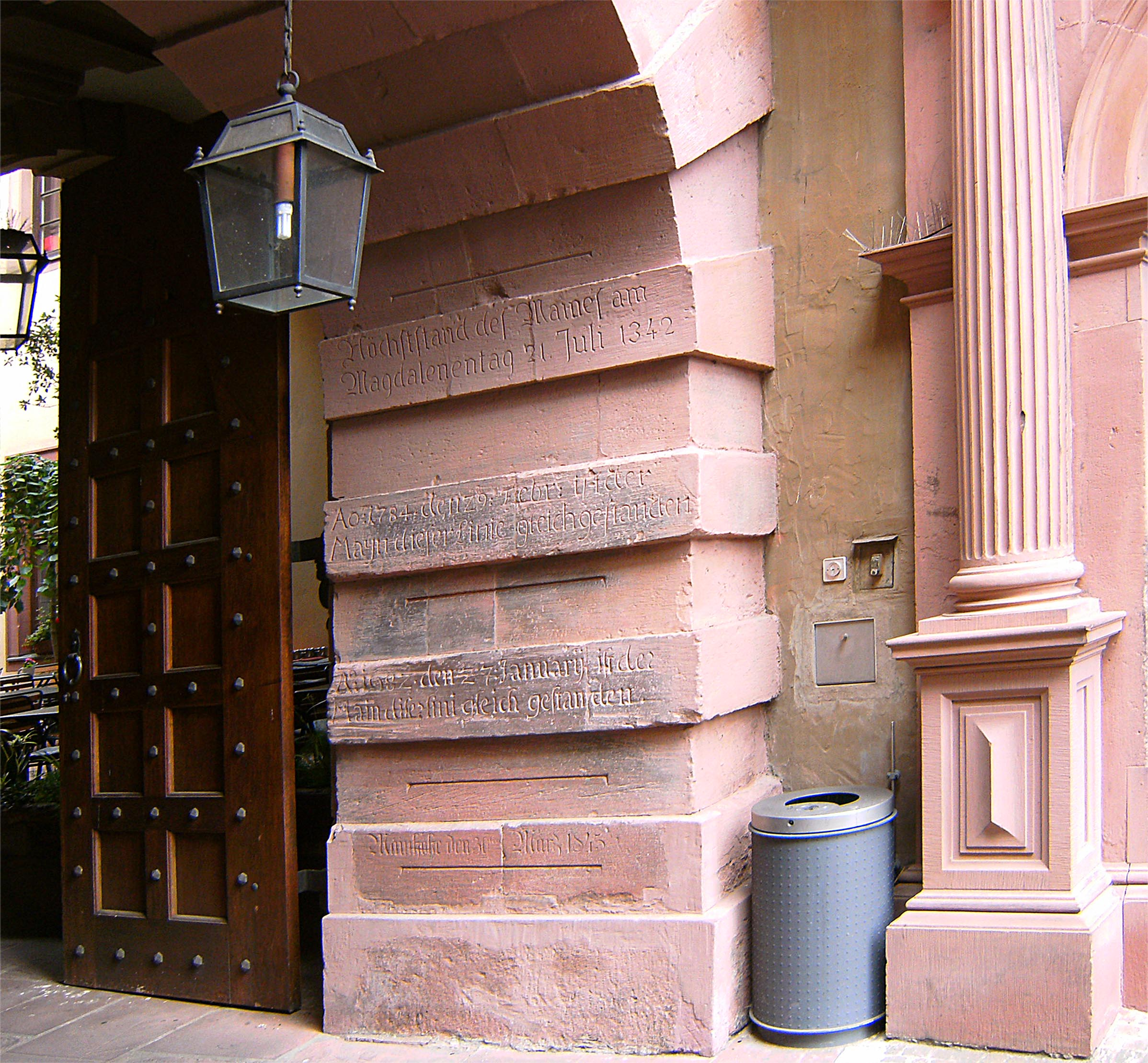
Hochwassermarken am Eingang zum Grafeneckart, dem Rathaus von Würzburg

Der Wasserstand des Mains wird mit dem Messstab am Alten Kranen gemessen. Normalstände sind an der Ufermauer des Mains, Hochwasserstände am Mauerwerk des Gebäudes Alter Kranen angezeigt.
Extreme Hochwasserstände des 14. bis 19. Jahrhunderts sind am rechten Türpfosten des Eingangs zum Grafeneckart, dem seit 1316 als Rathaus fungierenden Gebäude, markiert: das Jahrtausendhochwasser am Magdalenentag dem 21. Juli 1342 (vom Fürstbischof Otto von Wolfskeel als göttliche Strafe für „böse“ Eide bei von ihm deshalb 1343 verbotenen Spielen um Geld angesehen), weitere am 29. Februar 1784, am 27. Januar 1682 und am 30. März 1845.
Hochwasserstände des 20. Jahrhunderts, am 7. Februar 1909, 16. Januar 1920 und 25. Februar 1970 (Wasserpegel 670 cm) sind an der Mauer des Alten Kranens dokumentiert.

### Klima
Die in einem häufig Inversionswetterlagen bedingenden und Schadstoffanreicherungen (Schwefeldioxid, Ozon, Ruß, Benzol und Stickstoffdioxid) begünstigenden Talkessel befindliche Stadt Würzburg liegt in der gemäßigten Klimazone und der Westwindzone.
Der Talkessel besitzt einen urbanen Wärmeinseleffekt starker Ausprägung, aufgrund mehrerer Faktoren: dichte Bebauung mit relativ wenig Stadtgrün, Talhänge mit Weinbergen, die sich im Sommer stark erhitzen, dem Maintal, das hier von Süd nach Nord quer zur Hauptwindrichtung verläuft, zu der die Stadt auf der Lee-Seite des südwestlich gelegenem Nikolausbergs (Frankenwarte) liegt; zudem ist der umgebende Landkreis Würzburg der waldärmste Landkreis Bayerns. Bereits heute gibt es an manchen Tagen einen Temperaturunterschied zwischen der Stadtmitte und den Talkessel umgebenden Gauflächen von bis zu sechs Grad. Für die Würzburger Innenstadt wurde eine erhebliche Steigerung der Hitzetage und Tropennächte prognostiziert, mit einer drastischen Reduzierung der Lebensqualität.
Das relativ trockene und gegenüber dem Umland wärmere Würzburger Klima eignet sich besonders gut für den Weinbau. Die mittlere Temperatur beträgt im Januar −0,6 °C, im Juli 18,4 °C. Über das gesamte Jahr ergibt sich eine mittlere Temperatur von 9,2 °C. Die höchste je gemessene Temperatur war 39,4 °C am 7. August 2015, die niedrigste gemessene Temperatur −24,0 °C am 10. Februar 1956.
|                       | Jan | Feb | Mär | Apr | Mai | Jun | Jul | Aug | Sep | Okt | Nov | Dez |   |      |
| Mittl. Tagesmax. (°C) | 2   | 4   | 9   | 14  | 19  | 22  | 24  | 23  | 20  | 14  | 7   | 3   | ⌀ | 13,5 |
| Mittl. Tagesmin. (°C) | −3  | −2  | 1   | 4   | 8   | 11  | 13  | 13  | 10  | 6   | 2   | −1  | ⌀ | 5,2  |
|                       |     |     |     |     |     |     |     |     |     |     |     |     |   |      |
| Niederschlag (mm)     | 43  | 39  | 45  | 47  | 55  | 72  | 54  | 57  | 43  | 42  | 49  | 56  | Σ | 602  |
|                       |     |     |     |     |     |     |     |     |     |     |     |     |   |      |
| Sonnenstunden (h/d)   | 1,3 | 2,5 | 3,8 | 5,1 | 6,5 | 6,6 | 7,1 | 6,5 | 5,0 | 3,3 | 1,6 | 1,3 | ⌀ | 4,2  |
|                       |     |     |     |     |     |     |     |     |     |     |     |     |   |      |
| Regentage (d)         | 16  | 13  | 11  | 12  | 13  | 14  | 13  | 13  | 12  | 12  | 14  | 13  | Σ | 156  |
|                       |     |     |     |     |     |     |     |     |     |     |     |     |   |      |
| Luftfeuchtigkeit (%)  | 85  | 80  | 75  | 69  | 68  | 69  | 68  | 70  | 76  | 81  | 84  | 85  | ⌀ | 75,8 |

| −3 |

| −2 |

| 1 |

| 4 |

| 8 |

| 11 |

| 13 |

| 13 |

| 10 |

| 6 |

| 2 |

| −1 |

| −3 |

| −2 |

| 1 |

| 4 |

| 8 |

| 11 |

| 13 |

| 13 |

| 10 |

| 6 |

| 2 |

| −1 |

|                       | Jan  | Feb  | Mär  | Apr  | Mai  | Jun  | Jul  | Aug  | Sep  | Okt  | Nov | Dez |   |      |
| Mittl. Tagesmax. (°C) | 4,5  | 6,7  | 10,9 | 17,2 | 20,1 | 24,5 | 27,0 | 27,2 | 21,6 | 15,1 | 9,0 | 6,1 | ⌀ | 15,9 |
| Mittl. Tagesmin. (°C) | −0,7 | −0,3 | 1,7  | 4,9  | 8,8  | 13,2 | 14,6 | 14,7 | 10,2 | 6,6  | 2,7 | 1,0 | ⌀ | 6,5  |
|                       |      |      |      |      |      |      |      |      |      |      |     |     |   |      |
| Niederschlag (mm)     | 51   | 40   | 41   | 26   | 61   | 48   | 43   | 48   | 36   | 37   | 47  | 45  | Σ | 523  |
|                       |      |      |      |      |      |      |      |      |      |      |     |     |   |      |
| Sonnenstunden (h/d)   | 1,3  | 3,4  | 4,5  | 7,5  | 7,2  | 7,8  | 8,4  | 7,8  | 6,0  | 3,3  | 2,1 | 1,4 | ⌀ | 5,1  |

| −0,7 |

| −0,3 |

| 1,7 |

| 4,9 |

| 8,8 |

| 13,2 |

| 14,6 |

| 14,7 |

| 10,2 |

| 6,6 |

| 2,7 |

| 1,0 |

| −0,7 |

| −0,3 |

| 1,7 |

| 4,9 |

| 8,8 |

| 13,2 |

| 14,6 |

| 14,7 |

| 10,2 |

| 6,6 |

| 2,7 |

| 1,0 |

Die Auswirkungen der globalen Erwärmung sind auch in Würzburg messbar. Im Vergleich zur Messperiode 1961–1990 sind die Temperaturen deutlich angestiegen und es werden weniger Niederschläge gemessen. Im Frühling und Sommer werden deutlich mehr Sonnenstunden verzeichnet.

## Geschichte

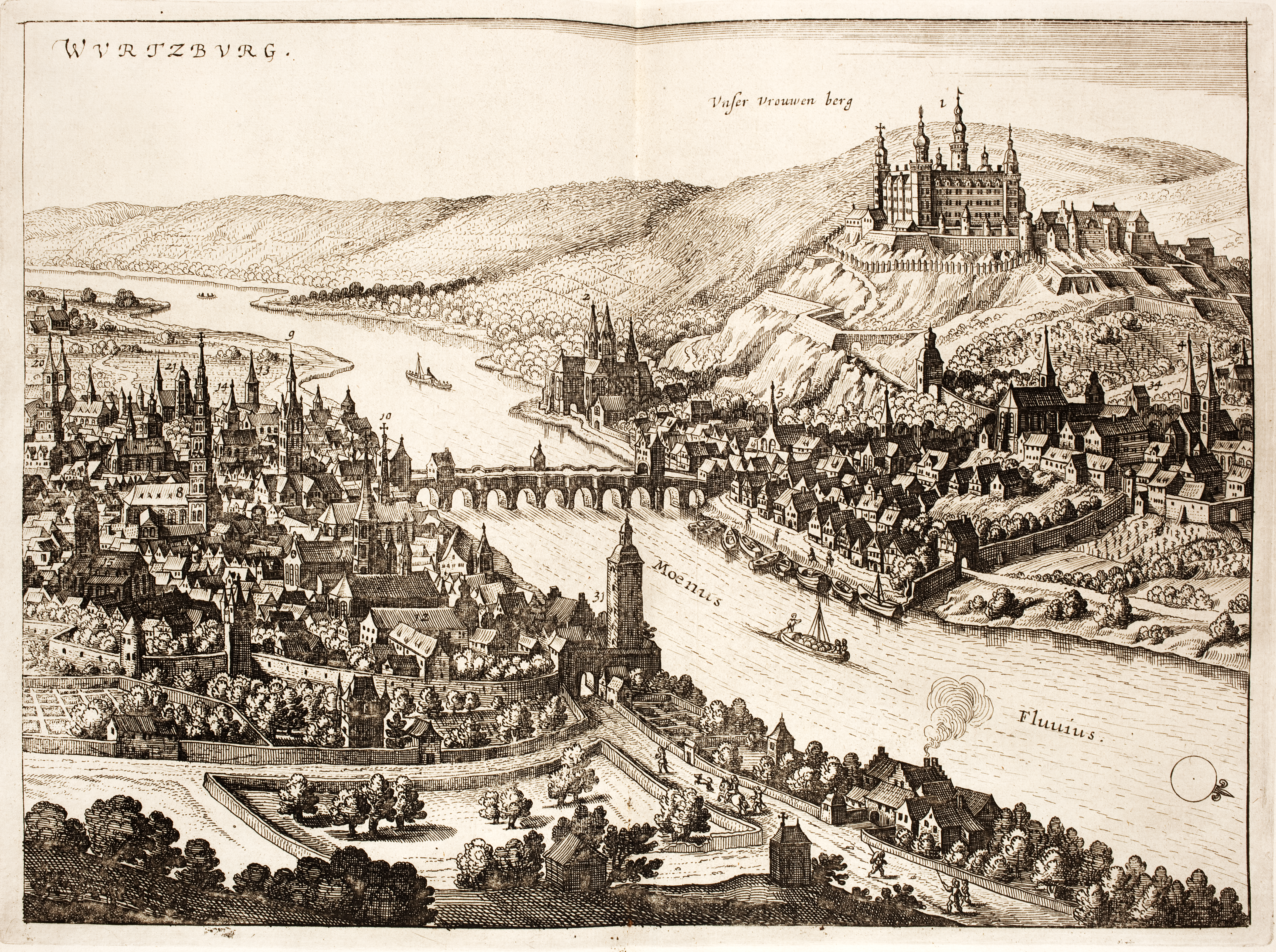
Panorama von Würzburg mit der Festung Marienberg. Matthäus Merian in Cornelis Danckerts: Historis, 1642.

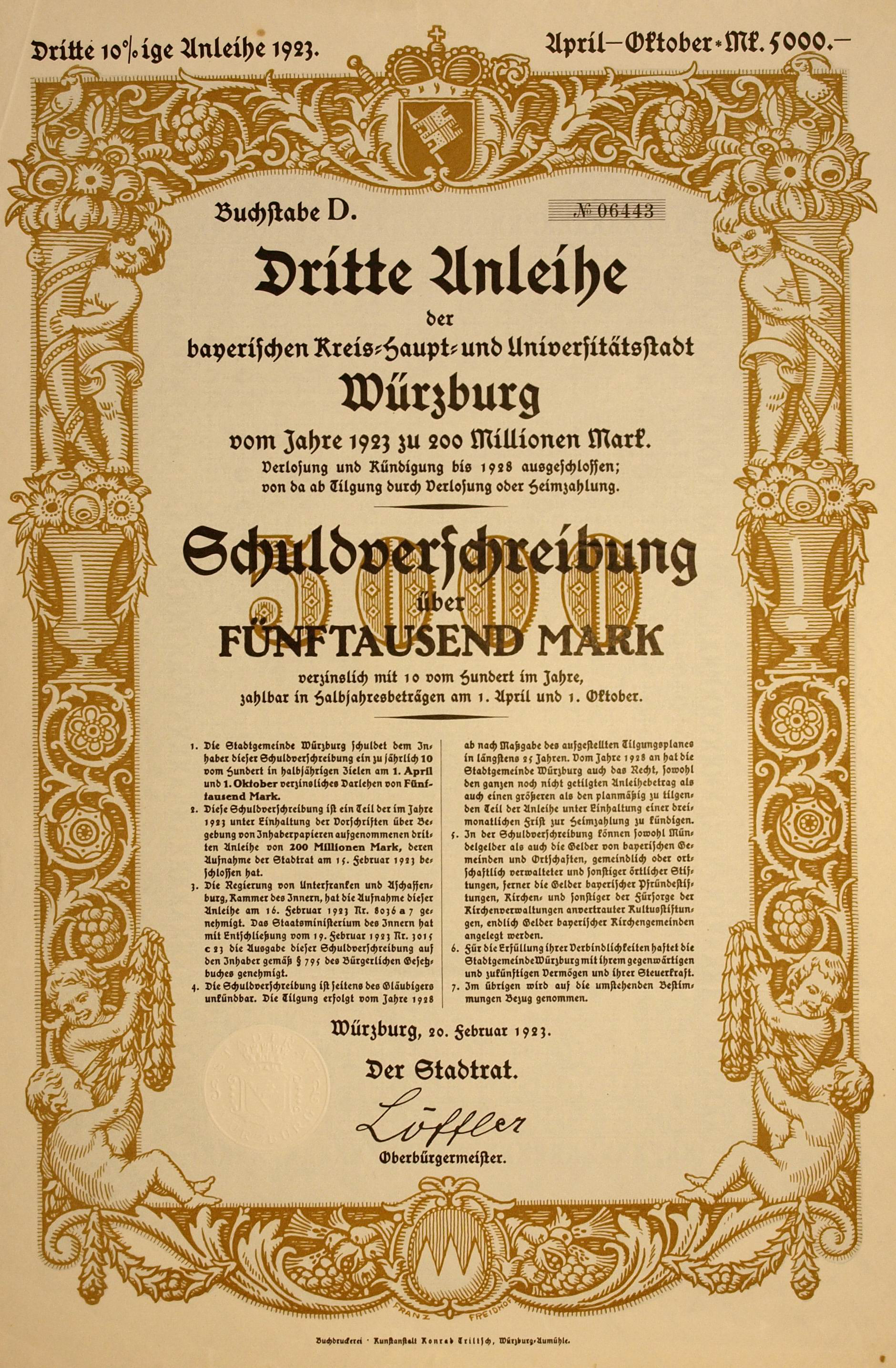
10-%-Schuldverschreibung über 5000 Mark der Stadt Würzburg vom 20. Februar 1923

### Name
Die frühesten Erwähnungen des Ortsnamens von Würzburg (im 19. Jahrhundert auch noch Wirzburg und im 18. Würtzburg und Wirtzburg sowie latinisiert Wirceburgis) finden sich um 700 nach Christus, so beim Geographen von Ravenna, der den Namen Uburzis schrieb (zu lesen ist vielleicht Wurcis) und in einer Urkunde von 704, wo von in castello Virteburh die Rede ist. Spätere Namensformen sind Wirzaburga (741/2), Uuirziburg (820), Wirciburg (10. Jahrhundert) und Werzebvrc (1073).
Die Herleitung des Ortsnamens ist unsicher. Schon im 10. Jahrhundert wurde in der Form Herbipolis eine Etymologie auf der Basis von lateinisch herba ‚(Heil-)Kräuter‘ vorgenommen; Würzburg würde damit „Burg auf dem kräuterreichen Platz“ bedeuten. Der Germanist Norbert Wagner stellte 1985 das Bestimmungswort zu einem rekonstruierten althochdeutschen *wirz in einer angenommenen Bedeutung ‚zugesetztes Würzkraut zur Bierherstellung, wilder Hopfen‘. Der Indogermanist Albrecht Greule erwog hingegen 2007 aufgrund des Alters des Marienberges als Höhensiedlung einen vorgermanischen Namen: Als Erstglied setzte er eine rekonstruierte Wortwurzel *vertia-, *vertio- an und suchte eine Anknüpfung an das Keltische, etwa gallisch *vertamos ‚der Höchste‘.

### Mittelalter
Würzburgs vermutlich erste Erwähnung erfolgte um das Jahr 700. Eine innerhalb der heutigen Stadtgrenzen liegende, bisher undatierte Fliehburg auf dem Marienberg lässt eine deutlich frühere Besiedlung möglich erscheinen. Seit dem Jahr 604 n. Chr. war Würzburg fränkischer Herzogssitz, von dem aus das südliche Thüringen und die Mainlande beherrscht wurden. Zwischen 685 und 689 sollen dort die Frankenapostel Kilian, Kolonat und Totnan missioniert haben.
Sicherlich bedingt durch die Lage an vielen Verkehrswegen, zum Beispiel dem Main, machte Bonifatius Würzburg 741 zum Bischofssitz. Mit der Heiligsprechung der Frankenapostel 752 begannen die Pilgerfahrten zum ersten Märtyrergrab rechts des Rheins.
Ludwig der Fromme verlieh den Würzburger Bischöfen um 820 ein Zollprivileg (Markt- und Münzrecht folgten erst 1030). Der im 10. Jahrhundert von Fernkaufleuten und Großhändlern besuchte Marktplatz befand sich in der heutigen Domstraße.
Im 11. Jahrhundert gelangte eine Silbermünze aus Würzburg bis auf die Färöer, wie der Münzfund von Sandur belegt. Das erste Ritterturnier auf deutschem Boden wurde 1127 in der Stadt ausgetragen. Als technische Meisterleistung gilt seiner Zeit der um 1130 erfolgte Bau der steinernen Mainbrücke.
Am 17. Juni 1156 heiratete Friedrich I. Barbarossa in Würzburg in zweiter Ehe die noch sehr junge Beatrix von Burgund, Tochter des Grafen Rainald III. und Erbin der Freigrafschaft Burgund (heute Franche-Comté). Auf dem Reichstag zu Würzburg 1168 belehnte Friedrich I. Barbarossa den damaligen Bischof Herold mit der Herzogswürde. Die Bischöfe der Stadt konnten sich fortan Fürstbischöfe nennen und den Titel „Herzog in Franken“ führen.
1188 wurden staufische Höfe und Eigengüter in der Stadt und dem Bistum Würzburg („curtes et allodia, que habemus tam in civitate Herbipolensi quam in episcopatu“) in einem Vertrag zwischen Kaiser Friedrich I. Barbarossa und König Alfons VIII. von Kastilien erwähnt. Der Vertrag regelte die Ehe zwischen Friedrichs Sohn Konrad und Alfons Tochter Berengaria. Der Besitz in Würzburg gehörte mit weiteren 29 staufischen Gütern zur Morgengabe der Braut. Allerdings wurde diese Ehe niemals in die Praxis umgesetzt.
1402 gründete der Fürstbischof Johann von Egloffstein die Hohe Schule zu Würzburg, Vorläuferin der Universität Würzburg.

### Frühe Neuzeit
Im Deutschen Bauernkrieg wurde die Festung Marienberg im Mai 1525 erfolglos berannt. Tilman Riemenschneider wurde daraufhin auf der Festung festgehalten.
Bedeutend für die Würzburger Geschichte war der Fürstbischof Julius Echter von Mespelbrunn. Er stiftete das Juliusspital, gründete die Universität neu und baute die Festung auf dem Marienberg als Renaissanceschloss aus. Er war weit über Würzburg hinaus bekannt als Gegenreformator und Hexenverfolger. Zu Beginn des 17. Jahrhunderts wurden in Hochstift Würzburg mehr als 260 Menschen aufgrund einer Anklage wegen Hexerei oder Zauberei hingerichtet.
1631 bis 1634 wurde Würzburg von den Schweden besetzt. Im Jahr 1639 fiel als Heerführer der Schweden Hans Christoph von Königsmarck in das Hochstift Würzburg ein. Nach dem Dreißigjährigen Krieg und dem Westfälischen Frieden 1648 erfolgte, unter anderem durch Schaffung neuer Festungs- und Stadttore, der barocke, sternförmige Ausbau der Befestigung Würzburgs.

Stadtansicht von Johann Baptist Homann, 1723

Unter dem Fürstbischof Johann Philipp II. von Greiffenclau zu Vollraths und seinen Nachfolgern insbesondere aus dem Hause Schönborn kam es ab 1699 zu bedeutenden Kunst- und vor allem Bautätigkeiten. Wichtige städtebauliche Akzente wurden nicht allein durch den neuen Nordflügel des Juliusspitals mit seinem Fürstenbau, durch den Abschluss des Neubaukirchturms und durch den Kuppelbau des Neumünsters samt dessen römisch inspirierter Fassade gesetzt, auch Adel und Klöster bauten oder erneuerten im Sinne barocker Prachtentfaltung allenthalben. Eine Regulierung vieler Straßenzüge wurde begonnen und damit gezielt in die oft beengten mittelalterlichen Strukturen eingegriffen. Anschließende Steuererleichterungen für Neubauten und dazu eine allgemeine wirtschaftliche Konsolidierung zogen eine starke Zunahme auch des bürgerlichen Bauwesens nach sich. Zu den bedeutenden Architekten im Hochstift Würzburg nach dem Tod von Antonio Petrini gehörte zu dieser Zeit vor allem Joseph Greissing. Für das Stadtbild prägend wurde die Würzburger Residenz von Balthasar Neumann, deren Bau 1720 begonnen und 1744 abgeschlossen wurde.
Von 1802 bis 1814 wechselten die Würzburger mit der Auflösung des Hochstifts viermal ihre Staatszugehörigkeit. Zunächst waren sie Bürger des Hochstifts Würzburg gewesen, ab 22. November 1802 dann Bürger des Kurfürstentums Pfalzbayern, das 1806 zum Königreich Bayern wurde. Ende 1805 wurde Würzburg Kurfürstentum unter dem Erzherzog Ferdinand von Toskana, der am 1. Mai 1806 in die Würzburger Residenz einzog, ab September 1806 war die Stadt unter ihm Hauptstadt des im September 1806 entstandenen Großherzogtums Würzburg und ab 28. Juni 1814 kam sie wieder an das Königreich Bayern und blieb seither bayerisch.

### Würzburg im Königreich Bayern

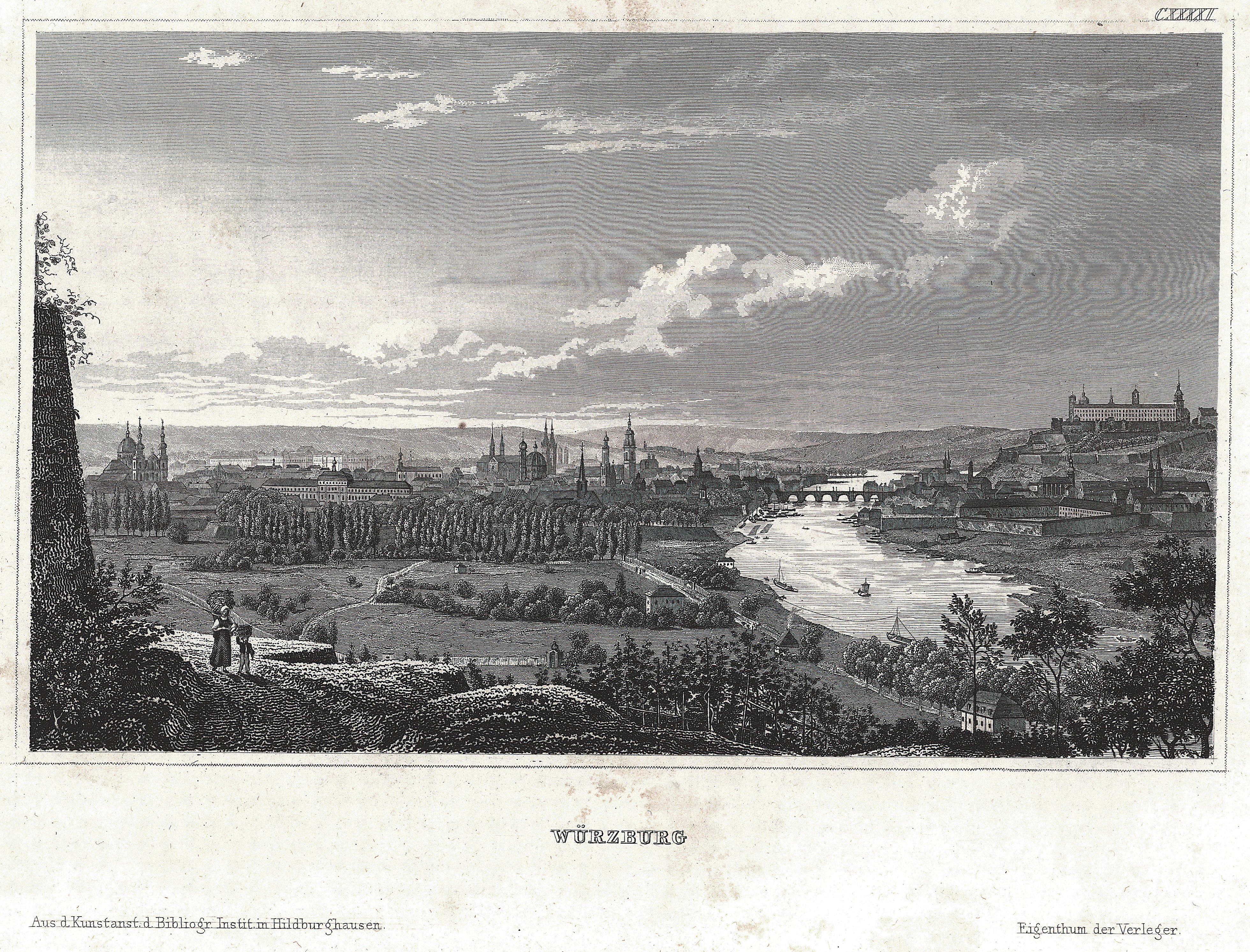
Blick auf Würzburg, um 1837

Nach dem Untergang des Großherzogtums Würzburgs, das sich im Oktober 1813 dem bayerischen General Carl Philipp von Wrede zunächst widersetzt, aber im gleichen Monat kapituliert hatte, im Jahr 1814 wurde die Stadt noch ein letztes Mal Residenz. Ab 1816 residierte Kronprinz Ludwig bis zu seinem Regierungsantritt 1825 meist in Würzburg; sein Sohn Luitpold, der spätere Prinzregent, wurde 1823 in der Residenz geboren.
Am 2. August 1819 begannen in Würzburg die Hep-Hep-Krawalle, die sich in der Folge im ganzen Deutschen Bund ausbreiteten (siehe unten: Jüdische Gemeinde).
Der Pegel Würzburg wurde 1823 in Betrieb genommen und ist der älteste in Betrieb befindliche Pegel am Main. Im seit dem Mittelalter der Musik verbundenen Würzburg fand im August 1845 das erste gesamtdeutsche Sängerfest statt.
Schon seit 1817 war Würzburg Hauptstadt im Untermainkreis, der 1837 zu Unterfranken wurde. Nach der Aufhebung der Festungseigenschaft für das rechtsmainische Würzburg 1857 wandelte sich das seit dem Ende des 17. Jahrhunderts weitgehend gleich gebliebene Stadtbild.
Im Jahr 1900, acht Jahre nach Eröffnung der Straßenbahnlinie als Pferdebahn, erhielt Würzburg seine erste elektrische Straßenbahn.
Wilhelm Conrad Röntgen entdeckte 1895 im Physikalischen Institut der Universität Würzburg die nach ihm benannte Röntgenstrahlung und erhielt dafür 1901 den (ersten) Nobelpreis für Physik.

### 20. Jahrhundert
Am 9. November 1918 bildete sich in Würzburg ein Arbeiter- und Soldatenrat. Im April 1919 bestand eine dreitägige Herrschaft des Rätekommunismus, die so genannte Würzburger Räterepublik. Am 6. Dezember 1922 entstand in Würzburg eine Ortsgruppe der NSDAP und gelangte nach der Wiederzulassung 1925 mit vier Mandaten im Dezember 1929 in den Stadtrat.
1930 wurde in der Augustinerstraße 9 nach Plänen von Franz Kleinsteuber Würzburgs erstes Hochhaus fertiggestellt. Um 1935 waren darin unter anderem Räume der NSDAP-Kreisleitung im vierten Stock untergebracht. 1934 war Würzburg Großstadt geworden.
Nach dem Verbot von Aktivitäten der SPD (Würzburgs und Deutschlands älteste demokratische politische Partei) und der Auflösung der Bayerischen Volkspartei wurden am 4. September 1934 die Stadtratsmitglieder auf Adolf Hitler neu vereidigt.
Am 27. November 1941 wurden in Würzburg erstmals jüdische Bürger deportiert, am 17. Juni 1943 zum letzten Mal.
Die ersten Bombenangriffe im Zweiten Weltkrieg erfuhr Würzburg mit dem Luftangriff am 21. Februar 1942. Hierbei war vor allem der Südbahnhof betroffen.
Die Geheime Staatspolizei (Gestapo) unterhielt ihr Gefängnis in der Ottostraße. Weil dieses zu klein wurde, richtete man ab dem 1. September 1942 eine zusätzliche Haftanstalt in der Friesstraße ein.
Unter der Regierung der Nationalsozialisten spielte die Stadt eine wichtige Rolle bei der sogenannten Aktion T4, bei der in Deutschland mehr als 100.000 Psychiatrie-Patienten und behinderte Menschen durch SS-Ärzte und -Pflegekräfte systematisch ermordet wurden. Zentrale Figur dabei war Werner Heyde, Professor für Psychiatrie und Neurologie an der Universität Würzburg sowie Leiter der „medizinischen Abteilung“ der „Euthanasie“-Zentrale und Obergutachter der Aktion T4.
Im Frühjahr 1943 wurde Würzburg Standort eines der 92 Außenlager des Konzentrationslagers Flossenbürg. Im Mai saßen im KZ-Außenlager Würzburg 28 Häftlinge ein. Diese wurde unter anderem zum Ausbau der Psychiatrischen Universitätsklinik und eines SS-Lazaretts eingesetzt. Später stieg die Zahl der Inhaftierten auf 50 an.
Am 16. März 1945 erfolgte von 21:15 bis 21:42 Uhr der die Kernstadt zu 80 Prozent zerstörende Bombenangriff auf Würzburg und Heidingsfeld als Hauptangriff der Alliierten. Mindestens 4500 Menschen starben dabei, etwa 5000 im Jahr 1945 insgesamt durch Fliegerangriffe, Feindeinwirkungen und Verwundungen in Lazaretten. Ebenfalls etwa 5000 Würzburger fielen im gesamten Zweiten Weltkrieg. Am 31. März erreichten US-amerikanische Truppen den Landkreis Würzburg, am 2. April das Mainufer unterhalb der Festung und am 4. April, dem Tag der Einrichtung der Militärregierung Mainfranken, marschierten sie in die Stadt Würzburg ein. Am 5. April war Würzburg dann endgültig von der 7. US-Armee erobert. Der 1946 beginnende und in den folgenden Jahren, beruhend auf einem Wiederaufbauplan für die Altstadt von 1948 und einem Generalverkehrsplan von 1953, fortgesetzte Wiederaufbau der Stadt wurde am 16. Dezember 1963 von Oberbürgermeister Zimmerer in einer Haushaltsrede vor dem Stadtrat für abgeschlossen erklärt. Zu Beginn der 1960er Jahre waren die Planungen für ein Universitätszentrum am Hubland und für die Stadtausdehnung auf dem Heuchelhof begonnen worden.

### 21. Jahrhundert
Am 25. Juni 2021 wurden bei einem Anschlag drei Menschen getötet, weitere wurden verletzt.

### Eingemeindungen
Am 1. Januar 1930 wurde die bis dahin selbständige Gemeinde Heidingsfeld mit den Gemeindeteilen Heidingsfeld, Heuchelhof, Vogelshof und Zwickerleinshof eingegliedert. Weitere Eingemeindungen erfolgten im Rahmen der im Januar 1971 durch den bayerischen Ministerpräsidenten Alfons Goppel initiierten Gebietsreform: Am 1. Januar 1974 kam die Gemeinde Rottenbauer hinzu. Unterdürrbach sowie die Gemeindeteile Oberdürrbach, Schafhof und Ziegelhütte aus der Gemeinde Oberdürrbach wurden am 1. Juli 1976 eingegliedert. Es folgten am 1. Januar 1978 die Gemeinde Lengfeld mit den Gemeindeteilen Holzmühle, Pilziggrund, Riedmühle und Rosenmühle und die Gemeinde Versbach mit den Gemeindeteilen Herrnmühle, Schäfermühle und Straubmühle. Am 1. Mai 1978 wurden im hinteren Steinbachtal 154 ha von der Gemeinde Höchberg nach Würzburg umgemarkt.

## Bevölkerung

### Einwohnerentwicklung

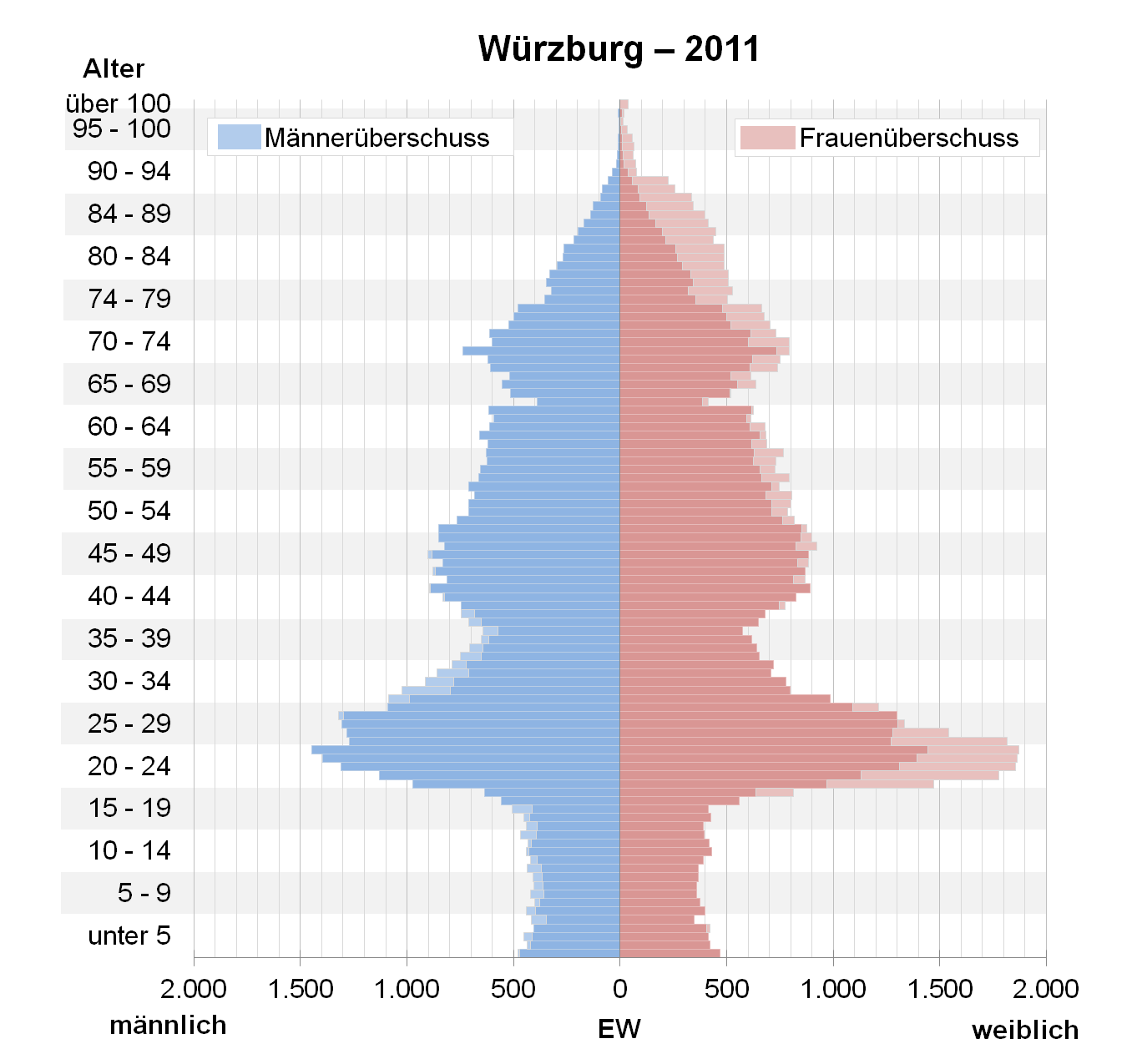
Bevölkerungspyramide für Würzburg (Datenquelle: Zensus 2011.)

Im Jahr 1840 hatte Würzburg 26.814 Einwohner und 1880 waren es 50.000. Nach dem Deutschen Krieg erlebte die Stadt von 1867 und 1896 einen „Bauboom“, der zur Neuerrichtung von über 1300 Wohnhäusern führte. Während 1903 noch 79.547 Einwohner gezählt wurden, betrug 1904 die geschätzte Zahl der Einwohner dann 80.000. Mit 94.671 Einwohnern war Würzburg 1918 die viertgrößte Stadt im rechtsrheinischen Bayern. Von 1919 bis 1939 stieg die Einwohnerzahl infolge von Geburten- und Migrationsüberschüssen von etwa 86.500 auf 107.500 an. 1932/33 hatte die Einwohnerzahl erstmals die Grenze von 100.000 überschritten, wodurch Würzburg zur Großstadt wurde. Durch die Auswirkungen des Zweiten Weltkrieges verlor die Stadt zwischen 1939 (108.000 Einwohner) und 1945 (53.000 Einwohner) rund die Hälfte (55.000) ihrer Bewohner. Nachdem 1955 die Stadt zum zweiten Mal die 100.000-Einwohner-Grenze überschritten hatte, erreichte die Bevölkerungszahl 1957 wieder den Vorkriegsstand. Ende Dezember 2004 lebten in Würzburg nach Fortschreibung des Bayerischen Landesamtes für Statistik und Datenverarbeitung 133.539 Menschen mit Hauptwohnsitz. Das war der historische Höchststand. Durch den Zensus 2011 wurde die Einwohnerzahl stark nach unten auf 124.449 korrigiert, stieg danach etwas an und fiel 2020 erstmals seit sechs Jahren wieder ab auf rund 127.000 Einwohner.
Bei der Bevölkerungsentwicklung sind neben dem Aufbau und dem späteren Abzug der starken amerikanischen Garnison vor allem auch die umfangreichen Eingemeindungen der 1970er Jahre zu berücksichtigen (siehe Eingemeindungen). Würzburg in den Grenzen von 1939 (also mit Heidingsfeld), jedoch einschließlich des gesamten Stadtbezirks Steinbachtal, hatte am 31. Dezember 2013 nur noch 99.541 Einwohner (gemäß Stadtgliederung). Wobei es sich hier um die Melderegisterbasierte Einwohnerzahl einschließlich Zweitwohnsitz handelt. Die Amtliche Einwohnerzahl für dieses Gebiet liegt noch etwas unter diesem Wert.
Die folgende Übersicht zeigt die Einwohnerzahlen nach dem jeweiligen Gebietsstand. Bis 1833 handelt es sich meist um Schätzungen, danach um Volkszählungsergebnisse¹ oder amtliche Fortschreibungen der jeweiligen Statistischen Ämter beziehungsweise der Stadtverwaltung. Die Angaben beziehen sich ab 1843 auf die „ortsanwesende Bevölkerung“ (ohne Militär und Studenten), ab 1925 auf die Wohnbevölkerung und seit 1987 auf die „Bevölkerung am Ort der Hauptwohnung“. Vor 1843 wurde die Einwohnerzahl nach uneinheitlichen Erhebungsverfahren ermittelt.
| Jahr/Datum       | Einwohner   |
| ---------------- | ----------- |
| 1200             | 5.000       |
| 1512             | 5.365       |
| 1571             | 8.590       |
| 1621             | 9.782       |
| 1630             | rund 10.000 |
| 1703             | 13.883      |
| 1787             | 18.070      |
| 1813             | 19.925      |
| 1. Juni 1830     | 21.672      |
| 3. Dezember 1846 | 22.650      |
| 3. Dezember 1852 | 29.848      |
| 3. Dezember 1855 | 32.598      |
| 3. Dezember 1861 | 36.119      |
| 3. Dezember 1864 | 41.575      |
| 3. Dezember 1867 | 42.185      |
| 1. Dezember 1871 | 40.005      |
| 1. Dezember 1875 | 44.975      |
| 1. Dezember 1880 | 51.014      |
| 1. Dezember 1885 | 55.010      |
| 1. Dezember 1890 | 61.039      |
| 2. Dezember 1895 | 68.747      |
| 1. Dezember 1900 | 75.499      |
| 1. Dezember 1905 | 80.327      |

| Jahr/Datum         | Einwohner |
| ------------------ | --------- |
| 1. Dezember 1910   | 84.496    |
| 1. Dezember 1916   | 71.044    |
| 5. Dezember 1917   | 70.923    |
| 8. Oktober 1919    | 86.571    |
| 16. Juni 1925      | 89.910    |
| 16. Juni 1933      | 101.003   |
| 17. Mai 1939       | 107.515   |
| 1942               | 105.895   |
| 31. Dezember 1945  | 52.999    |
| 29. Oktober 1946   | 55.604    |
| 13. September 1950 | 78.443    |
| 25. September 1956 | 102.950   |
| 6. Juni 1961       | 116.883   |
| 31. Dezember 1965  | 122.067   |
| 27. Mai 1970       | 117.147   |
| 31. Dezember 1975  | 112.584   |
| 31. Dezember 1978  | 127.382   |
| 31. Dezember 1980  | 128.652   |
| 31. Dezember 1985  | 127.997   |
| 25. Mai 1987       | 123.378   |
| 31. Dezember 1990  | 127.777   |
| 31. Dezember 1995  | 127.295   |
| 31. Dezember 2000  | 127.966   |

| Jahr/Datum        | Einwohner |
| ----------------- | --------- |
| 2002              | 128.000   |
| 31. Dezember 2005 | 129.628   |
| 31. Dezember 2006 | 131.320   |
| 31. Dezember 2007 | 132.354   |
| 31. Dezember 2008 | 132.108   |
| 31. Dezember 2010 | 133.799   |
| 9. Mai 2011       | 124.297   |
| 31. Dezember 2011 | 124.449   |
| 31. Dezember 2012 | 124.577   |
| 31. Dezember 2013 | 124.698   |
| 31. Dezember 2014 | 124.219   |
| 31. Dezember 2015 | 124.873   |
| 31. Dezember 2016 | 126.010   |
| 31. Dezember 2017 | 126.635   |
| 31. Dezember 2018 | 127.880   |
| 31. Dezember 2019 | 127.934   |
| 31. Dezember 2020 | 126.954   |
| 31. Dezember 2021 | 126.933   |
| 31. Dezember 2022 | 131.271   |
| 31. Dezember 2023 | 131.759   |
| 31. Dezember 2024 | 133.258   |

1. 1 2 3 4 5 6 7 8 9 10 11 12 13 14 15 16 17 18 19 20 21 22 23 24 25 26 27 28  
Volkszählungsergebnis
2. ↑  
Zensus 2011

### Ausländeranteil
Im Jahr 2010 hatte Würzburg mit 11.283 Ausländern aus diversen Herkunftsländern einen Ausländeranteil von 8,5 %. Der höchste Ausländeranteil ist im Stadtbezirk Altstadt mit 16,8 % verzeichnet, gefolgt von der Zellerau und dem Frauenland (beide 13,6 %) sowie Grombühl (12,0 %). Die meisten Ausländer kommen (Stand 2013) aus der Türkei (1.237), Russland (840), Italien (756), Ukraine (678) und Rumänien (662).
Bevölkerungsbestand zum 31. Dezember 2023, Ausländer in der Stadt Würzburg nach ausgewählten Ländern:
Ukraine 2.279,
Syrien 1.587,
Rumänien 1.404,
Türkei 1.201,
Afghanistan 946,
Italien 865,
Russland 796
Indien 697,
Kosovo 543,
Polen 533,
China 438,
Somalia 429,
Bosnien und Herzegowina 399,
Griechenland 365,
Kroatien 350,
Vietnam 339,
USA 334,
Österreich 320,
Spanien 319,
Albanien 316,
Bulgarien 301,
Iran 286,
Äthiopien 272,
Pakistan 269,
Nordmazedonien 233.

## Religion

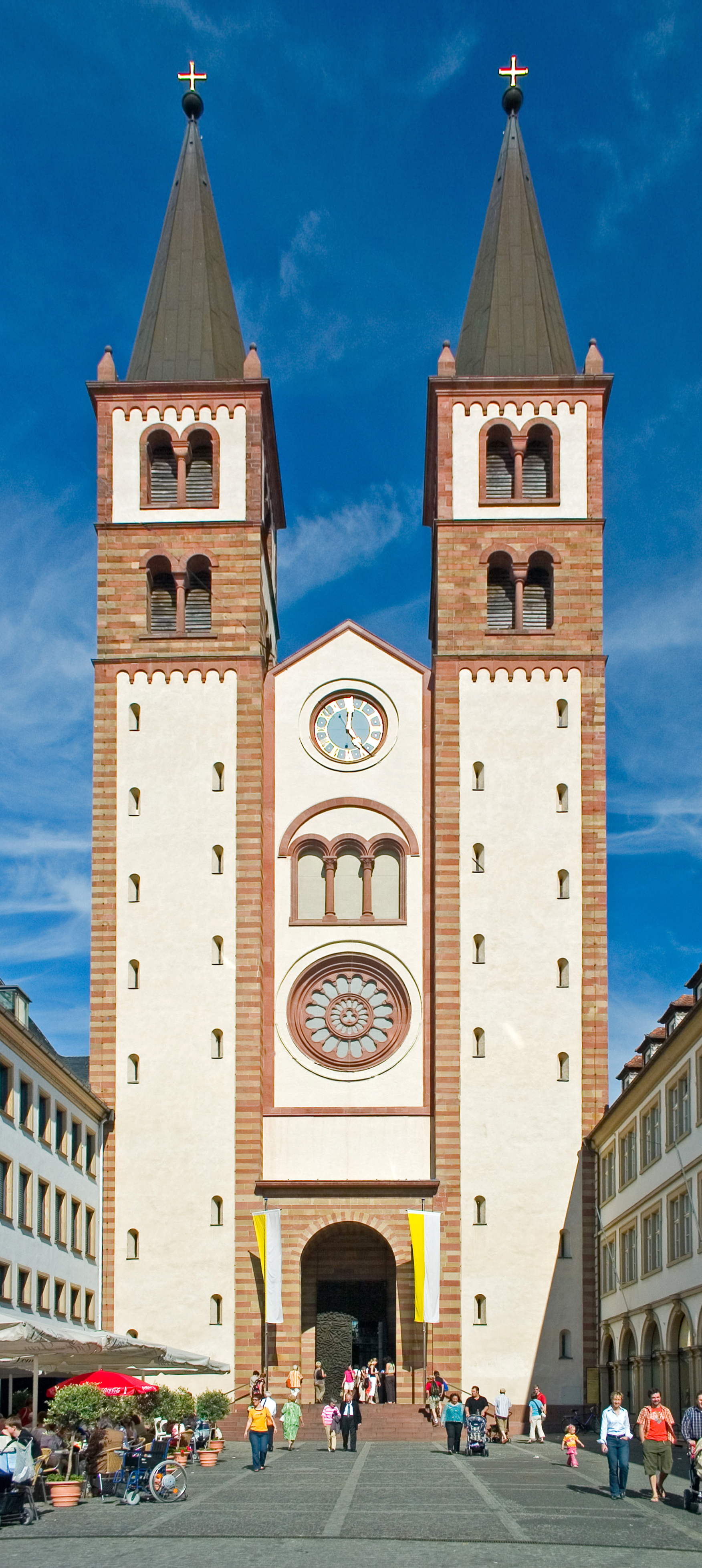
2006 im Zuge der äußerlichen Restaurierung freigelegte Westfassade des Kiliansdomes

### Konfessionsstatistik
Laut Zensus 2011 waren 51,5 % (64.017) Einwohner römisch-katholisch, 22,2 % evangelisch und 26,3 % gehörten anderen Konfessionen oder Glaubensgemeinschaften an oder waren konfessionslos. Der Anteil der evangelischen und katholischen Kirchenmitglieder an der Gesamtbevölkerung ist seitdem gesunken. Ende 2024 gab es in Würzburg 35,2 % (40,8 % im Jahr 2021) Katholiken und 16,5 % Protestanten, während 48,3 % der Bevölkerung entweder eine andere oder keine Religionszugehörigkeit hatte.
Zahlen zu weiteren Religionsgemeinschaften wurden letztmals beim Zensus von 2011 erhoben. Damals waren 1,7 % der Bevölkerung christlich-orthodox, 0,8 % waren Mitglieder einer evangelischen Freikirche, 0,3 % jüdisch und weitere 2,8 % gehörten sonstigen in Bayern anerkannten öffentlich-rechtlichen Religionsgemeinschaften (beispielsweise Alt-Katholische Kirche oder Zeugen Jehovas) an. Der Anteil der muslimischen Bevölkerung wird nicht ausgewiesen.

### Christentum
Der Beginn des christlichen Lebens in Würzburg wird mit dem Wirken der Frankenmissionare St. Kilian, St. Kolonat und St. Totnan verbunden und auf ca. 682 datiert. St. Kilian gilt als Schutzpatron des katholischen Bistums Würzburg. Würzburg wurde 741/742 Sitz eines Bistums, das sich bald auch ein weltliches Herrschaftsgebiet schaffen konnte, das Hochstift Würzburg. Oberster Herr dieses Territoriums war der Fürstbischof.
Die Reformation konnte im Bistum zunächst Fuß fassen. Die evangelische Bewegung wurde später jedoch durch den Fürstbischof Julius Echter von Mespelbrunn und die Gegenreformation ab 1586 stark zurückgedrängt. Die Anhänger des Luthertums wurden aus der Stadt verbannt, die meisten von ihnen ließen sich in der benachbarten Reichsstadt Schweinfurt nieder. Während der schwedischen Besatzung im Dreißigjährigen Krieg konnten die Protestanten von 1631 bis 1634 vorübergehend wieder Fuß fassen. Im Jahr 1633 war ihnen die Benutzung des Würzburger Doms für ein Jahr erlaubt worden. Bis zum Beginn des 19. Jahrhunderts war Würzburg dann eine, abgesehen von Protestanten ohne Bürgerrecht, katholische Stadt.
Erst das bayerische Religionsedikt von 1803 brachte eine Gleichbehandlung der beiden Konfessionen. Im selben Jahr erhielten die Protestanten zunächst im April die Kapelle des ehemaligen Kartäuserklosters und im November die Kirche des säkularisierten St.-Stephans-Klosters. Später wurden weitere Gemeinden gegründet.
Alle gehörten von Anfang an zur Evangelisch-Lutherischen Kirche in Bayern, die sich bis 1811 (ab 1808 mit dem Pfarrer Paul Kanut Ebermayer) in Würzburg vollständig etabliert hatte, und sind Teil des 1827 eingerichteten evangelischen Dekanats Würzburg innerhalb des Kirchenkreises Ansbach-Würzburg. In Würzburg entstand auch das bayrische Konsistorium, aus dem sich die einheitliche evangelische Kirche im Königreich Bayern entwickelte. Zudem wurden in der Stadt die Vorarbeiten für das Religionsedikt von 1818 geleistet, aus dem die evangelische Landeskirche Bayerns hervorging.
Heinrich von Kleist, der sich mit seinem Freund Ludwig von Brockes drei Wochen (bis zum 22. Oktober 1800) in der Stadt aufgehalten hat, schrieb im Jahr 1800 über Würzburg: „Die ganze Stadt wimmelt von Heiligen, Aposteln und Engeln, und wenn man durch die Straßen geht, so glaubt man, man wandle durch den Himmel der Christen.“
Verschiedene Freikirchen haben in Würzburg Gemeinden gegründet. Hierzu gehört die Evangelisch-Freikirchliche Gemeinde, die ihre Wurzeln in Würzburg bis ins Jahr 1907 zurückverfolgen kann. Während der Zeit des Nationalsozialismus kam es zu einer Verschmelzung von Baptisten- und Brüdergemeinde; in der Folge sieht sich diese Gemeinde heute beiden Traditionen zugehörig.
Die meisten freikirchlichen Gemeinden sind in der Evangelischen Allianz vertreten und arbeiten in Würzburg mit der dort seit 2003 bestehenden Abteilung der Arbeitsgemeinschaft Christlicher Kirchen in Deutschland zusammen.
Das 1803 säkularisierte Hochstift Würzburg wurde 1821 als eigenständiges Bistum innerhalb der Kirchenprovinz Bamberg neu umschrieben. 1848 fand in Würzburg die erste deutsche Bischofskonferenz statt.
Von besonderer Bedeutung ist die Würzburger Synode (1971–1975), die im Exerzitienhaus des Karmelitinnen-Kloster Himmelpforten stattfand und wesentliche Impulse für das Verhältnis zwischen Klerus und Laien, das Verhältnis zur evangelischen Kirche sowie für die Liturgie setzte. Eine unmittelbare Folge war u. a. die Einrichtung eines Ökumenischen Zentrums im Vorort Lengfeld. Im Exerzitienhaus Himmelpforten kam die Deutsche Bischofskonferenz auch später zu regelmäßigen Tagungen zusammen.

### Weitere christliche Religionsgemeinschaften
Würzburg war lange Zeit der Hauptsitz der Sekte Universelles Leben (UL), bis sich diese um 2005 in Marktheidenfeld-Altfeld niederließ. Die Zeugen Jehovas haben ein Gemeindezentrum und einen Königreichssaal im Stadtbezirk Rottenbauer. Zudem bestehen Gemeinschaften der Alt-Katholiken, seit 1887 der Evangelisch-methodistischen Kirche, der im Umkreis Würzburgs seit etwa 1800 ansässigen Mennoniten sowie der Griechisch-orthodoxen Kirche, der Rumänisch-Orthodoxen Kirche, der Russisch-Orthodoxen und der Syrisch-Orthodoxen Kirche. Zudem gibt es in der Martin-Luther-Straße 2a das Adventhaus der Adventgemeinde Würzburg und weitere christliche Religionsgemeinschaften sowie die Kirche Jesu Christi der Heiligen der Letzten Tage („Mormonen“) im Stadtteil Lengfeld.

### Jüdische Gemeinde

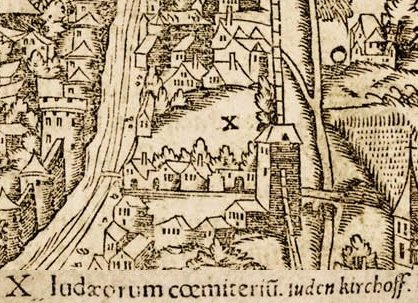
Der im Mittelalter angelegte ehemalige jüdische Friedhof in Würzburg (Ort der heutigen Marienkapelle am Marktplatz). Sebastian Münster 1550

Würzburg ist Sitz einer alten jüdischen Gemeinde, die erstmals 1147 erwähnt wurde. Ihre Blütezeit hatte sie im 12. und 13. Jahrhundert. Während des Rintfleisch-Pogroms im Jahre 1298 wurden in Würzburg zwischen dem 18. und 23. Juli etwa 900 Juden getötet. Weitere Pogrome ereigneten sich 1336/1337 bei der sogenannten Armledererhebung. 1349 kam es zu den Judenverfolgungen zur Zeit des Schwarzen Todes in der Stadt und im Umland. Vom 15. bis zum 17. Jahrhundert wurden die Juden immer wieder aus der Stadt verwiesen. 1803 konnte sich, (aus eher finanziellen Gründen pragmatisch) gewährt von der neuen bayerischen Regierung, nach mehr als 150 Jahren mit Moses Hirsch und seinen Söhnen Salomon und Jakob von Hirsch aus Gaukönigshofen wieder eine jüdische Familie in Würzburg niederlassen. Offiziell wurde mit einer Verordnung erst am 12. September 1808 die Ansässigmachung von Juden in Würzburg wieder erlaubt. Weitere Rechte erhielten die bayerischen Juden erst mit dem 1816 wirksam gewordenen Edikt, die Verhältnisse der jüdischen Glaubensgenossen im Königreich Baiern betreffend von 1813.
Am 2. August 1819 war Würzburg der Ausgangspunkt der Hep-Hep-Krawalle, die sich gegen jüdische Bürger richteten. Über vier Tage befand sich die Stadt durch die pogromartigen Ausschreitungen im Ausnahmezustand. Jüdische Geschäfte und Wohnhäuser wurden attackiert und geplündert, Personen körperlich und teils auch mit Schusswaffen angegriffen. Die meisten der etwa 400 jüdischen Bewohnerinnen und Bewohner verließen am 4. August fluchtartig die Stadt. Einer der Angreifer und ein Soldat kamen am 3. bzw. 4. August ums Leben. Polizei und Militär konnten die Lage zunächst nicht unter Kontrolle bringen, zumal sich auch Soldaten an den Ausschreitungen beteiligten. Erst als am 5. August das Militär auf etwa 700 Soldaten aufgestockt wurde und in die Stadt einrückte, beruhigte sich die Lage und die jüdischen Familien kehrten am 8. August wieder in ihre Häuser zurück. In den kommenden Wochen flammte die Gewalt immer wieder auf. Ende August wurde die Würzburger Synagoge verwüstet. Ausgehend von Würzburg kam es an über 80 Orten im Deutschen Bund und über seine Grenzen hinaus (vor allem in Dänemark) zu Ausschreitungen und anderen Vorfällen.
Um 1900 erreichte die jüdische Gemeinde mit annähernd 2500 Mitgliedern ihren höchsten Stand (1910 lebten in Würzburg 2514 Juden, 3 Prozent der Bevölkerung). 1925 betrug die Zahl der Juden in Würzburg dann mit 2261 2,5 Prozent der Gesamteinwohnerschaft (1814 waren es mit 172 0,9 % und 1867 1099).
1933 kam es in Würzburg zum Boykott von Geschäften jüdischer Inhaber. Bei den Novemberpogromen 1938 starben in Würzburg mindestens vier Menschen. Einrichtungen der Jüdischen Kultusgemeinde wurden von SA-Männern zerstört, woran eine Gedenktafel an einer Mauer in der Domerschulstraße erinnert. Die Inneneinrichtung der 1837 bis Sommer 1841 erbauten Hauptsynagoge wurde unter Anwesenheit des Universitätsrektors und SA-Führers Seifert zerstört, das Gebäude wurde jedoch nicht niedergebrannt, vermutlich aus Rücksicht auf angrenzende „arische“ Häuser. Im Synagogengebäude, das bei der Bombardierung 1945 zerstört wurde, war ein NSDAP-Parteibüro eingerichtet. Im November 1941 begann die Deportation der verbliebenen Würzburger Juden in Konzentrationslager. Die jüdische Gemeinde hörte 1943 auf zu existieren. Die Würzburger Juden ahnten nichts von ihrem Schicksal und gingen nach brieflicher Aufforderung freiwillig zur Sammelstelle. 895 Mitglieder der Gemeinde wurden ermordet.
Bereits wenige Jahre nach dem Ende des Zweiten Weltkrieges wurde in Würzburg eine neue jüdische Gemeinde gegründet, die im Jahr 1970 in der Valentin-Becker-Straße 11 eine neue Synagoge erhielt, in deren Vorraum eine Gedenktafel an die Verfolgung und Ermordung der Würzburger Juden erinnert. Im ersten Stock des dort befindlichen jüdischen Altersheims wurde 1987 ein Dokumentationszentrum für jüdische Geschichte und Kultur in Unterfranken errichtet. Bis zum Holocaust gab es sieben Synagogen in Würzburg. Eine von ihnen, die 1929 in der Sandbergerstraße errichtet wurde, beherbergt heute die David-Schuster-Realschule. In ihrem Innern wird mit einer Gedenktafel an den Leiter der ehemaligen Israelitischen Lehrerbildungsanstalt (ILBA), den Pädagogen Jakob Stoll, erinnert, der nach seiner KZ-Haft in die USA emigrierte. Am Standort der ehemaligen Synagoge in Heidingsfeld in der Zindelgasse/Ecke Dürrenberg wurde 1986 eine Gedenksäule errichtet.
Am 9. Januar 1987 wurden im Würzburger Stadtviertel Pleich beim Abriss eines ehemaligen gewerblichen Gebäudes 1455 jüdische Grabsteine gefunden. Ihre wissenschaftliche Erforschung haben Karlheinz Müller und seine Kollegen Simon Schwarzfuchs, Rami Reiner und Edna Engel im Jahr 2012 mit der Veröffentlichung des dritten Bandes abgeschlossen. Die weltweit einmalige Sammlung befindet sich im Museum Shalom Europa im jüdischen Gemeindezentrum.
Am 23. Oktober 2006 wurde nach fünfjähriger Bauzeit das neue jüdische Gemeinde- und Kulturzentrum mit dem Namen Shalom Europa eröffnet. Die Zahl der Gemeindemitglieder ist durch Kontingentflüchtlinge auf etwa 1100 gestiegen. Seit August 2001 gibt es wieder einen Rabbiner in Würzburg. Im April 2012 lud die Stadt erstmals frühere Bürger ein, die die nationalsozialistische Judenverfolgung überlebt haben.
Der Würzburger Facharzt Josef Schuster, Vorsitzender der jüdischen Gemeinde in Würzburg, wurde im November 2014 zum Präsidenten des Zentralrates der Juden in Deutschland gewählt.

### Islamische Gemeinden
In Würzburg, wo seit 1976 der Verband der islamischen Kulturzentren e. V. in der Erthalstraße 1 Freitagsgottesdienste für muslimische Männer angeboten hatte, gibt es einige Moscheen, darunter eine der 1994 hinzugekommenen Türkisch-Islamischen Union der Anstalt für Religion (DİTİB) in der Äußeren Aumühlstraße 11, die Moschee der 2003 entstandenen Islamischen Gemeinschaft Würzburg in der Barbarastraße, zwei weitere des Verbands der Islamischen Kulturzentren in der Erthalstraße und eine der Islamischen Gemeinschaft der Bosniaken in Deutschland in der Doktor-Maria-Probst-Straße (1994 trafen sich Mitglieder des von Flüchtlingen gegründeten Bosnisch-Islamischen Vereins in der Wredestraße 32, wo auch die um 2000 gebildete Islamische Gemeinschaft Millî Görüş untergekommen war).
In der Edith-Stein-Straße befindet sich die von der Ahmadiyya-Bewegung 2005 erbaute Moschee Bait-ul-Aleem (übersetzt: „Haus des Gelehrten“), Würzburgs erster Moscheebau.

### Klöster und Ordensgemeinschaften

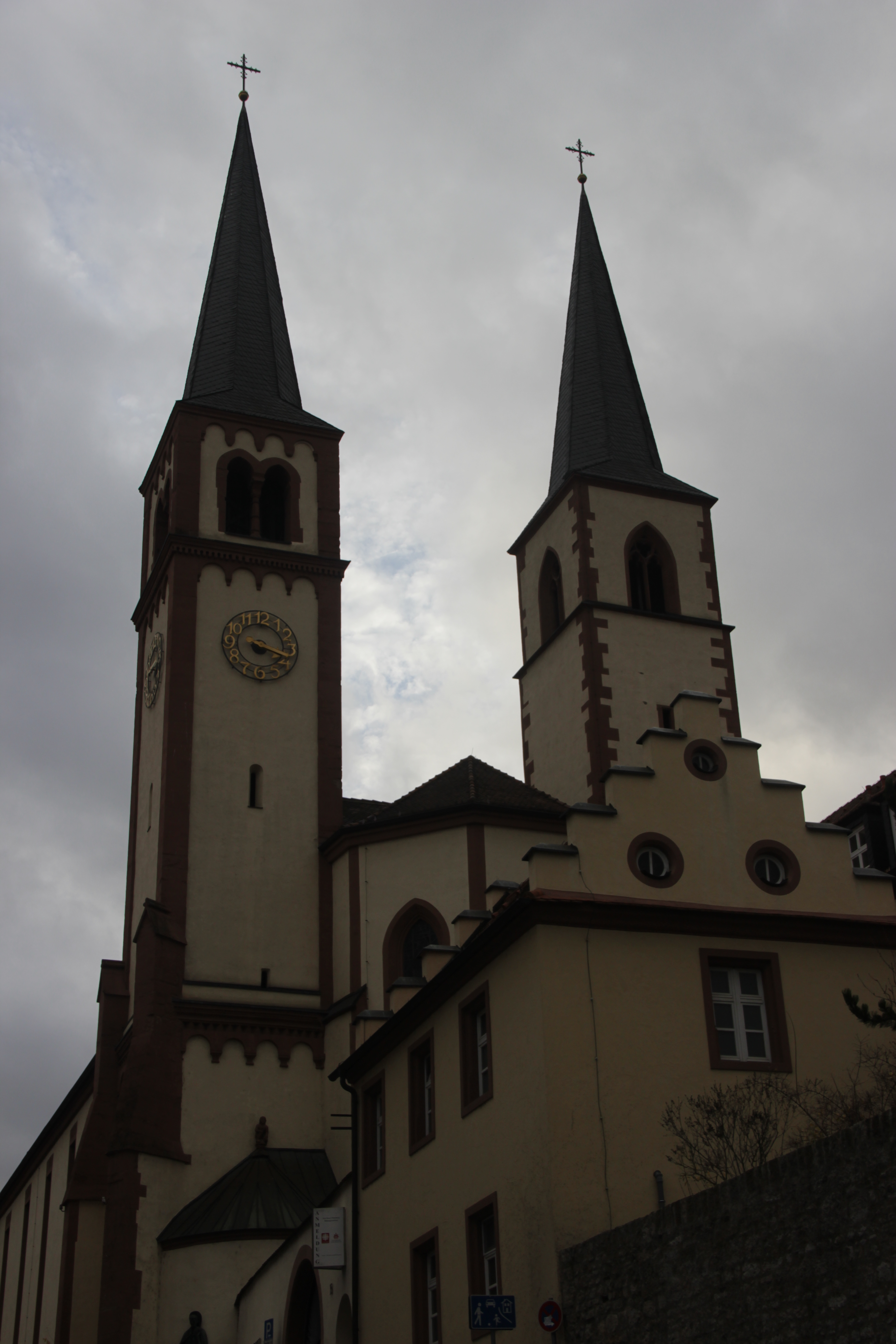
Schottenkloster

In der Stadt Würzburg befanden und befinden sich zahlreiche Klöster und Ordensgemeinschaften. Zudem bestanden mehrere Häuser der Beginen und Begarden im Stadtbereich. Vor allem im 13. Jahrhundert begannen junge Orden, sich in der Stadt niederzulassen. Beispiele:
- Dominikaner, 13.–19. Jahrhundert
- „Marxenkloster“ (Dominikanerinnen), 13.–19. Jahrhundert
- Augustinerkloster Würzburg (Augustiner-Eremiten), seit 13. Jahrhundert
- Agnetenkloster Würzburg (Klarissen), 13.–16. Jahrhundert
- Kloster Engelgarten (Kartäuser), 14.–19. Jahrhundert
- St.-Ulrichs-Kloster (seit 1295 Benediktinerinnen), benannt nach Ulrich von Augsburg, 13.–16. Jahrhundert.[118][119] Aus einer ehemaligen Beginengemeinschaft, urkundlich 1256 und 1323 belegten Klause St. Ulrich (genannt auch Ulrichsklause, im 15. Jahrhundert auch „Sanct Ulrich zu der genaden porten“) ging unter Rudolf von Scherenberg 1476, nach Bestätigung der Regel des hl. Benedikt in der Kirche St. Ulrich und St. Bonifatius und Umwandlung der Kirche in ein Kloster, das der Bursfelder Kongregation angegliederte Benediktinerinnenpriorat Ad portam gratiae bzw. St. Scholastika zur Gnadenpforte (unter Aufsicht des Abtes von St. Stephan) hervor. Das infolge Reformation und Bauernkrieg verarmte und um 1570 aufgegebene Kloster befand sich auf dem Gelände des heutigen Innenhofs der Alten Universität, in die das leerstehende Ulrichskloster 1583 baulich integriert wurde (Die Fundamente des Ulrichsklosters wurden 1955 freigelegt).[120][121]
- Schottenkloster Würzburg
- St. Burkard (Würzburg)
- Franziskanerkloster Würzburg (Minoriten), seit 13. Jahrhundert
- Benediktinerkonvent St. Stephan (Würzburg) bis 1803, die Kirche ist mittlerweile die Hauptkirche des Evangelisch-Lutherischen Dekanats Würzburg
- Kloster Himmelspforten
- Mariannhill
- Magdalenerinnen (Reuerinnen), Zisterzienserinnen bzw. Augustinerinnen, 13.–16. Jahrhundert
- Karmelitenkloster Maria Magdalena (Würzburg) (Unbeschuhte Karmeliten), seit 17. Jahrhundert
- Karmelitenkloster St. Barbara (Würzburg) (Beschuhte Karmeliten), 13.–19. Jahrhundert
- Deutscher Orden (Deutschherren), 13.–19. Jahrhundert
- Johanniter (ab 12. Jahrhundert)[122]
- Redemptoristen
- Kloster Mariä Verkündigung (Würzburg)

## Politik

### Aktuelle Bürgermeister
| Amt               | Name             | Partei |
| ----------------- | ---------------- | ------ |
| Oberbürgermeister | Martin Heilig    | Grüne  |
| 2. Bürgermeister  | Sandra Vorlová   | Grüne  |
| 3. Bürgermeister  | Judith Roth-Jörg | CSU    |

### Liste der Bürgermeister der Stadt Würzburg
Die Stadt Würzburg wurde schon seit ihrer Gründung vom Rat und vom Bürgermeister verwaltet. Der Rat ist seit 1256 bezeugt. An dessen Spitze stand der Schultheiß. Später gab es einen Alten Rat und einen Neuen Rat. Der Alte Rat, Oberrat genannt, war die bischöfliche Aufsichtsbehörde, der neue Rat hatte kaum Befugnisse. Nach den Bauernkriegen wurden die bürgerlichen Freiheiten nahezu ganz eingeschränkt. Ein Denkmal in den Grünanlagen unterhalb der Residenz erinnert an die Bauernkriege. An der Spitze der Stadt stand fortan der vom Bischof eingesetzte Stadtschultheiß. Anfang des 18. Jahrhunderts wurden der innere und der äußere Rat zu einem Kollegium vereinigt. Mit einer Verordnung vom 17. Mai 1818 erhielt die Stadt jedoch durch das Bayerische Gemeindeedikt wieder ihre Selbstverwaltung. An der Spitze der Stadt stand fortan der Erste Bürgermeister, der ab 1908 den in Bayern für Groß- und Mittelstädte eingeführten Titel Oberbürgermeister erhielt. Der Stadtrat setzt sich aus 50 Stadträten zusammen.
Die Ersten (rechtskundigen) Bürgermeister und Oberbürgermeister Würzburgs seit 1796:
- 1796–1820: Georg Ignaz Brock
- 1821–1832: Wilhelm Josef Behr
- 1835–1840: Sebastian Benkert

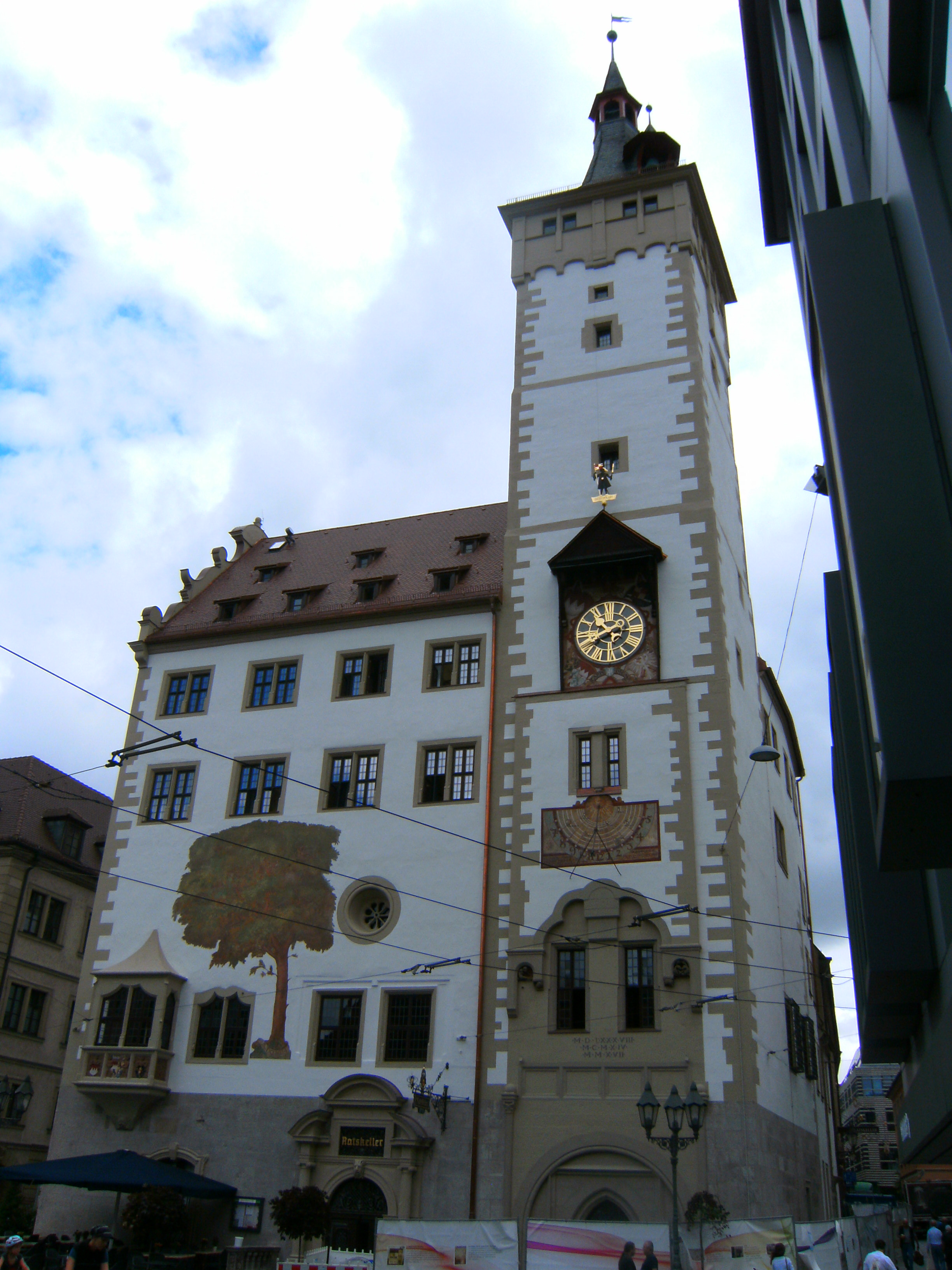
Grafeneckart (ältester Teil des Rathauses nach dem 2017 erfolgten Neuanstrich)

- 1840–1852: Matthäus Johann Bermuth
- 1852–1853: vakant
- 1853–1859: Josef Friedrich Treppner
- 1859–1862: Ludwig Weis
- 1862–1865: Jakob Hopfenstätter
- 1865–1884: Georg von Zürn, liberal
- 1884–1899: Johann Georg Ritter von Steidle
- 1900–1913: Philipp Ritter von Michel, liberal
- 1913–1917: Max Ringelmann, liberal
- 1918–1920: Andreas Grieser
- 1921–1933: Hans Löffler, Deutsche Demokratische Partei später Deutsche Staatspartei
- 1933–1945: Theo Memmel, NSDAP
- 1945–1946: Gustav Pinkenburg
- 1946: Michael Meisner
- 1946–1948: Hans Löffler, CSU
- 1948–1949: Karl Grünewald, BP
- 1949–1956: Franz Stadelmayer
- 1956–1968: Helmuth Zimmerer, FWG
- 1968–1989: Klaus Zeitler, SPD
- 1990–2002: Jürgen Weber, WL
- 2002–2008: Pia Beckmann, CSU
- 2008–2013: Georg Rosenthal, SPD
- 2014–2025: Christian Schuchardt, CDU[128]
- Seit 2025: Martin Heilig, Grüne[129]

Bei der Oberbürgermeisterwahl 1990 kandidierte die spätere bayerische Sozialministerin und Landtagspräsidentin Barbara Stamm gegen den überraschend aufgestellten Jürgen Weber und schied bereits in der ersten Wahlrunde als Drittplatzierte aus. Jürgen Weber setzte sich 1996 in der Stichwahl nochmals durch, gegen Erich Felgenhauer. Er musste sich 2002 aber der CSU-Bewerberin Pia Beckmann geschlagen geben.
Bei der Oberbürgermeisterwahl 2008 kam es zwischen der Amtsinhaberin Pia Beckmann (41,3 %) und ihrem SPD-Herausforderer Georg Rosenthal (24,7 %) zur Stichwahl. Weitere Kandidaten waren Matthias Pilz (Grüne, 16,3 %), Benedikt Kuttenkeuler (Würzburger Liste, 14,6 %) und Uwe Dolata (ÖDP, 3,0 %). In der Stichwahl konnte sich dann der SPD-Kandidat überraschend gegen Amtsinhaberin Pia Beckmann mit 52,5 % gegen 47,5 % durchsetzen. Die Wahlbeteiligung betrug dabei lediglich 41,0 %.
Am 16. März 2014 kandidierten unter anderem der aus Gerbrunn stammende Muchtar Al Ghusain für SPD und Grüne sowie Christian Schuchardt für CSU, FDP und Würzburger Liste. Christian Schuchardt selber gehört der CDU an. Da kein Kandidat die absolute Mehrheit erreichte, fand am 30. März eine Stichwahl statt. Bei dieser gewann Christian Schuchardt mit einer absoluten Mehrheit von 55,73 % der abgegebenen Stimmen. Er ist somit der erste CDU-Bürgermeister in einer bayerischen Großstadt. Auf Muchtar Al Ghusain entfielen 44,27 % der Stimmen. Zur Stichwahl kamen nur 40,47 % der Wahlberechtigten. Bei der Oberbürgermeisterwahl 2020 wurde Schuchardt im ersten Wahlgang am 15. März mit 51,95 % der abgegebenen Stimmen bei insgesamt fünf Gegenkandidaten wiedergewählt.
Die Oberbürgermeisterwahl in Würzburg 2025 fand vorzeitig statt, da der amtierende Oberbürgermeister Christian Schuchardt sein Amt zum 30. Juni niederlegte, um eine leitende Position beim Deutschen Städtetag zu übernehmen. Im ersten Wahlgang am 4. Mai erhielt Martin Heilig (Grüne) die meisten Stimmen, verfehlte jedoch die absolute Mehrheit, weshalb es am 18. Mai zu einer Stichwahl kam, in der er sich mit 65 % gegen Judith Roth-Jörg (CSU) durchsetzte.

### Stadtrat
Der Stadtrat setzt sich aus den Stadträten und dem Oberbürgermeister zusammen. Die Sitzverteilung sieht für die Wahlperioden seit 2020 folgendermaßen aus:
| Parteien und Wählergemeinschaften | Parteien und Wählergemeinschaften       | 2025  | 2020     | 2020  |
| Parteien und Wählergemeinschaften | Parteien und Wählergemeinschaften       | Sitze | Anteil a | Sitze |
| --------------------------------- | --------------------------------------- | ----- | -------- | ----- |
| Grüne                             | Bündnis 90/Die Grünen                   | 171   | 32,48    | 16    |
| CSU                               | Christlich-Soziale Union in Bayern      | 142,3 | 29,25    | 151   |
| SPD                               | Sozialdemokratische Partei Deutschlands | 4     | 9,22     | 4     |
| FW                                | Freie Wählergemeinschaft Würzburg       | 45    | 6,18     | 3     |
| Die Linke                         | Die Linke Würzburg                      | 3     | 5,26     | 3     |
| ÖDP                               | Ökologisch-Demokratische Partei         | 34    | 3,86     | 2     |
| AfD                               | Alternative für Deutschland             | 2     | 3,83     | 2     |
| FDP                               | Freie Demokratische Partei              | 2     | 3,47     | 2     |
| FW                                | Würzburger Liste – Die Freien Wähler    | 14    | 3,42     | 2     |
| FWG                               | Bürgerforum Würzburg                    | 03    | 1,60     | 1     |
| FWG                               | Zukunft für Würzburg                    | 1     | 1,43     | 1     |
| Gesamt                            | Gesamt                                  | 51    | 100,0    | 51    |
| Wahlbeteiligung in %              | Wahlbeteiligung in %                    |       | 43,7     | 43,7  |

- Linke: 3
- SPD: 4
- Grüne: 16
- ÖDP: 3
- ZfW: 1
- WL: 1
- FW: 4
- FDP: 2
- CSU: 14
- AfD: 2

1 einschließlich Sitz des Oberbürgermeisters
2 Sabine Wolfinger trat am 28. Dezember 2021 aus der CSU und der CSU-Fraktion aus
3 Michael Schloßareck wechselte im Mai 2025 vom Bürgerforum zur CSU
4 Willi Dürrnagel wechselte Anfang 2022 von der Würzburger Liste – Die Freien Wähler zur ÖDP
5 Sabine Wolfinger trat am 1. März 2023 der Freien Wählergemeinschaft Würzburg bei

### Wappen und Flagge

Stadtflagge von Würzburg

| Wappen von Würzburg | Blasonierung: „In Schwarz eine schräggestellte und an beiden senkrechten Seiten je zweimal eingekerbte, von Rot und Gold gevierte Standarte (das „Rennfähnlein“) an silbernem Lanzenschaft.“ |
| Wappen von Würzburg | Wappenbegründung: Das Rennfähnlein als Ortswappen ist seit dem zweiten Drittel des 16. Jahrhunderts belegt. Es handelt sich um die Fahne des Bistums Würzburg, jedoch in anderer Farbgebung (statt schwarz blaue, golden silberne Tingierung), statt des Lanzenschaftes ist eine Turnierlanze zu sehen. Ferner ist die Fahne des Bistums nicht geviert. Der Name entstammt der Sitte der Berennung des kaiserlichen Lehens, bei der der zu belehnende Fürstbischof bei der Belehnungszeremonie das Sitzgerüst mit dem Lehensherrn (Kaiser) dreimal in vollem Tempo umritt, erst ohne Fahne, dann mit der entsprechenden Rennfahne, zuletzt mit der Lehensfahne mit dem Wappen der Lehensländer. Seit 1570 wird das Rennfähnlein ebenfalls in den Siegeln der Stadt verwendet. |

Die Stadtflagge orientiert sich an der Fahne im Wappen. Sie ist geteilt von rot und gold und trägt das Wappen in der Mitte.

### Städtepartnerschaften und -patenschaften

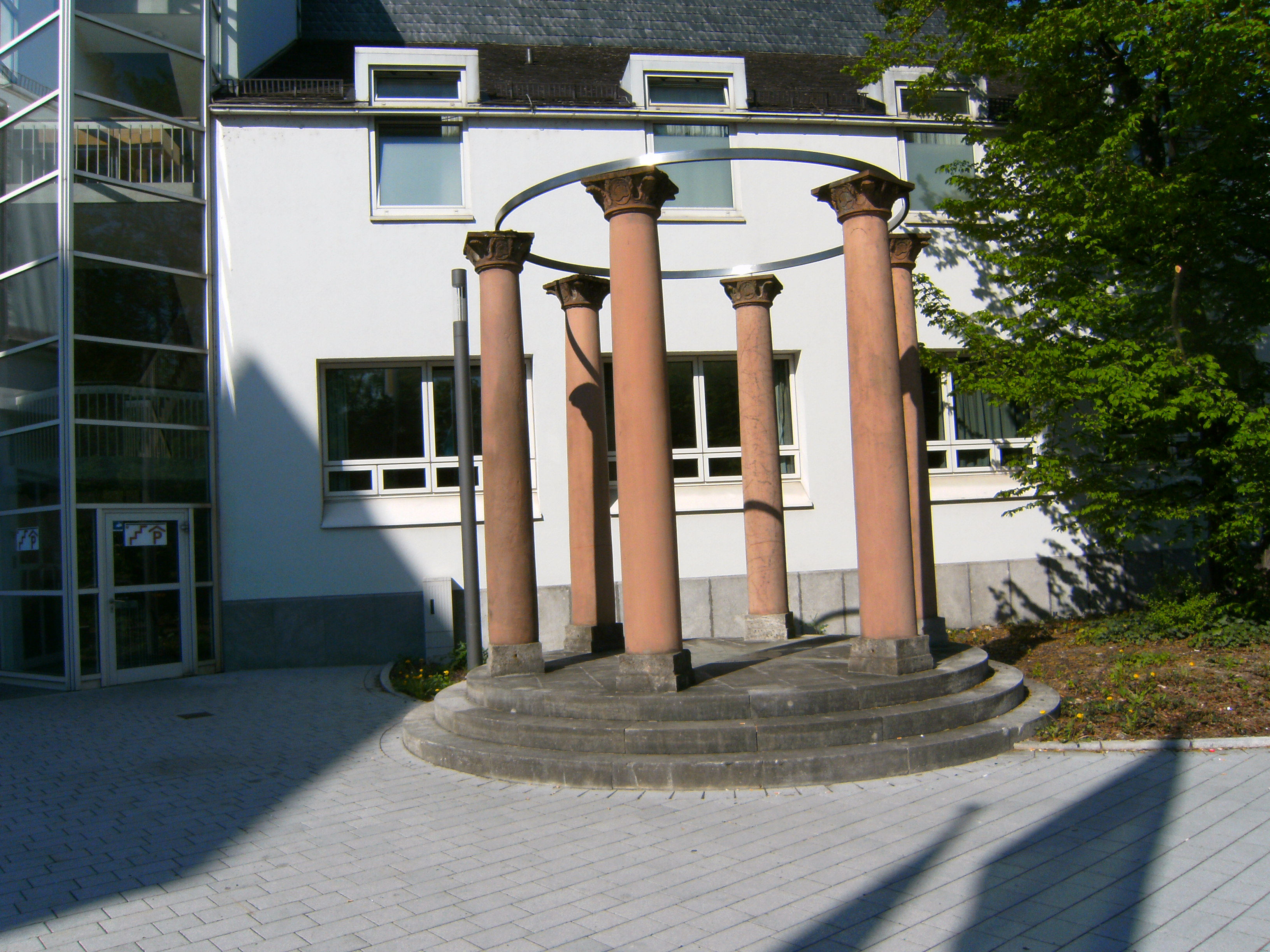
Würzburg, Kongresszentrum, Pleichertorstraße: Monument für die Städtepartnerschaften von Würzburg

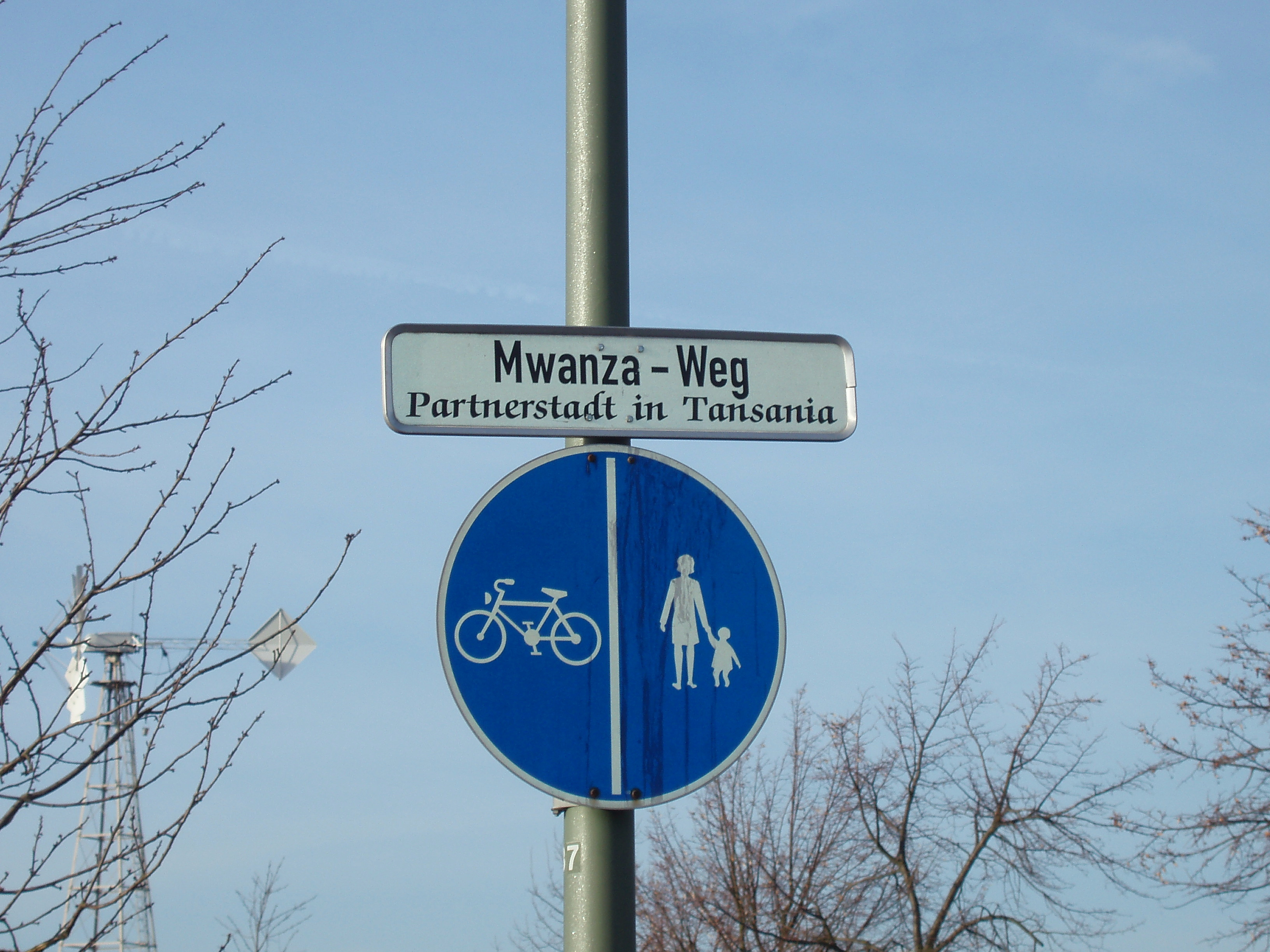
Der Mwanza-Weg im Stadtteil Heuchelhof

Die Stadt Würzburg unterhält seit 1962 Städtepartnerschaften. Nach einigen dieser Partnerschaften sind Straßen im Würzburger Stadtbezirk Heuchelhof benannt. Mit folgenden Städten unterhält Würzburg eine Partnerschaft:
- Faribault, Minnesota, Vereinigte Staaten, Patenschaft seit April 1949
- Trutnov (deutsch Trautenau), Tschechien, seit 2008 (Patenschaft seit 1956)[145]
- Caen, Frankreich, seit 13. Mai 1962[146]
- Dundee, Schottland, Vereinigtes Königreich, seit 22. Mai 1962[146]
- Rochester, New York, Vereinigte Staaten, seit 5. November 1964[146]
- Mwanza, Tansania, seit 28. Juni 1966[146]
- Ōtsu, Japan, seit 13. Februar 1979[147]
- Salamanca, Spanien, seit 20. April 1980[147]
- Suhl, Thüringen, Deutschland, seit 15. November 1988[147]
- Umeå, Schweden, seit 9. April 1992[77]
- Bray, Irland, seit 1. November 1999[77]
- Lwiw, Ukraine seit 23. Februar 2023
- Syrakus, Italien, seit 17. Mai 2025[148]

Die Zusammenarbeit wird über das Büro „Würzburg International“ in der Stadtverwaltung koordiniert und beinhaltet u. a. verschiedene Bürgerreisen zu den Partnerstädten, Schüleraustausch Würzburger Schulen mit Schulen in den Partnerstädten oder dem Angebot für Würzburger Schüler und Studierende, in den Sommerferien an einem Praktikantenaustausch z. B. mit Caen und Dundee teilzunehmen. Verschiedene Freundschaftsgesellschaften unterstützen den Austausch mit den Partnerstädten, z. B. die Deutsch-Französische Gesellschaft Würzburg e. V. oder die Deutsch-Irische Gesellschaft Würzburg e. V.

## Bauwerke
Das Gebiet der Kernstadt, das durch Main, Juliuspromenade, Theaterstraße, Balthasar-Neumann-Promenade und Neubaustraße begrenzt ist, wird wegen seines Aussehens auf Karten als „Bischofshut“ oder „Bischofsmütze“ bezeichnet.
- Siehe auch: Liste von Pfarrhäusern in Würzburg

### Baudenkmäler

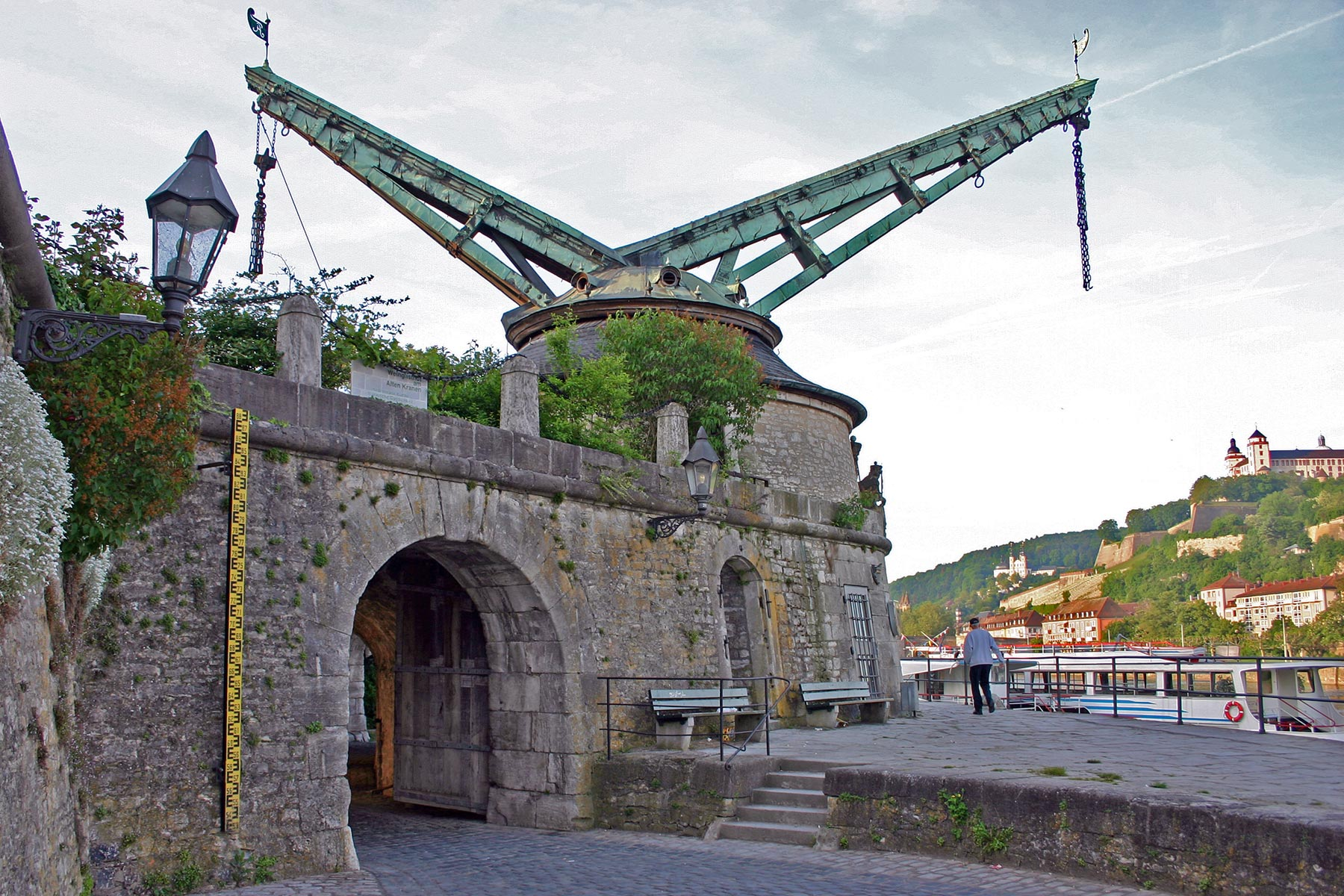
Alter Kranen

#### Romanik
Im siebten Jahrhundert war Würzburg Mittelpunkt eines von den Merowingern errichteten Herzogtums. Der merowingische Rundbau der Marienkirche der Festung Marienberg ist eine der ältesten Kirchen Deutschlands. Eine imposante romanische Kirche ist der unter Bischof Bruno (1034–1045) begonnene Dom St. Kilian, neben Speyer und Mainz der größte deutsche romanische Dom. Wichtige Bauwerke der Romanik sind auch das später barock umgestaltete Neumünster mit seinem Kreuzgang (Lusamgärtlein) aus dem späten 12. Jahrhundert sowie die Kirche St. Burkard. In der ersten Hälfte des 13. Jahrhunderts wurden die Ostseite des Doms samt der Türme und das Neumünster neu erbaut. Viele Kirchen und Klöster wurden in dieser Zeit bereits gegründet, von den romanischen Ursprungsbauten hat sich jedoch kaum etwas erhalten. Das Gebäude des Grafeneckarts wurde als mittelalterlicher Geschlechterturm bereits erstmals 1180 erwähnt.

#### Gotik

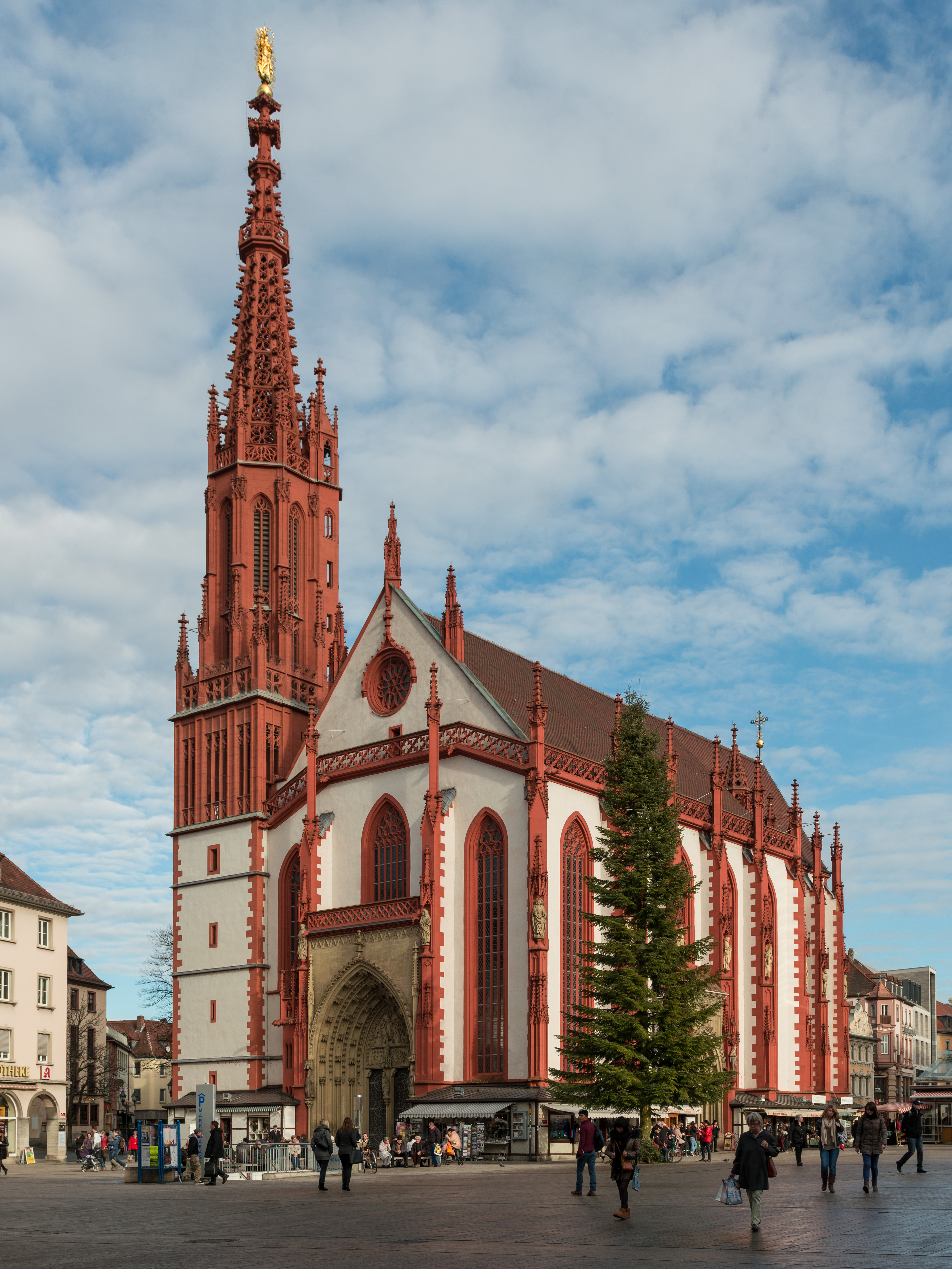
Marienkapelle, 2014

Im Mainviertel stehen die frühgotische Deutschhauskirche und die Schottenkirche Don Bosco. Die bedeutendste Kirche der Gotik ist die Marienkapelle an der Nordseite des Unteren Marktes, die trotz ihrer Größe kirchenrechtlich eine Kapelle ist. Gotisch sind auch die Kirche des Franziskanerklosters und die Klosterkirche Maria Aufnahme in den Himmel in der Zellerau. Die gotische Allendorf-Kapelle nahe dem Dom ist Bestandteil des Domherrnhofs Kurie Seebach. Spätgotische Züge zeigt auch noch St. Gertraud im Viertel Innere Pleich. 1316 erwarb die Stadt den Hof des bischöflichen Schultheißen, des Grafen Eckhart. Aus dem sogenannten Grafeneckart entwickelte sich das Rathaus der Stadt, vor dem sich der barocke Vierröhrenbrunnen befindet. Auch das Bürgerspital zum Heiligen Geist mit seiner Kirche wurde in gotischer Zeit gegründet. Der Schneidturm aus dem frühen 14. Jahrhundert befindet sich am Kranenkai in der Nähe des Congress Centrums und war einst Teil der nordwestlichen Vorstadtbefestigung. Auch der runde Hexenturm im Südosten und der Hirtenturm mit einem Mauerrest im Südwesten haben sich erhalten. Im heutigen Stadtteil Heidingsfeld dagegen, einer ehemaligen Freien Reichsstadt, ist die mittelalterliche Stadtmauer noch nahezu vollständig vorhanden.
Die Festung Marienberg (auch Marienfeste genannt) wurde bereits in gotischer Zeit und danach in der Renaissance weiter ausgebaut und ist das bekannteste Wahrzeichen der Stadt. Sie ist mit städtischem Bus ab Residenz, zu Fuß ab Alter Mainbrücke über die Tellsteige bzw. ab der Friedensbrücke über das Gelände der früheren Landesgartenschau oder per Auto zu erreichen. Nach dem Passieren mehrerer Tore der imponierenden Befestigungsanlage erreicht man das Mainfränkische Museum, dann eine wegen ihrer Dimensionen kaum zu identifizierende Pferdeschwemme aus Buntsandstein, einen 100 m tiefen Brunnen und den Fürstengarten. Eine Umrundung der Festung zu Fuß ergibt erste Eindrücke. Das wahre Ausmaß der Befestigungsanlagen erschließt sich beim Rückweg durch die Weinberge zu St. Burkard und zum Mainufer. Die Festung wurde von den Fürstbischöfen als Sitz gewählt, später zu Gunsten der neu erbauten, repräsentativeren Residenz aufgegeben. Die Alte Mainbrücke selbst entstand ab 1476 als Verbindung zur auf der gegenüberliegenden Mainseite befindlichen Stadt und wurde später mit zahlreichen barocken Plastiken geschmückt. Um 1500 erreichte bereits die spätgotische Plastik mit Tilman Riemenschneider europäischen Rang.

#### Renaissance
Unter dem Fürstbischof Julius Echter von Mespelbrunn (1573–1617) wurde Würzburg zu einem Zentrum der Renaissance. So veranlasste ab 1572 der Fürstbischof große Neu- und Umbauten für die Festung im Renaissancestil. 1583 wurde die Neubaukirche (Universitätskirche) als einer der wichtigsten Kirchenbauten dieser Zeit errichtet. Der Gebäudekomplex der Alten Universität mit der Neubaukirche wurde 1591 fertiggestellt, neun Jahre nach der Wiedergründung der Universität durch den Fürstbischof Julius Echter von Mespelbrunn. Optisch dominant mit dem höchsten Turm der Stadt (ca. 91 m) und architektonisch herausragend ist die Universitätskirche, die heute von der Universität als Aula genutzt wird. Sie wurde Ende des 17. Jahrhunderts von Antonio Petrini umgestaltet und von Joseph Greissing vollendet. Die Wiederherstellungsarbeiten nach den Zerstörungen des Zweiten Weltkriegs dauerten bis 1985. Auch das weitläufige Juliusspital entstand in der Zeit der Renaissance. Erhalten geblieben ist auch dessen Rokoko-Apotheke, deren Anfänge in das 16. Jahrhundert zurückreichen.
Das Bischöfliche Palais (Hof Conti) mit seinem Prunkerker wurde ab 1588 für den Domherrn Julius Ludwig Echter von Mespelbrunn errichtet, es befindet sich am Kardinal-Döpfner-Platz 5. Der Vordere Gressenhof (heute Castell-Bank) am Markt ist ebenfalls ein Renaissancebau, er verfügt über einen Prunkerker von 1591.

#### Barock und Rokoko

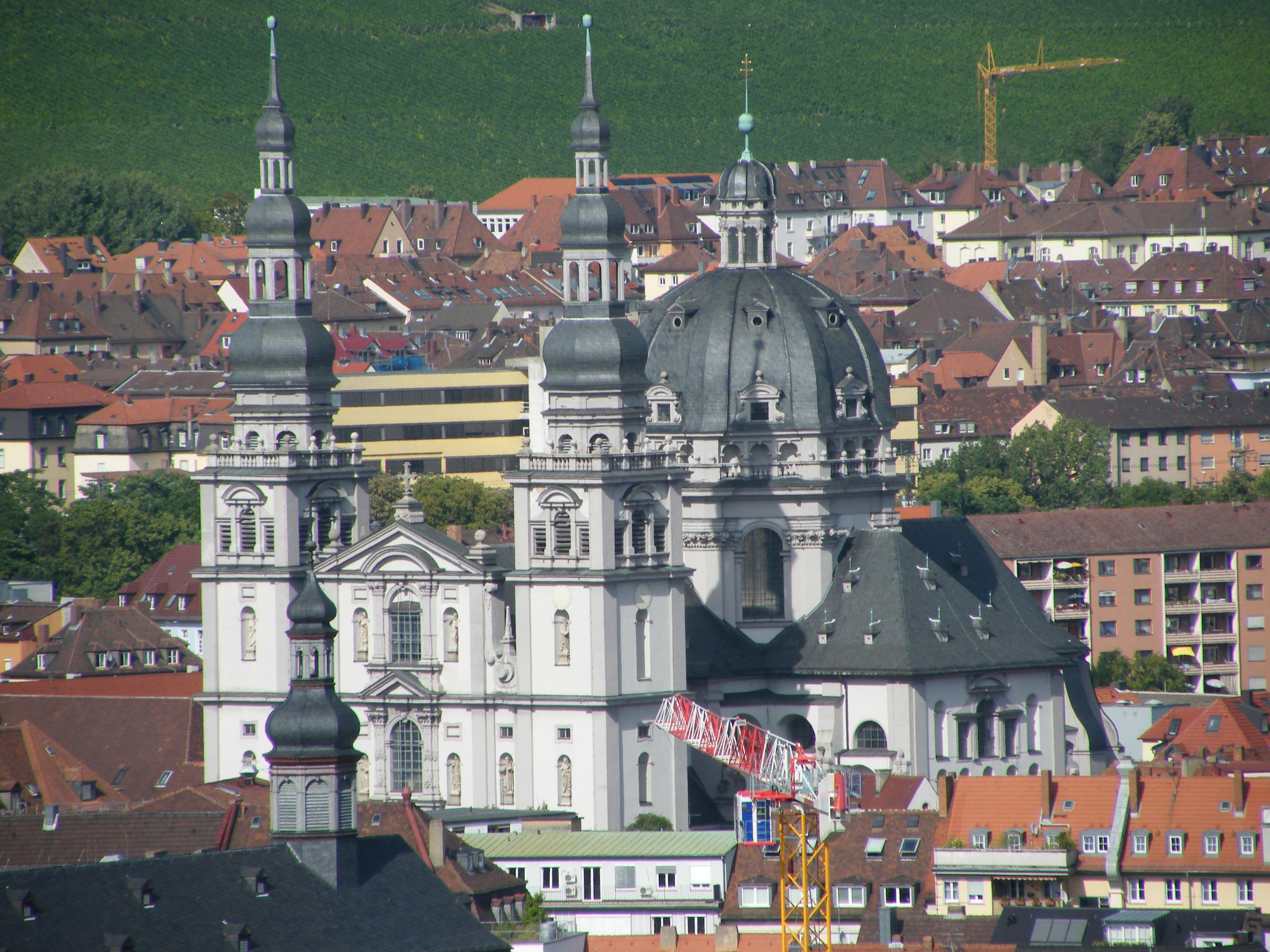
Kollegiatstift Haug von Antonio Petrini

Die Barockzeit wurde insbesondere unter den Fürstbischöfen aus dem Hause Schönborn und den beiden Fürstbischöfen aus der Familie Greiffenclau zu einem goldenen Zeitalter der Künste in Würzburg. Der Hof Heideck, wo einst auch der Arzt Ortolf von Baierland wohnte, ist ein früher Barockbau an der Domerschulstraße von 1625–26. Der westliche Erweiterungsbau des Rathauses entstand 1659 mit einer Hausteinfassade aus rotem Sandstein (Roter Bau). Der stattliche Petersbau in der Münzstraße 1 ist eine Dreiflügelanlage mit Barockgliederung, 1689 von Antonio Petrini geschaffen. Auch die Festung wurde in der Barockzeit weiter ausgebaut, sie wurde dabei durch prachtvolle Tore ausgeschmückt und danach unter anderen um das Neue Zeughaus sowie den Maschikuliturm erweitert. Im Hochbarock entstanden der Fürstenbau des Juliusspitals ab 1702 sowie das Adelspalais am Residenzplatz (ehemaliger Rosenbachhof) etwa 1701, beide erbaut von Joseph Greissing, der ab 1704 auch den Gartenpavillon im Juliusspital errichtete. Auf die Jahre 1706 bis 1708 datiert der Rote Bau des Greiffenclau-Palais an der Theaterstraße. Als Jesuitenkolleg, heute Priesterseminar, schuf Joseph Greissing einen Gebäudekomplex mit feinem Portalrisalit in der Domerschulgasse von 1715 bis 1719 und parallel dazu als Amtshof im Auftrag des Ritterstifts St. Burkard den Rückermainhof in der Karmelitenstraße 20 (Rückermaingebäude) 1716 bis 1721 (1723). Auch das Huttenschlösschen, erbaut 1719 bis 1721 für den damaligen Domdekan und späteren Fürstbischof Christoph Franz von Hutten als privates Sommerschlösschen, ist ein archivalisch gesichertes Werk Greissings. Seit 1884 dient es als Corpshaus des Corps Rhenania Würzburg. Nahe der Stadt entstand bereits ab 1680 Schloss Veitshöchheim, das später, durch Greissing umgebaut und schließlich durch Neumann erweitert, für seinen Hofgarten berühmt wurde. 1719 wurde für Johann Friedrich Dietrich Faust zu Stromberg durch Greissing das Talavera-Schlösschen in der Zellerau erbaut. Ab 1720 entstand ein Karmeliterkloster, dessen Reste heute im nördlichen Flügelbau des Rathauses stecken.
In der Bischofsstadt befinden sich zahlreiche Kirchen, die im Barock entstanden oder in dieser Zeit umgestaltet wurden. Darunter sind die „Reurerkirche“ (St. Joseph und St. Maria Magdalena) von Petrini, die Ursulinenkirche von einem nicht bekannten Baumeister, St. Peter und Paul von Greissing, die Augustinerkirche von Balthasar Neumann sowie St. Michael, deren Neubau durch Johann Philipp Geigel und Johann Michael Fischer entstand. Die vom Volumen her größte Barockkirche, und gleichzeitig einer der beiden großen Kuppelbauten Würzburgs, die entscheidend die Stadtsilhouette mitformen, ist Stift Haug von Antonio Petrini. Die über dem Grab der Landespatrone Kilian, Kolonat und Totnan von Joseph Greissing unter Einbeziehung älterer Substanz errichtete Neumünsterkirche ist nur wenig kleiner, weist dagegen einen größeren Kuppeldurchmesser auf. Am volkstümlichsten aber ist das von Balthasar Neumann erbaute Käppele auf dem Nikolausberg gegenüber der Festung. Es ist von weither als Silhouette sichtbar. Erreicht werden kann diese Wallfahrtskapelle über eine hinauf führende Prozessionstreppe mit 14 Kreuzwegstationen. Die Aussicht von oben erstreckt sich auf den Main, die langgestreckte Festungsanlage und die Stadt Würzburg mit ihren vielen Kirchtürmen. Die hochwertige Innenausstattung gehört überwiegend dem späten Rokoko an. Häufig werden hier Konzerte aufgeführt. Vom Querschiff aus gibt es einen Zugang zu den hinteren Räumen, in denen die Votivgaben der Wallfahrer für die Heilung von Krankheit und Leid ausgestellt sind. Besonders prachtvoll ist die Schönbornkapelle am Dom sowie das Rokoko der Hofkirche Allerheiligste Dreifaltigkeit in der Residenz, beide von Balthasar Neumann.
Die Würzburger Residenz wurde 1981 als UNESCO-Weltkulturerbe eingestuft. Sie ist im späten Barockstil (Rokoko) 1720–1744 im Auftrag des Fürstbischofs Johann Philipp Franz von Schönborn (1719–1724) und seiner Nachfolger nach Plänen von Balthasar Neumann unter planerischer Anteilnahme eines Johann Lucas von Hildebrandt, Maximilian von Welsch und anderer führender Künstler der Zeit erbaut worden. Das Treppenhaus wird durch ein etwa 600 m² großes freitragendes Gewölbe überspannt, das von Giovanni Battista Tiepolo in Fresko-Technik ausgemalt wurde. Die Einfahrtshalle (Vestibül) wurde so konstruiert, dass bis zu sechsspännige Kutschen vorfahren konnten. In der Residenz sind Institute und Museen der Universität untergebracht. In den Südwesten des Residenzgebäudes ist die Hofkirche integriert. Die Weinkeller des Staatlichen Hofkellers liegen unter dem Nord- und Südflügel. Der Hofgarten mit den schmiedeeisernen Toren von Johann Georg Oegg und einem Denkmal von Julius Bausenwein an Oegg am Rennweg liegt hinter der Residenz.

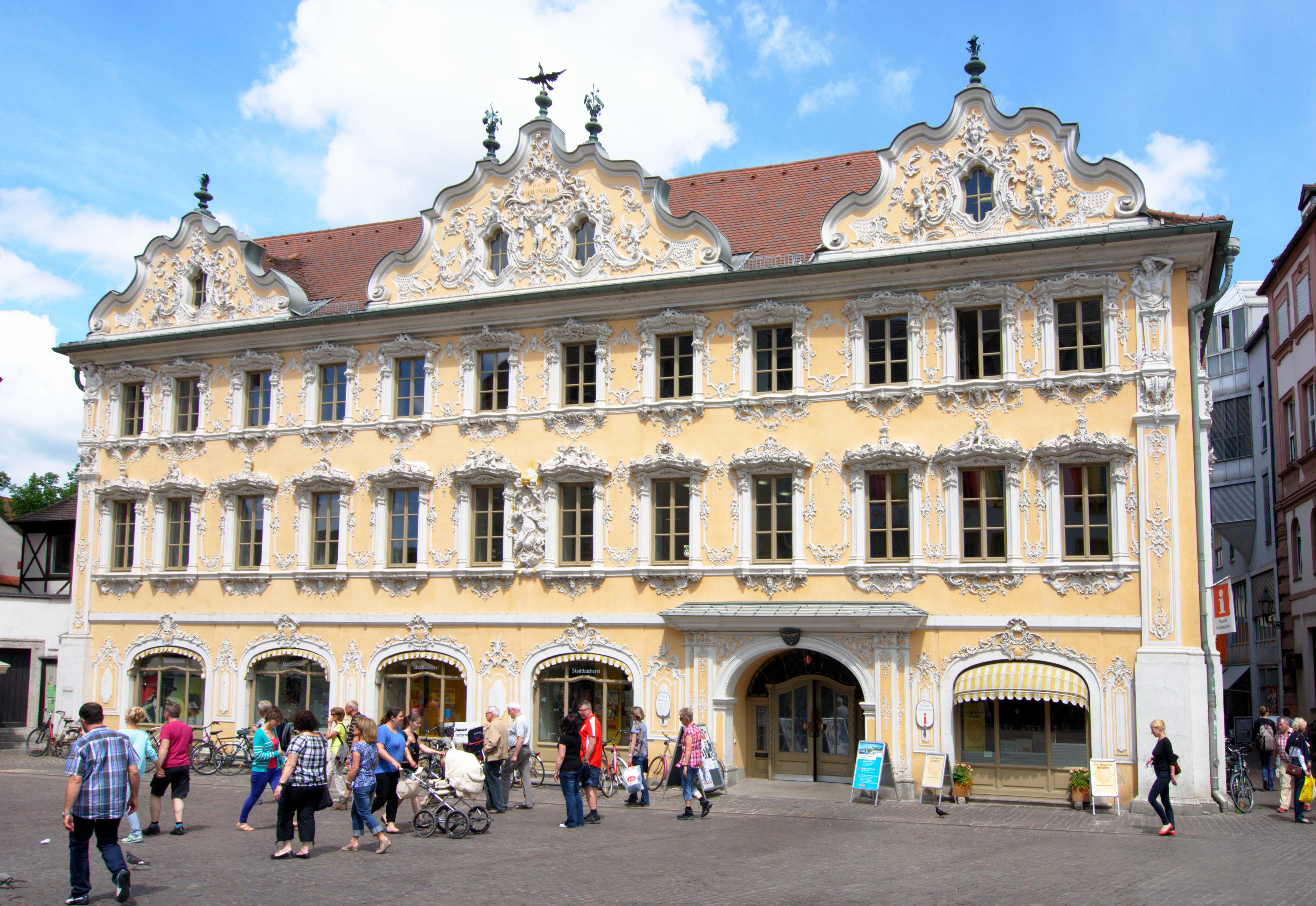
Haus zum Falken

Der Hof zum Rebstock nahe der Neubaukirche stammt aus dem Mittelalter, aber die Fassade wurde ab 1737 im Barock erbaut, ebenso die gegenüber liegenden Häuser. Das Kaufhaus am Markt, erbaut von Balthasar Neumann, stammt von 1740. Der Hof Marmelstein, als Domherrnhof ebenfalls erbaut von Balthasar Neumann (1747), an der Domerschulstraße ist jetzt Bischöfliches Ordinariat. Die wohl schönste Rokokofassade der Stadt besitzt das Haus zum Falken. Das Gebäude am Oberen Markt stammt aus dem 18. Jahrhundert. 1751 wurde die Fassade mit überreichen Rokoko-Stuckdekorationen versehen. Der Ehemalige Gesandtenbau am Residenzplatz stammt von 1767 und der Ehemalige Hauger Stiftshof Murrelini von Franz Ignaz Michael Neumann an der Bahnhofstraße 11 ist auf 1775 bezeichnet. Weitere Höfe und Bürgerhäuser liegen im Bereich Unterer Markt und Gressengasse. In der Gressengasse befindet sich der Gasthof Zum Stachel, der heute ein Weinlokal ist und zur Zeit der Bauernkriege ein Treffpunkt der Aufständischen war. In der Bronnbachergasse 8 befindet sich der Fichtel’sche Hof, dessen Eingang durch das Fichtel’sche Wappen, eine stilisierte grüne Fichte im roten Feld, geziert wird. Bemerkenswert ist das steinerne Geländer im Treppenhaus. Der Alte Kranen am Main ist ein spätbarocker Hafenkran aus dem Jahre 1773.

#### Klassizismus und Historismus

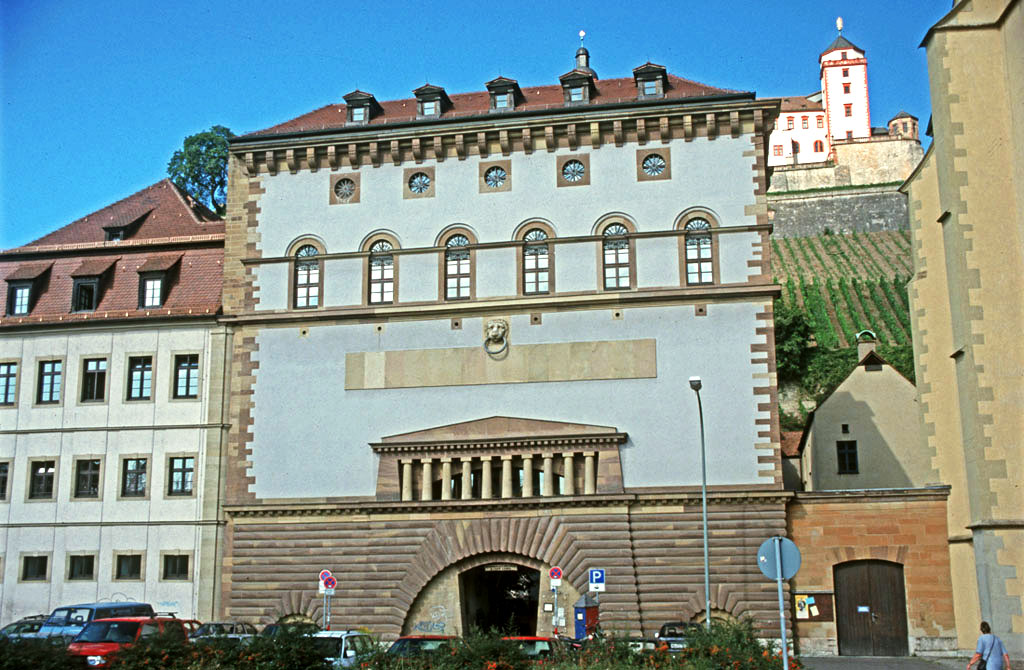
Frauenzuchthaus von Peter Speeth

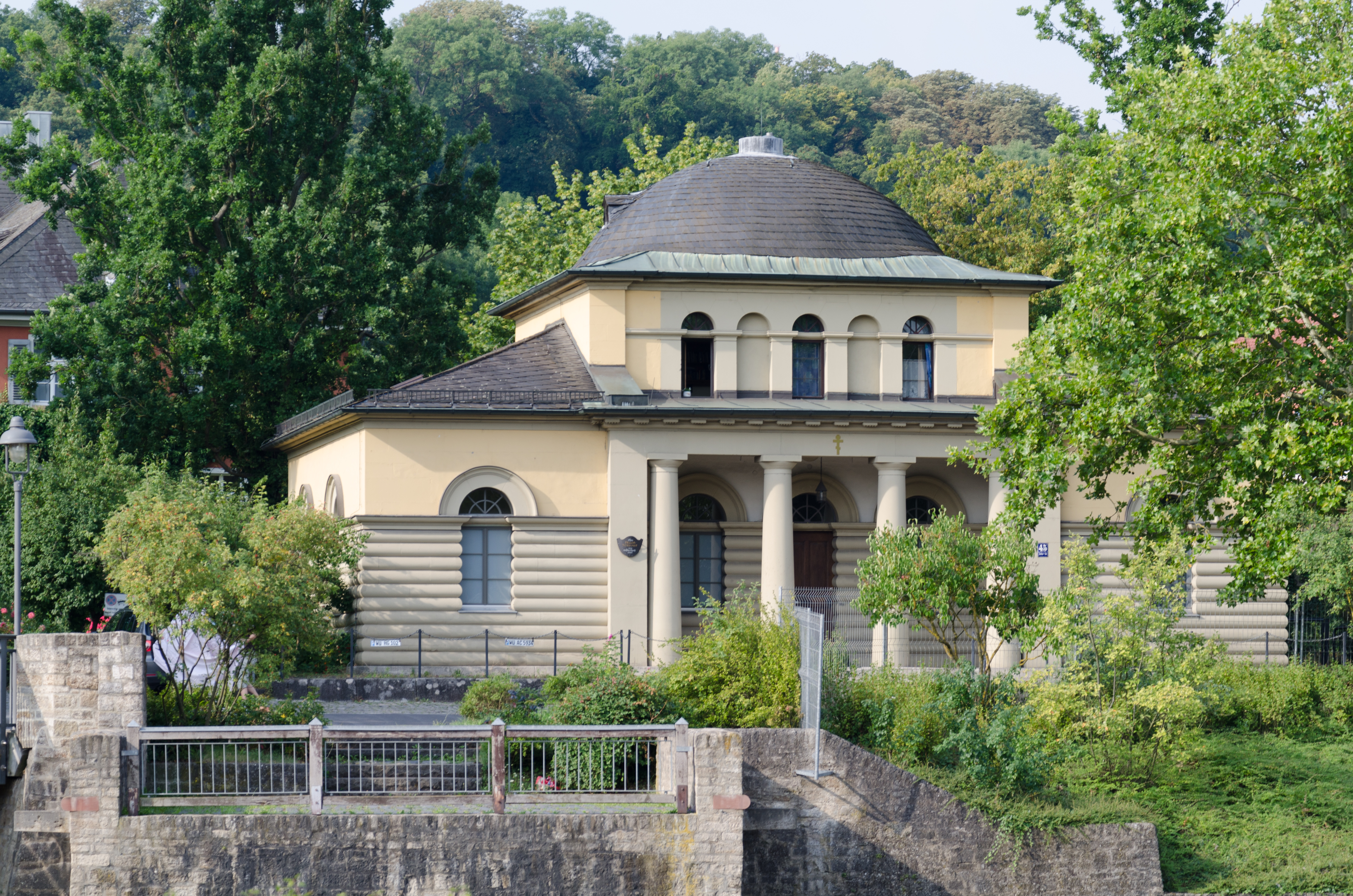
Zeller Straße 45, ehemaliges Zeller Torhaus, jetzt Kirche der russisch-orthodoxen Gemeinde

Dem Klassizismus gehören der Neubau von St. Stephan sowie die Fassade der ehemaligen Hofspitalkirche im Mainviertel am Fuße des Marienberges an, beide von Geigel. Letztere dient seit Kriegsende als Ausstellungsraum. In Lengfeld wurde St. Laurentius zu Beginn des neuen Jahrhunderts erbaut. 1806 entstand das Großherzogtum Würzburg. Ein bedeutender Bau dieser Zeit ist das Ehemalige Frauenzuchthaus, ein Werk des frühen Klassizismus von Peter Speeth unterhalb der Festung, neben St. Burkard, von 1809. Ein 1814 begonnener klassizistischer Kuppelbau von Peter Speeth mit Säulenportal und Rustikagliederung, das ehemalige Zeller Torhaus in der Zeller Straße 45, ist heute die Kirche der russisch-orthodoxen Gemeinde. Auch das Gerichtsdienerhaus in der Turmgasse stammt von Speeth.
Als Würzburg dann nach dem Wiener Kongress endgültig Bestandteil des Königreich Bayerns geworden war, nahm die Bedeutung der Stadt für die Kunstgeschichte spürbar ab. Die wichtigsten Bauten dieser Zeit wurden nach dem Zweiten Weltkrieg nicht wieder aufgebaut, so der klassizistische Harmoniesaal von 1823. König Ludwig I. ließ von 1837 bis 1841 durch seinen Hofbaumeister Friedrich von Gärtner die neue Hauptsynagoge im „ägyptischen Stil“ errichten und vereitelte somit die geplante Erstellung des Baus durch den Würzburger Baumeister Anton Eckert. 1938 wurde sie demoliert und 1945 zerstört. Dasselbe Schicksal hatte die 1858 entstandene Maxschule, das Hauptbeispiel für den Maximilianstil in Würzburg.
Das monumentale Hauptgebäude der Neuen Universität stammt von 1896. Ähnlich monumental ist das Gebäude der Pädagogischen Hochschule am Wittelsbacherplatz. Ein repräsentatives Gebäude des Historismus ist auch der Justizpalast. Das Hauptzollamt entstand dann in einem barockisierenden Jugendstil. Eine besonders monumentale Kirche des Historismus ist der neoromanische Bau von St. Adalbero. Große neugotische Kirchen sind St. Josef der Bräutigam in Grombühl, flächenmäßig nach dem Dom die zweitgrößte Kirche von Würzburg, und die St.-Johannis-Kirche, sie wurde nach Kriegszerstörungen modern wiedererrichtet, der alte Turm blieb als Mahnmal erhalten. Südlich des Doms, etwas abseits, befindet sich die neoromanische Mutterhauskirche St. Joseph.
Bereits in der Mitte des 13. Jahrhunderts gab es kurzzeitig auf dem Würzburger Steinberg eine Burg. Das nach dem Weltkrieg vereinfacht wiederhergestellte Gebäude der Steinburg wurde jedoch erst in den Jahren 1897/98 als Restaurant mit Blick über die Stadt errichtet. Heute befindet sich in der Burg das Schlosshotel Steinburg. Dominant im Stadtbild ist der Kamin der Wäscherei des Universitätsklinikums Grombühl (Höhe: 66 Meter, Baujahr: 1917).

#### Moderne
Die Lerchenhainsiedlung, die der Würzburger Architekt Peter Feile 1929 plante und teilweise realisieren konnte, ist ein Beispiel für die Bauhaus-Architektur jener Zeit. Das Hochhaus Augustinerstraße (Ämterhochhaus, offiziell: Hans-Löffler-Haus) wurde im Jahr 1930 durch Franz Kleinsteuber im Stil der Neuen Sachlichkeit als erstes Hochhaus in Franken in der Augustinerstraße 9 erbaut und als städtisches Ämtergebäude genutzt. Es überstand den Krieg, dennoch wurde 2018 ein Abriss und Neubau genehmigt. Baudenkmäler der Neuen Sachlichkeit finden sich besonders auch im Stadtteil Keesburg. Die dem Heiligsten Herzen Jesu geweihte Klosterkirche mit dem Piusseminar der Mariannhiller Missionare ist ein 1927–1929 durch Albert Boßlet errichteter expressionistischer Bau in stadtbildprägender Lage.
Im Zweiten Weltkrieg wurden fast alle Gebäude der Innenstadt zerstört oder beschädigt, zahlreiche Adels- und Bürgerhäuser verschwanden für immer, während die wichtigsten Wahrzeichen, meisten Gebäudeensembles und Kirchen wiederaufgebaut oder rekonstruiert wurden, so dass die Altstadt heute eine zusammenhängende Denkmalzone ist. Das Würzburger Stadttheater entstand nach 1945 als Ersatz für den zerstörten Vorkriegsbau, gleiches gilt für den Neubau für den Hauptbahnhof.
Von den modernen Kirchen ist besonders die Pyramide von St. Andreas in der Sanderau stadtbildprägend. Die quadratische Anlage aus Sichtbeton mit schrägem Pyramidendach wurde im Jahre 1967 erbaut und ist ein Paradebeispiel für den Brutalismus. Zuvor entstand in den 1950er Jahren mit St. Alfons ein beachtlicher Kirchenbau der Moderne von Hans Schädel. Beim Heizkraftwerk am alten Hafen wurde im Zuge der Umrüstung von Kohle- auf Erdgasfeuerung das äußere Erscheinungsbild gründlich überarbeitet. Mit der Fassadengestaltung erwarb das Architekturbüro Brückner & Brückner 2007 die Auszeichnung Best Architects 08 Gold. In die Umgestaltung einbezogen wurde das Becken des alten Hafens, insbesondere durch die Errichtung einer großen Freitreppe am Ort des ehemaligen Kohlebunkers. Auch der Kulturspeicher ist von Interesse. Mittlerweile entstanden auch weitere moderne Hochhäuser wie das 2012 eröffnete GHOTEL Würzburg.

### Mainbrücken

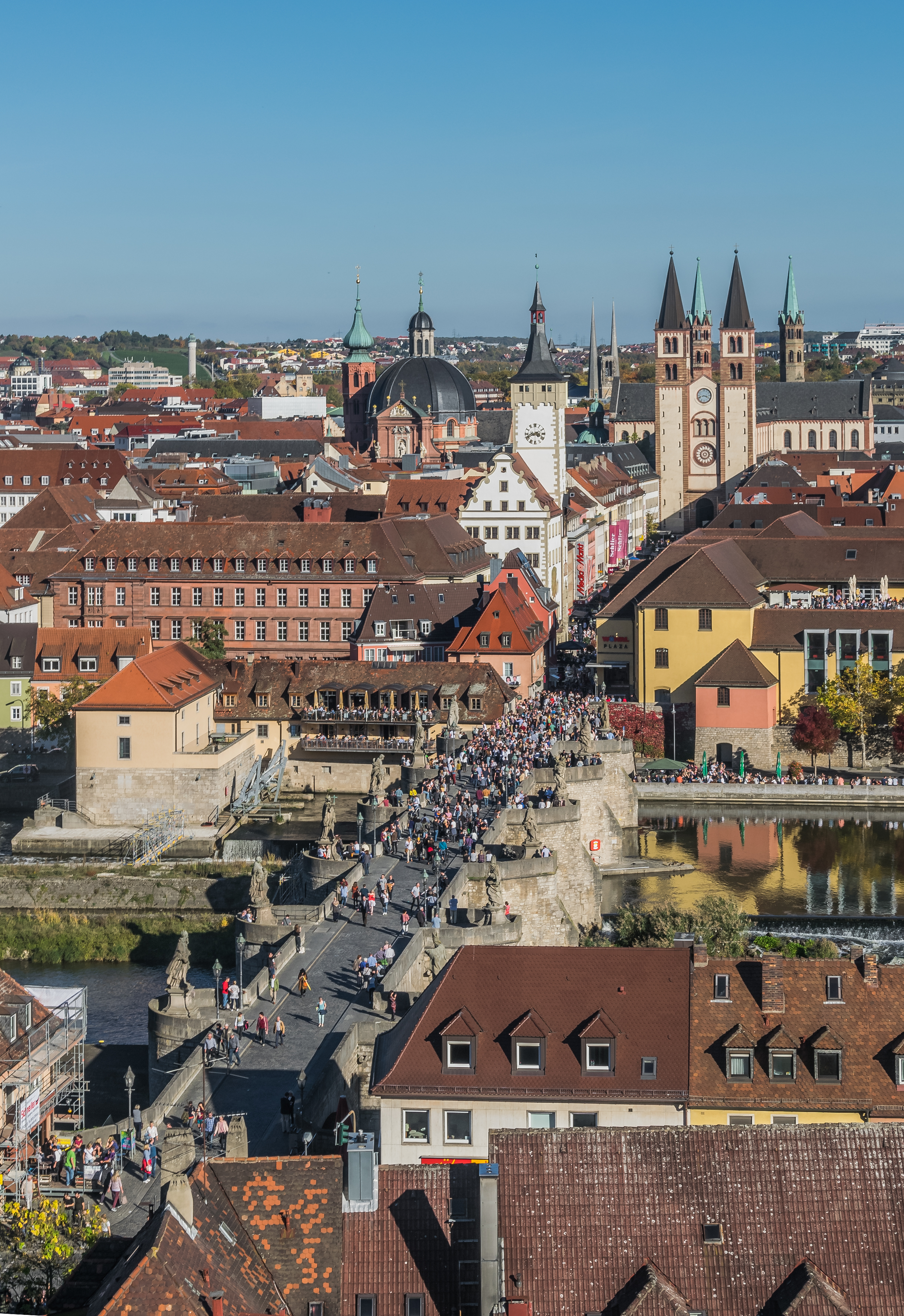
Alte Mainbrücke

- Die Alte Mainbrücke war bis 1886 der einzige Flussübergang. Sie wurde von 1476 bis 1703 erbaut und wiedererrichtet und zeichnet sich durch Heiligenfiguren aus, die ab 1725 hinzugefügt wurden.[160]
- Die Brücke der Deutschen Einheit (auch Talavera-Brücke genannt, nach dem großen Volksfest- und Parkplatz auf der linken Mainseite) ist die jüngste Brücke und wurde am 3. Oktober 1992 eingeweiht.[77] Die Schrägseilbrücke überquert den Main und ein Hafenbecken.
- Die Friedensbrücke wurde 1888 als Luitpoldbrücke fertiggestellt und nach dem Zweiten Weltkrieg umbenannt.
- Die Konrad-Adenauer-Brücke ist die südlichste der vier Straßenbrücken. Die Spannbetonbrücke wurde von 1965 bis 1967 erbaut.
- Die Ludwigsbrücke wurde 1895 erbaut und ist in der Bevölkerung wegen der vier Löwenstatuen an den beiden Auffahrten zur Brücke als Löwenbrücke geläufig.
- Die Laurentiusbrücke, als Zeller Brücke bekannt, verbindet Würzburgs neuen Hafen mit Zell am Main.
- Der Sebastian-Kneipp-Steg wurde am 22. Juli 1978 eingeweiht und ist eine reine Fußgängerbrücke.

### Brunnen
- Frankoniabrunnen vor der Residenz

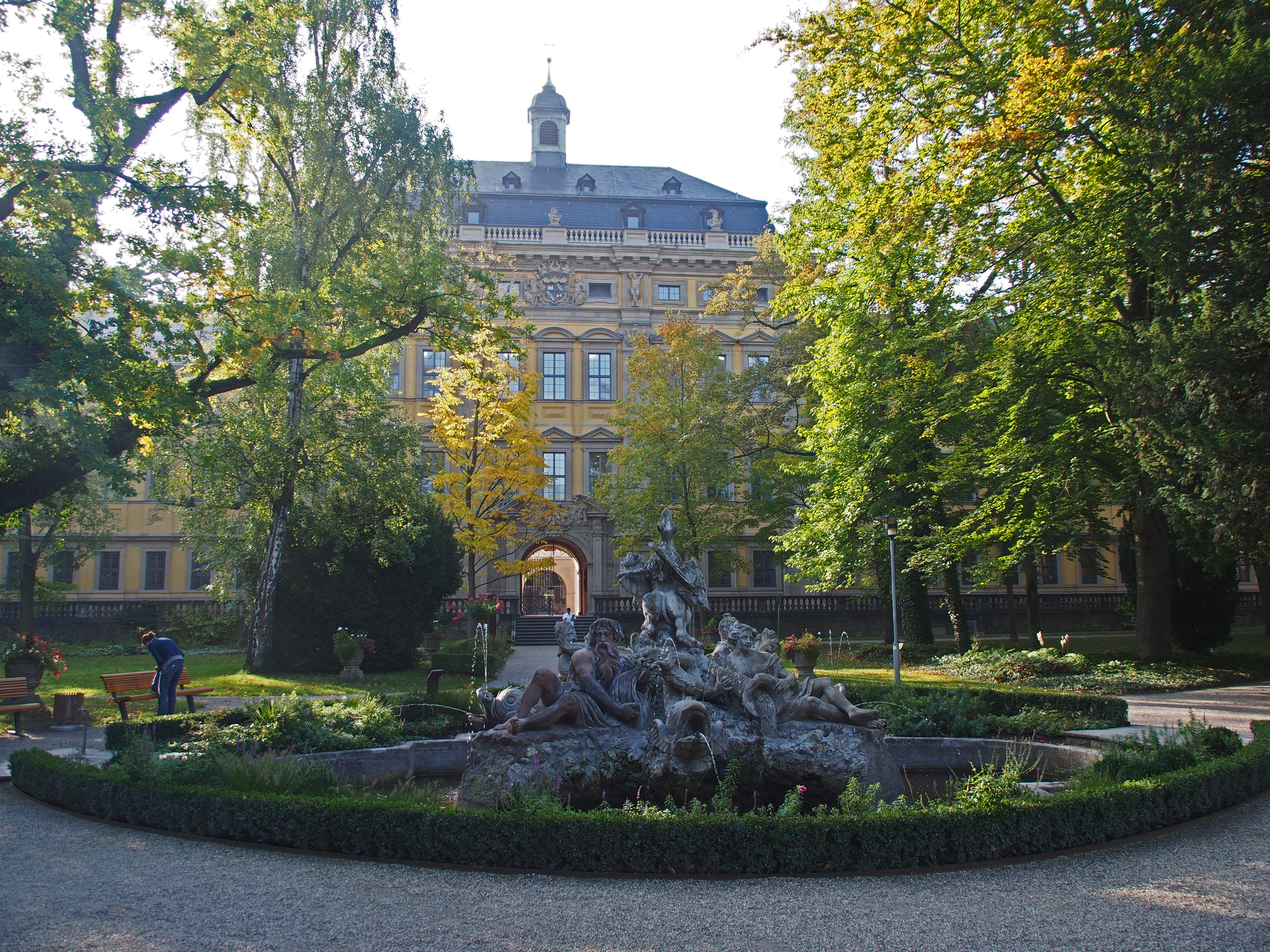
Vierströmebrunnen im Garten des Juliusspitals von Jacob van der Auwera

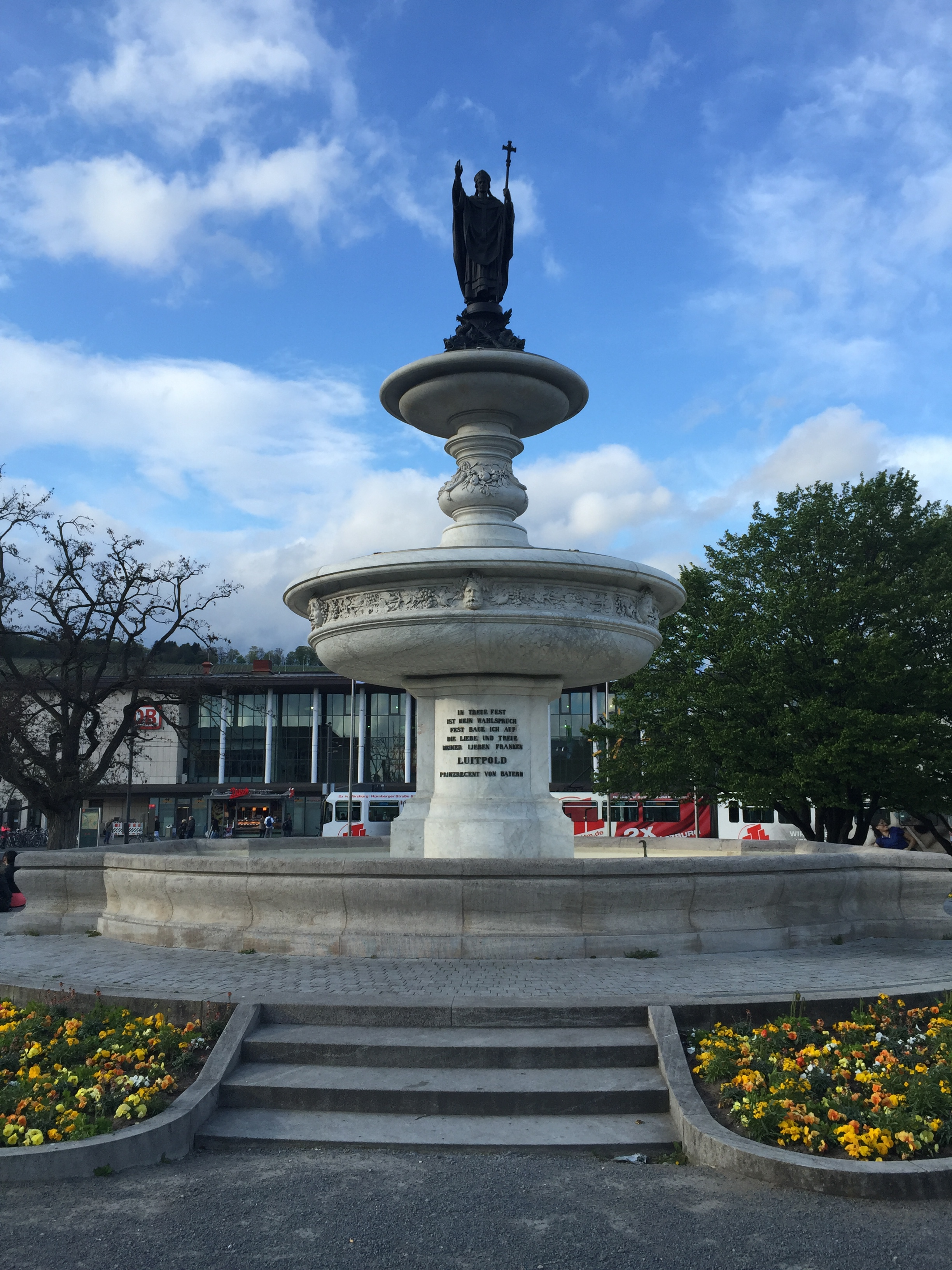
Kiliansbrunnen am Bahnhof gestiftet von Prinzregent Luitpold

- Vierströmebrunnen (auch Greifenbrunnen oder Auverabrunnen) in der Parkanlage des Juliusspitals. 1706–1708 erbaut von Jacob van der Auwera (1672–1760) für Johann Philipp II. von Greiffenclau.
- Vierröhrenbrunnen am Grafeneckart, der von Balthasar Neumann 1727 entworfen und gemeinschaftlich von Jacob van der Auwera und Johann Peter Wagner ausgeführt wurde. Auf dem Obelisk des Brunnens steht Frankonia mit Herzogschwert und Fahne. Oberhalb der Brunnenschale werden die vier Tugenden Tapferkeit, Weisheit, Mäßigkeit und Gerechtigkeit dargestellt.[161] Mit einem Kanalsystem zu diesem Brunnen wurde von Balthasar Neumann erstmals die Frischwasserversorgung von Würzburg hergestellt.
- Kiliansbrunnen am Bahnhof, enthüllt am Kiliansfest 1895 durch Prinzregent Luitpold.[162]
- Brunnen am Sternplatz (geschaffen 1987 durch den 1990 gestorbenen Bildhauer Lothar Forster)[163]

### Modelle der Bauwerke für Blinde

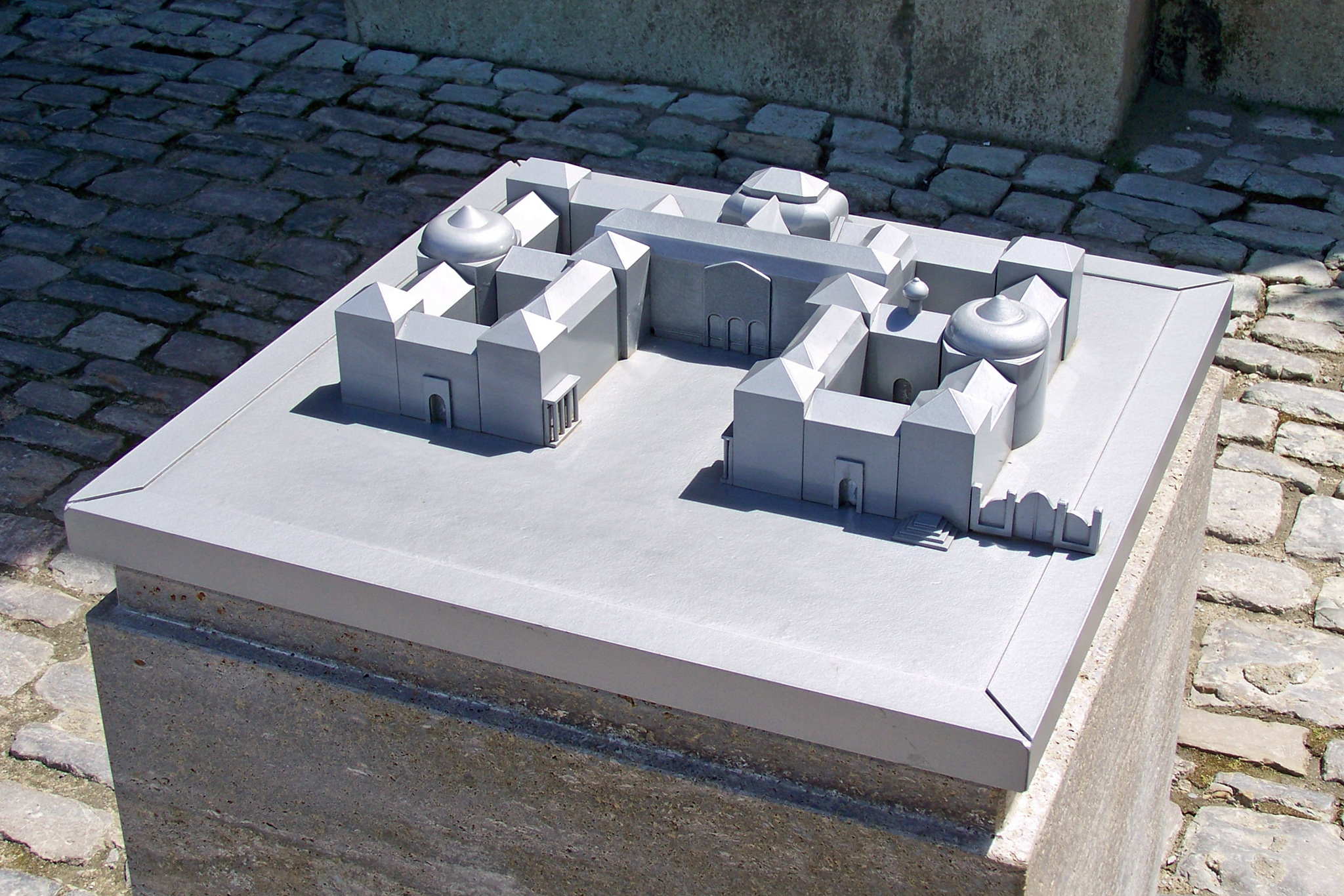
Modell der Würzburger Residenz

Vor einzelnen markanten Bauwerken stehen abtastbare Modelle. Sie sind profiliert, aus Metall gefertigt und erleichtern es Blinden, sich eine Vorstellung von den Größenverhältnissen, Innenhöfen, Dachneigungen, Türmen und Zinnen zu machen. Standorte der Tastmodelle:
- Rathaus: Südeingang beim Grafeneckart
- Dom: Kiliansplatz, zwischen Dom und Dom-Museum
- Residenz: Zwischen dem Eingang der Hofkirche und dem Tor zum Hofgarten
- Alte Mainbrücke: Linksmainisch (Festungsseite) am Brückenaufgang
- Kirche St. Adalbero im Stadtteil Sanderau

Gleichartige Modelle gibt es unter anderem in Graz oder auf dem Domplatz in Münster und vor der Herbert-Meder-Schule in Unsleben.

### Aussichtspunkte
- Aussichtsturm Frankenwarte, 1894 durch den 1874 gegründeten[164] Verschönerungsverein Würzburg erbauter Turm auf dem Nikolausberg (zur Zeit der Hexenprozesse in Würzburg als Ort von Hexensabbaten verdächtigt[165])
- Bismarckturm, 1905 errichteter 15 m hoher Aussichtsturm im Bismarckswäldchen oberhalb des Weinberges am Stein[166] (in der Nähe liegt der Sender Würzburg-Stadt)
- Im Stadtteil Keesburg befindet sich die Volkssternwarte Würzburg
- Schenkenturm, 1275 errichteter Bergfried der früheren Schenkenburg im Ortsteil Unterdürrbach (von 1575 bis 30. Juni 1976[167] eigenständig) am Südrand des gleichnamigen Flugplatzes Schenkenturm. Ende des 19. Jahrhunderts zum Aussichtsturm wieder aufgebaut.[168]

## Grünanlagen und Naturschutz

### Öffentlich zugängliche Würzburger Gärten und Parks

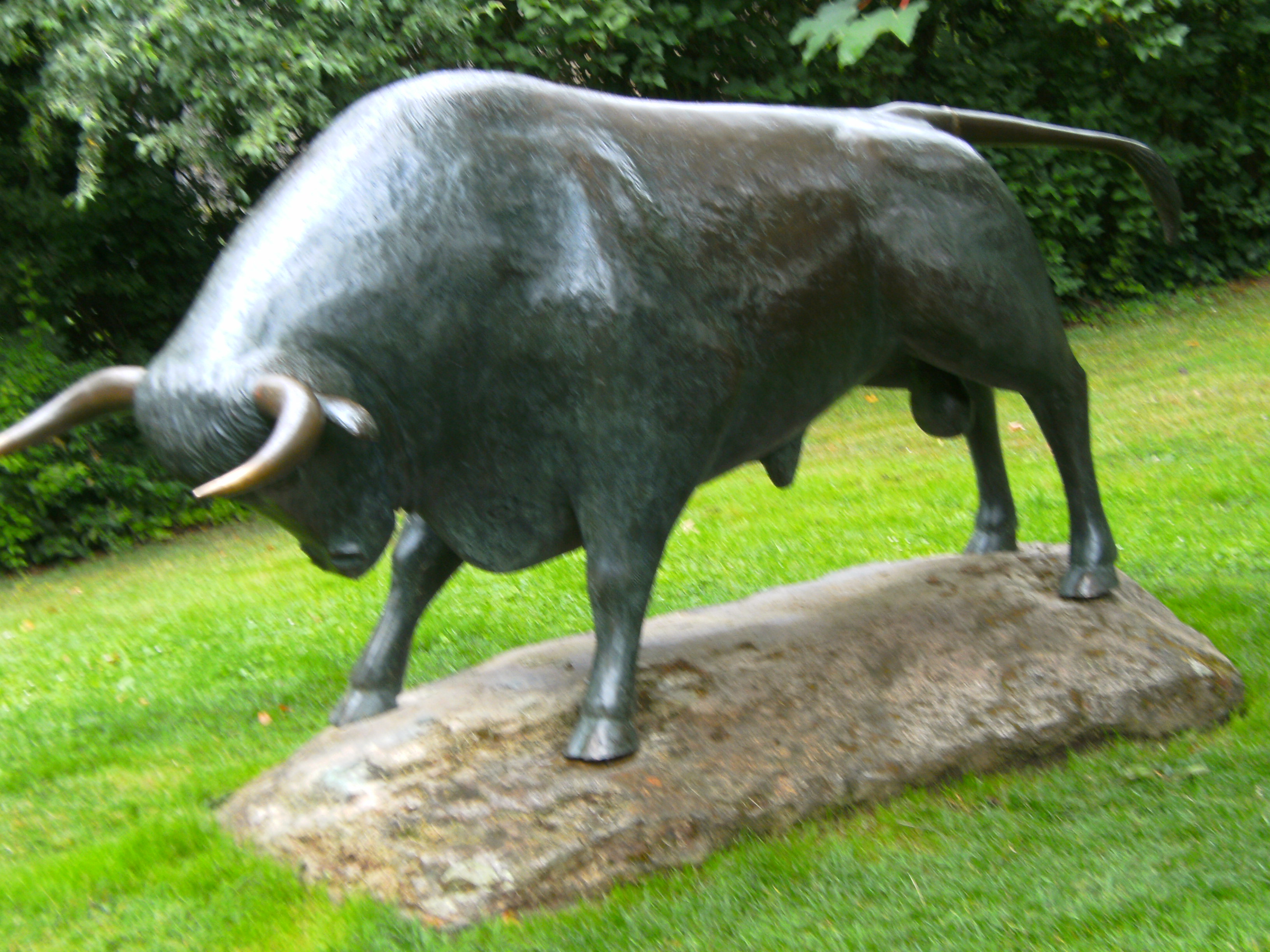
Festung Marienberg, Würzburg: Landesgartenschau-Park: Skulptur eines Stieres von Reinhard Dachlauer, Geschenk der Partnerstadt Salamanca. Beim Rosengarten

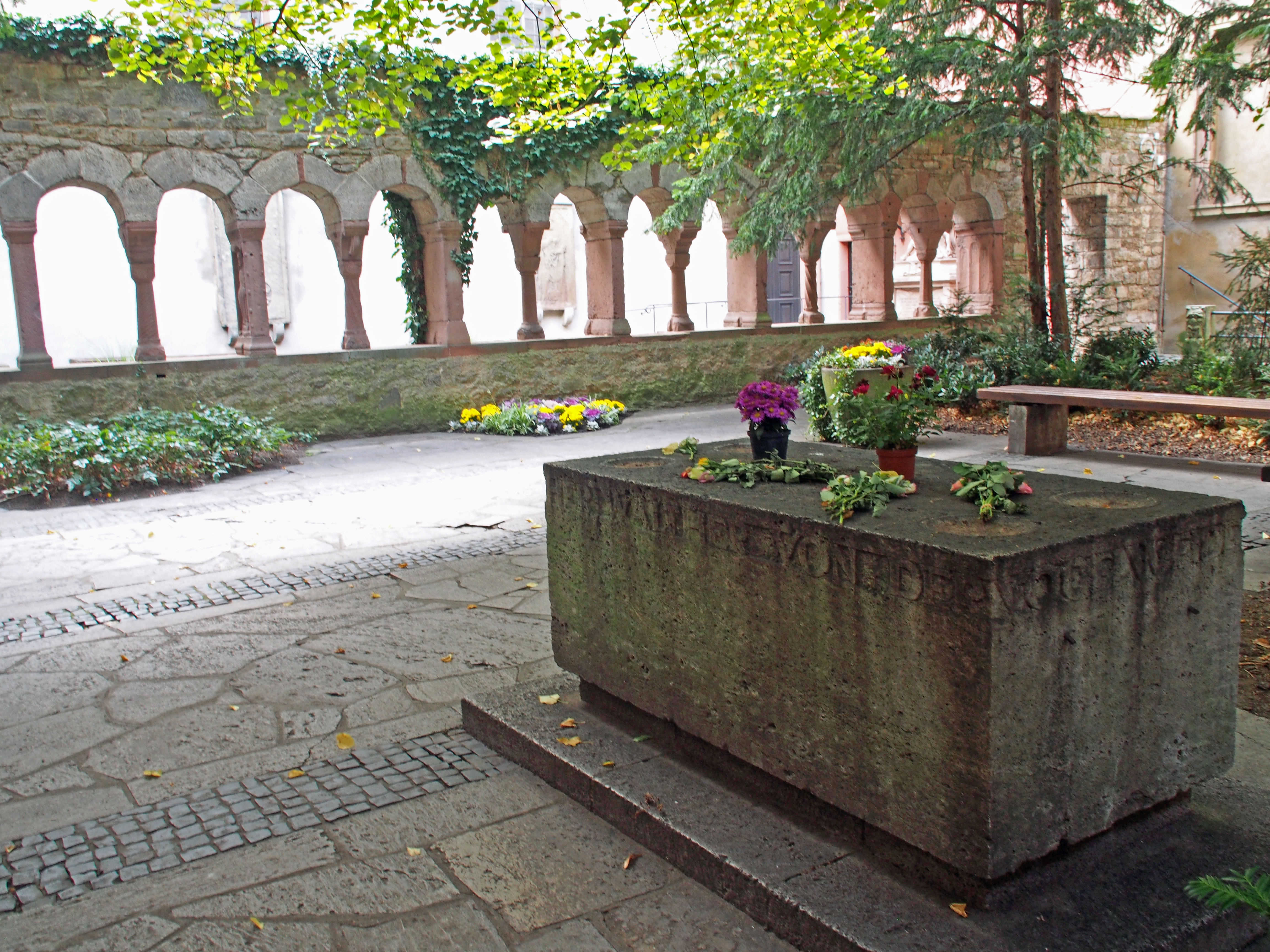
Gedenkstein für Walther von der Vogelweide im Lusamgärtchen mit ehemaligem Kreuzgang des Neumünsters

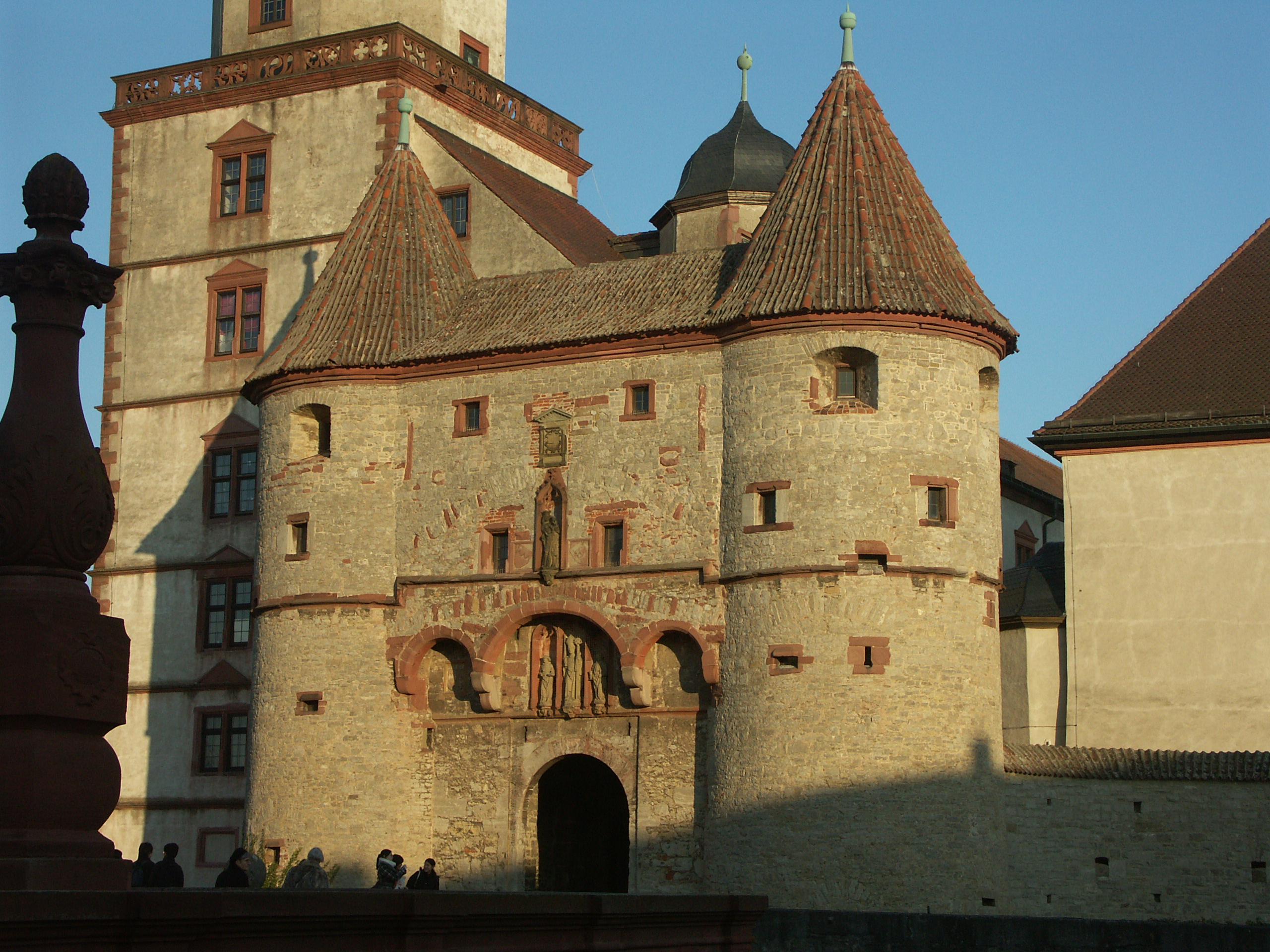
Festung Marienberg: Scherenbergtor

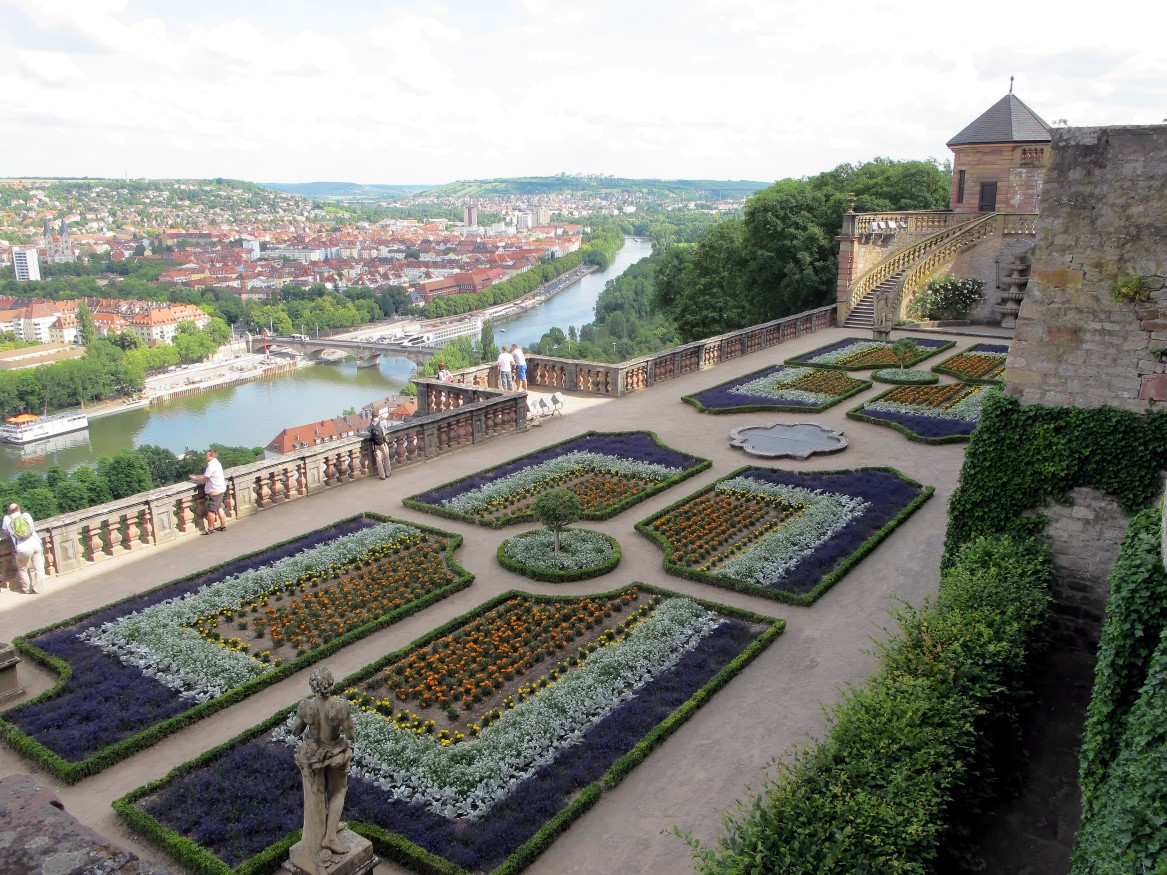
Festung Marienberg: Fürstengarten

Jedem Besucher sofort ins Auge fallend ist der Ringpark, der anstelle der früheren Befestigungsanlage halbkreisförmig um die Altstadt von Mainufer (Friedensbrücke) zu Mainufer (Ludwigsbrücke) verläuft. Er ist 3,3 km lang und bis zu 240 m breit. Er wird von Hauptbahnhof und Berliner Platz unterbrochen, grenzt an den Hauptfriedhof und ist von der Residenz durch eine hohe Mauer getrennt. Markante und exotische Bäume im Park sind mit deutscher und lateinischer Bezeichnung spezifiziert.
Der Hofgarten liegt hinter der Residenz und vor der ehemaligen Stadtbastion (heute Ringpark). Er bietet Buchen, Laubengänge, Brunnen und Blumen und steigt über drei Terrassen an. Im „Südgarten“ ist das Wasserbassin der Mittelpunkt. Im östlich an der Residenz gelegenen Gartenteil ist der Hang zur ehemaligen Stadtbastion durch Treppen zu ersteigen. Laubenartige Gänge führen bogenförmig um das Areal.
Das Lusamgärtchen am übrig gebliebenen Kreuzgangflügel des Neumünsterstifts ist eine sehr kleine Oase der Ruhe mitten in der Stadt. Dort wird von den Besuchern des Walther von der Vogelweide gedacht, der hier laut Michael de Leone (dem Herausgeber des ersten Kochbuchs in deutscher Sprache) „zu dem Nuwemunster in dem grasehove“ begraben sein soll.
Der Garten hinter dem Juliusspital dient der Erholung der Patienten und ist für die Öffentlichkeit zugänglich. Hier befand sich 1696 bis 1854 der Botanische Garten, von dem noch Teile des Baumbestands zeugen.
Das ehemalige Landesgartenschaugelände von 1990, wo vom 27. April bis 21. Oktober 1990 die damals besucherreichste Landesgartenschau (LGS) stattgefunden hatte, besteht aus zwei Teilen: dem unteren Teil mit der markanten Pyramide, dem Sieboldgarten und dem Ökohaus, von der Dreikronenstraße bis zum Nautiland, sowie dem oberen Teil, der sich vom Zeller Tor aus, unter der Zellerstraße durch, den Festungsberg hoch und über die Schrebergartensiedlung bis zur Festung Marienberg erstreckt. Im oberen Teil findet sich unter anderem ein Wasserspielplatz sowie Teilbereiche, die von Würzburgs Partnerstädten angelegt wurden.
Die Leonhard-Frank-Promenade (linksmainischer Grünstreifen am Ufer zwischen Alter Mainbrücke und Talavera) ist an heißen Sommerabenden ein erfrischender Aufenthaltsort.
Der Fürstengarten der Festung Marienberg entstand auf einer früheren Geschützplattform der Festung und bietet deswegen eine besondere Aussicht auf die Stadt. Er wurde nach Vorbild der italienischen „giardini segreti“ angelegt.
Der Botanische Garten der Universität am Dallenberg umfasst Bauerngarten, exotische Nutzpflanzen und unterschiedliche Baumarten.
Im Zuge der Landesgartenschau 2018 im neuen Stadtteil Hubland konnte eine größere Konversionsfläche – das Areal des ehemaligen Flugfelds Hubland in den Leighton Barracks – zu einem weitflächigen Parkgelände für den Stadtteil umgestaltet werden.

### Schutzgebiete
Im Stadtgebiet gibt es zwei Naturschutzgebiete, drei FFH-Gebiete und drei vom Bayerischen Landesamt für Umwelt ausgewiesene Geotope (Stand März 2016).
Siehe auch:
- Liste der Naturschutzgebiete in der Stadt Würzburg
- Liste der FFH-Gebiete in der Stadt Würzburg
- Liste der Geotope in Würzburg

Die Naturschutzgebiete zusammen nehmen eine Fläche von 110 Hektar ein. Das größere Naturschutzgebiet ist das 2002 eingerichtete Naturschutzgebiet Naturwaldreservat Waldkugel.

## Sport

### Sportveranstaltungen
Alljährlich im Frühjahr locken zwei etablierte Laufveranstaltungen jeweils mehrere tausend Läufer in die Stadt. Der Würzburger Residenzlauf findet regelmäßig im April statt und führt auf zehn Kilometern in vier Runden um die Residenz. Im Mai findet der Würzburg-Marathon statt. Die Marathondistanz führt in zwei unterschiedlichen Runden durch die Stadt.

### Alpinsport
Die 1876 gegründete Sektion Würzburg des Deutschen Alpenvereins (DAV) ist der größte Sportverein Würzburgs mit 10.367 Mitgliedern (Stand: 31. Dezember 2024). Sie unterhält mehrere Klettermöglichkeiten (DAV-Kletterzentrum Würzburg) sowie drei alpine Hütten. Die zweite Sektion des DAV in Würzburg ist der 1948 gegründete Bergbund Würzburg mit 2.759 Mitgliedern (Stand: 31. Dezember 2024), er besitzt eine Schutzhütte in der Rhön.

### Basketball
Würzburg ist die Geburtsstadt von Dirk Nowitzki, dem erfolgreichsten Basketballer der deutschen Geschichte. Neben Nowitzki wurden außerdem die deutschen Nationalmannschafts-Spieler Maximilian Kleber, Robert Garrett, Demond Greene und Marvin Willoughby „groß“. Das damalige Erstligateam spielte zunächst sieben Jahre erfolgreich in der BBL und ein Jahr im ULEB Eurocup. In der Saison 2004/2005 musste das Team jedoch sportlich und wirtschaftlich Insolvenz anmelden. Der nachfolgende Versuch des USC Mainfranken Basket, in der Zweiten Basketball-Bundesliga Fuß zu fassen, scheiterte noch in derselben Saison.
Nach einem Jahr Pause im höherklassigen Basketball stehen seit der Saison 2007/2008 die SCH Würzburg Baskets, ein von zwei passionierten Managern in Kooperation mit dem örtlichen Verein SC Heuchelhof geführtes Projekt, in den Startlöchern auf dem Weg zurück in den Profibasketball. In der Saison 2008/2009 haben die Würzburg Baskets ungeschlagen als Meister die Regionalliga Südost beendet und sind in die 2. Bundesliga, Pro B, aufgestiegen. Es erfolgte der Durchmarsch durch die Pro B und im folgenden Jahr durch die Pro A, aus der die Mannschaft am 23. April 2011 in die 1. Basketball-Bundesliga aufstieg. Nach zwei Jahren folgte nach einer chaotischen Saison mit Punktabzügen und Eignerwechsel der Abstieg in die Pro A, aus der das Team im darauffolgenden Jahr aber wieder aufstieg.
Basketball wurde in Würzburg 1950 eingeführt. Erste überregionale Erfolge erzielten die Damen der TG 48 Würzburg in den 1960er Jahren. Bei den Herren spielte nach der TG 48 Würzburg die DJK Würzburg auf nationaler Ebene bzw. in der Basketball-Bundesliga (BBL) und behauptete sich von 1998 bis 2005 in der 1. Bundesliga.

### Wasserball

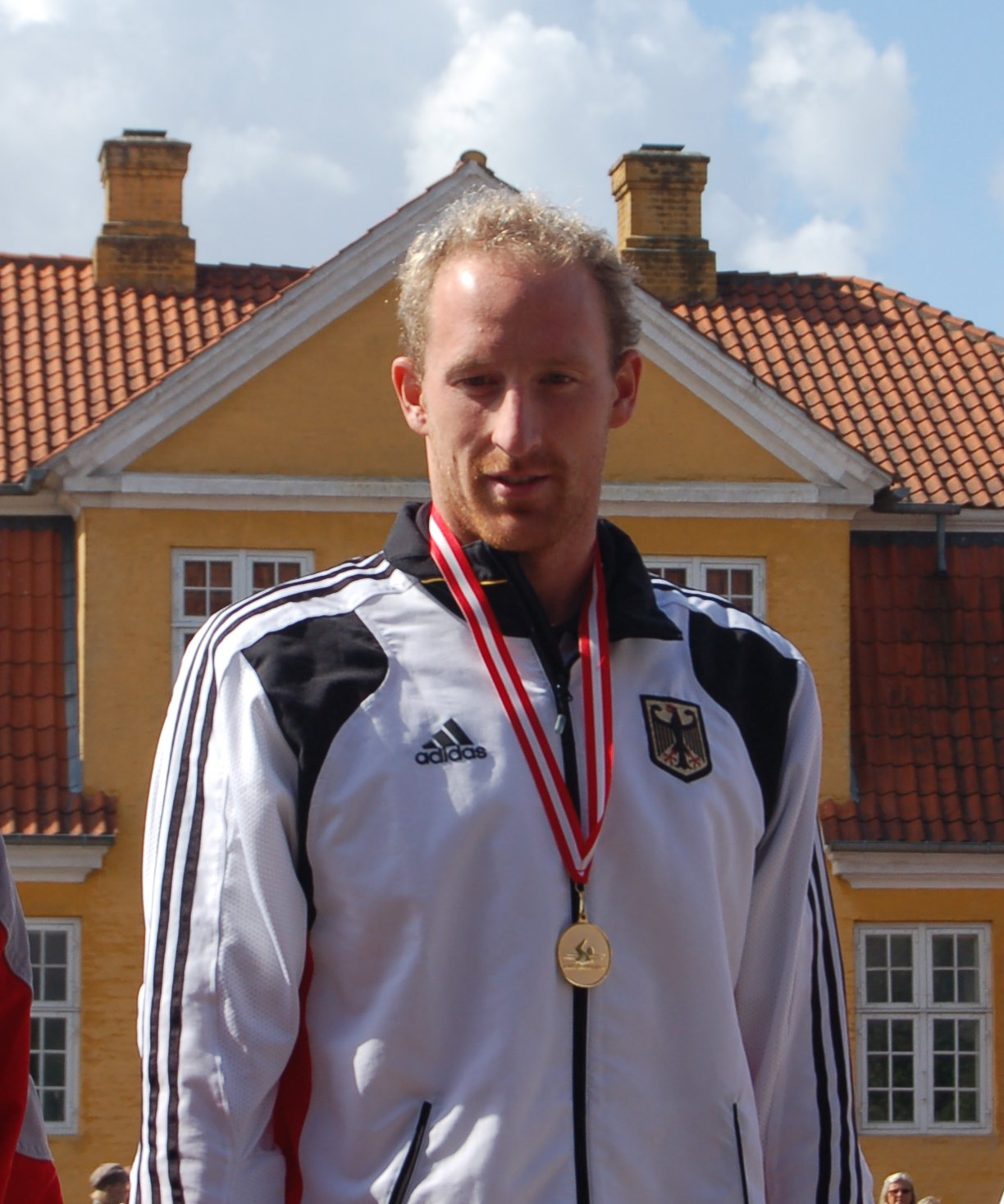
Thomas Lurz, Freiwasserschwimmer

Würzburg beheimatet den Schwimmverein SV Würzburg 05. Dessen Wasserballmannschaft ist fünfmaliger deutscher Meister und spielt in der deutschen Wasserball-Liga DWL (Saison 2006/2007). Mit dem zwölffachen Welt- und fünffachen Europameister Thomas Lurz stellt der SVW 05 einen Ausnahmeathleten der deutschen Schwimmszene. Ebenfalls für den SVW auf Titeljagd ging die zweifache Europameisterin Annika Liebs.

### Rudern
Würzburg hat mehrere Rudervereine. Der erste Würzburger Ruderverein, der WRVB, erhielt 1933 nach der Deutschen Meisterschaft im Achter die Würzburger Stadtplakette (Silber auf Sockel). 1934 erhielt der Würzburger Ruderverein von 1875 die Goldene Stadtplakette für die Europameisterschaft im Vierer ohne Steuermann. 1936 ging die Goldene Stadtplakette anlässlich des Olympiasieges im Vierer ohne Steuermann an Willi Menne, Martin Karl, Toni Rom und Rudolf Eckstein vom WRVB. Sie wurden am 18. August triumphal in der Stadt empfangen. Der Akademische Ruderclub Würzburg, Bayerns größter Ruderverein, entstand 1905. Der ARCW wurde in den letzten Jahren immer wieder durch Sportler auf den Ruder-Weltmeisterschaften und Olympischen Spielen vertreten, zuletzt 2017 durch Joachim Agne. Ab 2015 gab es in Würzburg einen dritten Ruderverein, die Rudergemeinschaft Olympos Würzburg (ROW). Sie löste sich aufgrund mangelnder Zukunftsaussichten zum 31. Dezember 2019 auf.

### Fußball

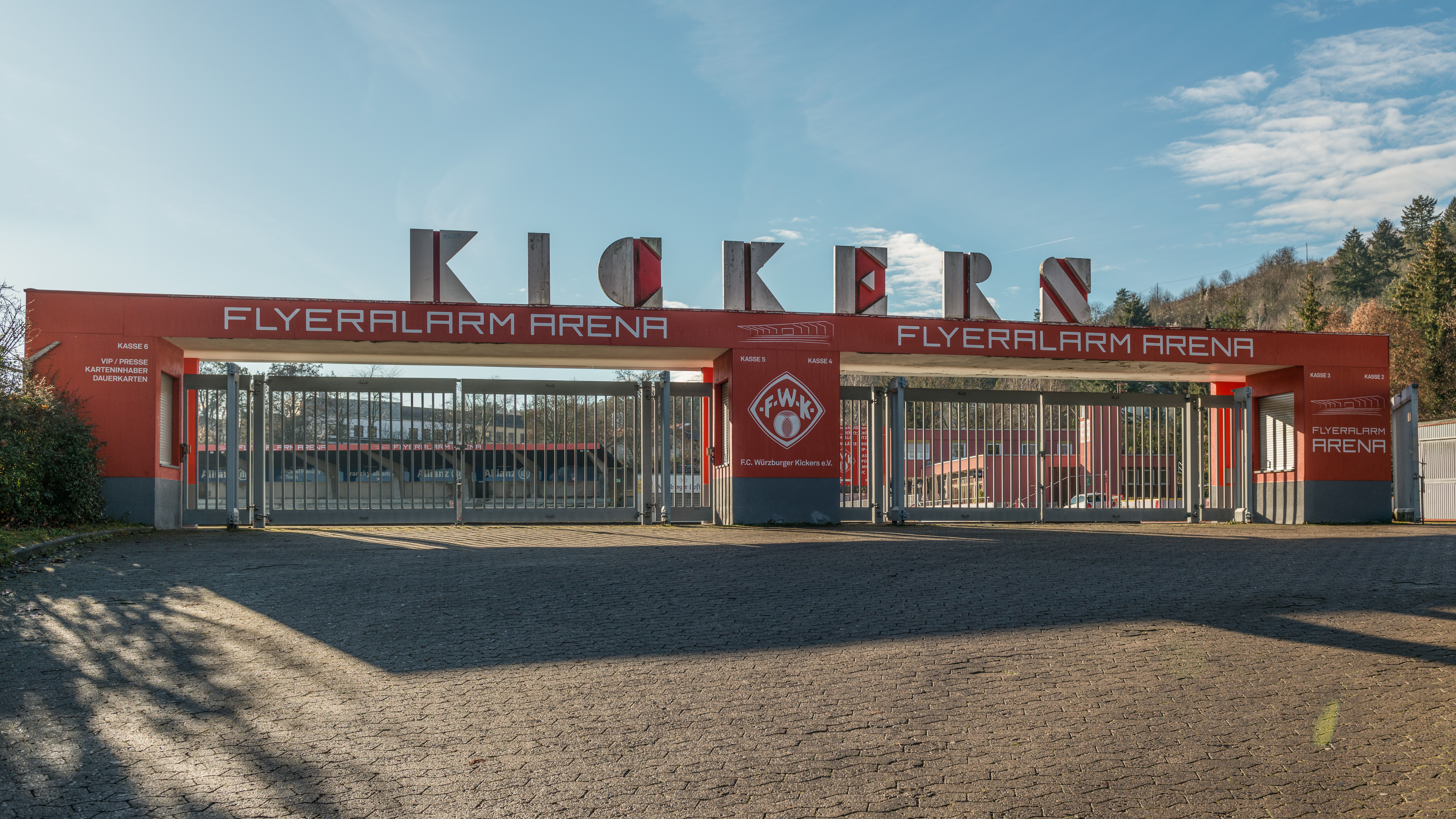
Der Eingang zur Flyeralarm Arena, Heimspielstätte der Würzburger Kickers

Fußball hat in Würzburg eine lange Tradition (1895 wurde der 1. Fußballclub Würzburgs am Realgymnasium, dem heutigen Siebold-Gymnasium, gegründet), wenn auch die meiste Zeit nach dem Zweiten Weltkrieg im Amateurbereich. So gewann eine Stadtauswahl am 7. Juni 1946 mit 4:0 über den FC Schalke 04, 10.000 Zuschauer sahen das Spiel.
Den Würzburger Kickers, einem Fußballverein, der in der Saison 2016/17 zum zweiten Mal nach 1977/78 in der 2. Bundesliga vertreten war, gelang innerhalb von zwei Jahren der direkte Durchmarsch aus der viertklassigen Regionalliga. Nach dem Wiederabstieg in die 3. Liga im Jahr 2017 schafften die „Kickers“ in der Saison 2019/20 erneut den Aufstieg in die 2. Bundesliga, konnten aber wie zuvor die Klasse nicht halten. Zur Saison 2022/23 spielen die Kickers erneut in der Regionalliga. Der im Jahr 1907 gegründete Verein trägt seine Heimspiele im Stadion am Dallenberg aus. Durch den Sieg im Bayerischen Landespokalfinale 2014 qualifizierten sich die „Kickers“ für den DFB-Pokal. In der ersten Pokalrunde konnte der Zweitligist Fortuna Düsseldorf nach Verlängerung mit 3:2 vor über 10.000 Zuschauern geschlagen und die zweite Runde gegen Eintracht Braunschweig erreicht werden. Der Sieg bedeutete, dass sich nach 31 Jahren wieder eine Würzburger Mannschaft für die 2. Hauptrunde qualifizieren konnte (zuletzt war dies im DFB-Pokal 1983/84 der SV Heidingsfeld gewesen).
Der FV 04 Würzburg spielte in der Zeit von 1976 bis 1980 ebenfalls in der 2. Bundesliga. Die Stadt Würzburg zählte damit zu den wenigen Städten, die im Männerbereich parallel zwei Fußballzweitligisten stellte, was in der Saison 1977/78 der Fall war. Der 1904 gegründete Verein meldete in den 1980er Jahren die Insolvenz an und wurde als Würzburger FV neu gegründet.
Zur Fußball-Weltmeisterschaft 2006 in Deutschland war Würzburg Gastgeber der Nationalmannschaft Ghanas, diese nutzte das Stadion der Würzburger Kickers als Trainingsgelände.
Der ETSV Würzburg stellt neben den „Kickers“, anders als der Würzburger FV, ebenfalls Damen- und Mädchenfußballmannschaften.

### Eishockey
Der ESV Würzburg – entstanden 1986 aus der Fusion des EHC 82 Würzburg und des EC Würzburg – nimmt seit 1986 am Spielbetrieb des BEV teil, dabei trägt er seine Heimspiele in der Eisbahn am Nigglweg aus. Seine größten Erfolge waren die vierfache Meisterschaft der Bayerischen-Landesliga Nord und die "Bayerische Landesliga-Vizemeisterschaft 1993. Da die Eishalle wegen Reparaturarbeiten zum Saisonstart nicht genutzt werden konnte, musste der ESV seine 1. Mannschaft nur für die Saison 2017/18 aus dem Spielbetrieb der Bayerischen Bezirksliga abmelden. Der ESV spielte ab 2018 wieder in der Bayerischen Bezirksliga. Quelle: rodi-db.de

### Tischtennis
Würzburg war durch die Müller Würzburger Hofbräu bis 2008 in der Tischtennis-Bundesliga vertreten. Die Erste Herren-Mannschaft wurde am 19. Juni 2005 erstmals Deutscher Meister.

### Ju-Jutsu
In und um Würzburg wird erfolgreich Ju-Jutsu betrieben. So werden in Heidingsfeld Wettkämpfe bestritten, die Ju-Jutsu-Abteilung des Sportverein Oberdürrbach hat gar zwei Weltmeister und einen Vizeweltmeister hervorgebracht.

### Radsport
Der Radsport wird von der Radsportgemeinschaft Würzburg gefördert. Neben einer regulären Radtourenfahrt, der Mainfrankentour, wird jährlich die Kiliani Radeltour ausgerichtet, die vor allem Gelegenheitsfahrer ansprechen soll. Ansonsten zeichnet sich der Verein durch regelmäßige öffentliche Trainingstreffs für Rennrad und Mountainbike aus. Die Abteilung Rhönrad der Turngemeinde Würzburg konnte sich neben zahlreichen Erfolgen bei Landes- und Bundesklassewettkämpfen international behaupten. Claudia Renz wurde 1997 Weltmeisterin im Geradeturnen mit Musik. Isabell Gramß schaffte es in der Jugendklasse, sich auf den 3. Platz der Rhönrad-Weltmeisterschaft 2005 zu turnen.

### Handball
Der Verein DJK Rimpar e. V. (auch „Wölfe Würzburg“, zuvor bis 2022 Rimparer Wölfe) aus dem benachbarten Rimpar spielte in der 2. Handball-Bundesliga, aktuell Drittligist, und nutzt hierfür regelmäßig die Tectake Arena in Würzburg, weswegen er auch als Würzburger Verein gelten kann.

## Öffentliche Hand
Die Stadt ist durch ihre Hochschulen, die Julius-Maximilians-Universität, die Musikhochschule und die Technische Hochschule Würzburg-Schweinfurt geprägt, die über 5.500 wissenschaftliche und technische Angestellte und Beamte sowie Versorgungs- und Verwaltungspersonal beschäftigen (Stand: 2024). Davon entfallen etwa 4.600 Mitarbeiter alleine auf die Universität. Größter Arbeitgeber mit etwa 7.500 Mitarbeitern ist das Universitätsklinikum.

### Justiz
Würzburg ist als Sitz eines Amts-, Land-, Arbeits-, Verwaltungs- und Sozialgerichts ein überregional bedeutsamer Gerichtsstandort. Daneben gibt es eine Justizvollzugsanstalt im Stadtbezirk Lengfeld.

### Verwaltungsebenen

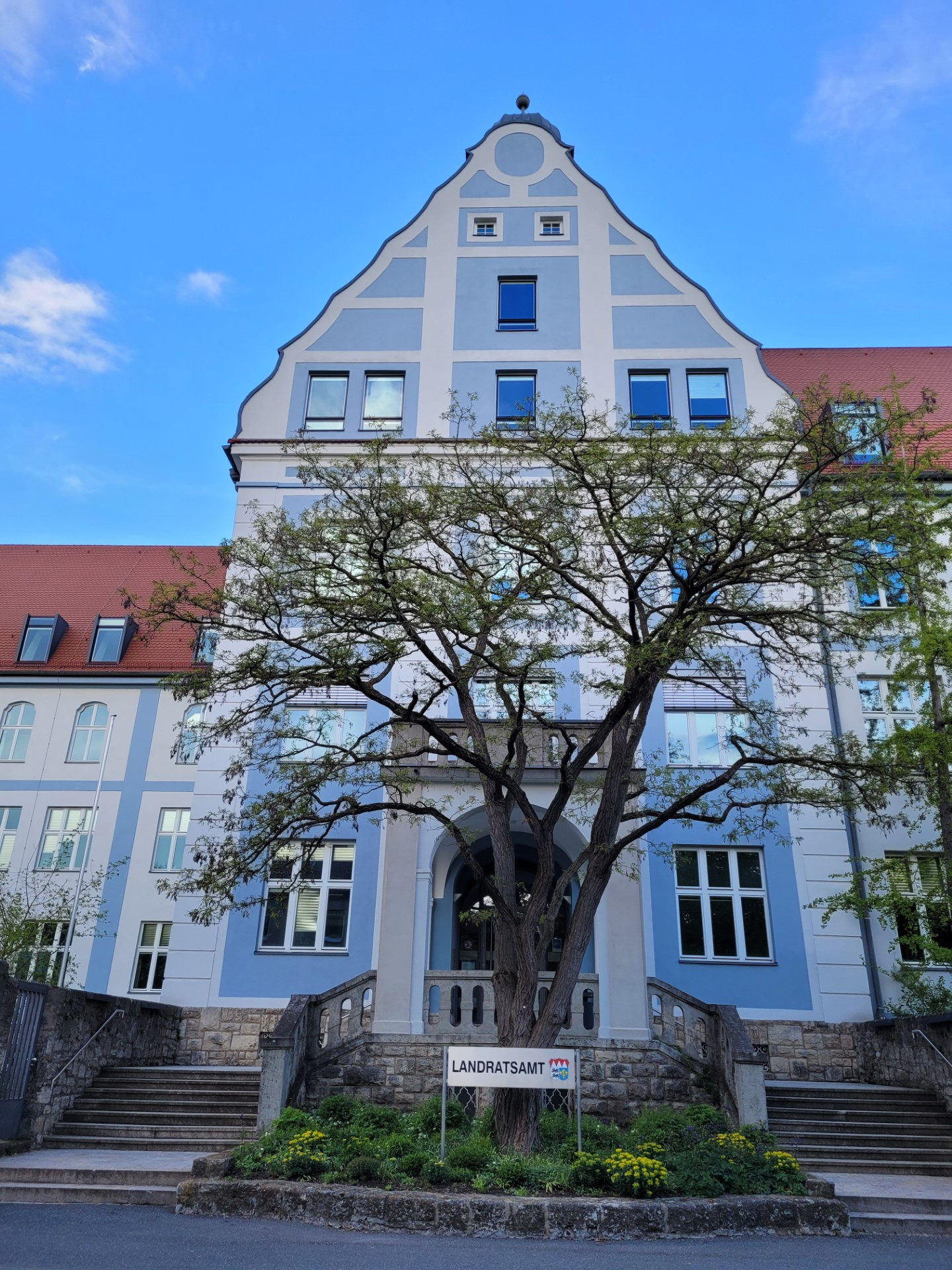
Landratsamt Würzburg im Frauenland

In Würzburg sind als wesentliche Mittelbehörden die Bezirksregierung für Unterfranken und das Polizeipräsidium Unterfranken angesiedelt. Würzburg ist Sitz des Landratsamtes Würzburg für den umliegenden Landkreis Würzburg sowie des Bezirks Unterfranken.

## Wirtschaft
Im Jahre 2016 erbrachte Würzburg, innerhalb der Stadtgrenzen, ein Bruttoinlandsprodukt (BIP) von 7,452 Milliarden € und belegte damit Platz 50 innerhalb der Rangliste der deutschen Städte nach Wirtschaftsleistung. Das BIP pro Kopf lag im selben Jahr bei 59.404 € (Bayern: 44.215 €/ Deutschland 38.180 €) und damit deutlich über dem regionalen und nationalen Durchschnitt. In der Stadt gibt es 2017 ca. 56.800 erwerbstätige Personen. Die Arbeitslosenquote lag im November 2019 bei 3,1 %.
Würzburg zählt zu den erfolgreichsten Wirtschaftsstandorten Deutschlands. Im Zukunftsatlas 2019 belegte die Stadt Würzburg Platz 24 von 401 Landkreisen und kreisfreien Städten in Deutschland und zählt damit zu den Orten mit „sehr hohen Zukunftschancen“.

### Beschäftigungsstruktur
| Wirtschaftszweig                                                  | Sozialversicherungspflichtig Beschäftigte (Juni 2013) |
| ----------------------------------------------------------------- | ----------------------------------------------------- |
| Land- und Forstwirtschaft, Fischerei                              | 162                                                   |
| Produzierendes Gewerbe ohne Verarbeitendes Gewerbe und Baugewerbe | 1679                                                  |
| Verarbeitendes Gewerbe                                            | 9173                                                  |
| Baugewerbe                                                        | 2058                                                  |
| Handel, Verkehr und Gastgewerbe                                   | 18.038                                                |
| Erbringung von Unternehmensdienstleistungen                       | 16.777                                                |
| Erbringung von privaten und öffentlichen Dienstleistungen         | 33.251                                                |
| Gesamt                                                            | 81.466                                                |

### Industrie und Gewerbe
Größter industrieller Arbeitgeber ist die Brose Fahrzeugteile SE & Co. KG. Der Druckmaschinenhersteller Koenig & Bauer und die Druckerei flyeralarm sind weitere Arbeitgeber des produzierenden Sektors, die auch eine überregionale Bekanntheit besitzen. Würzburg ist ebenso der Produktions- und Verwaltungsstandort von NKM Noell Special Cranes, einem der führenden deutschen Brückenkranhersteller. Weiterhin hat die Firma Mero, bekannt für die Raumfachwerke und Stahl-Glaskonstruktionen, ihren Hauptsitz in Würzburg. Mit der Sektkellerei J. Oppmann AG ist eine weitere Aktiengesellschaft ansässig. Die Börsennotierung der Würzburger Hofbräu wurde nach der Übernahme durch die Kulmbacher Brauerei AG und die Umwandlung in eine GmbH eingestellt. Als größeres Handelsunternehmen ist die Duttenhofer Gruppe zu nennen. Die Vogel Medien Gruppe hat ihren Hauptsitz in Würzburg. Ebenso hat die Fürstlich Castell’sche Bank, eine kleine Privatbank für die Region, ihren Sitz in Würzburg.
Industrie und Gewerbe sind zumeist kleine und mittelständische Betriebe in den Industriegebieten Hafen, Aumühle und Würzburg-Ost.
Anders als im benachbarten Bereich Schweinfurt, wo eher Großindustrie und Maschinenbau sesshaft wurden, ist Würzburg das Dienstleistungszentrum der Region. Die Arbeitslosenquote lag im September 2019 bei 3,5 %.
Aus einer 1876 von Josef Neubert gegründeten Schreinerei hervorgegangen wurde nach dem Zweiten Weltkrieg in Heidingsfeld das Möbelhaus Neubert errichtet. Filialen von Möbel-Hess (ehemals „Deutschlands größtes Möbel- und Einrichtungshaus“) sowie Wöhrl und der Modehandelskette „Der modische Arendt“ waren in den 1960er Jahren entstanden. 1980 war das Kaufhaus Hertie auf dem Gelände des ehemaligen Hotel Schwan fertiggestellt worden. Seit 2000 befindet sich dort (am Vierröhrenbrunnen) das „Wöhrlhaus“, eine große Wöhrl-Filiale. Im Jahr 1997 eröffnete Rainer Schaller in Würzburg das erste Fitnessstudio der europaweit tätigen Fitnesskette McFit.

### Medien
Der 2011 vom Studiengang Medienmanagement der Fachhochschule Würzburg-Schweinfurt veröffentlichte Medienatlas Würzburg verzeichnet ca. 150 Unternehmen und Organisationen, die Medienarbeit betreiben bzw. in der Medienausbildung aktiv sind.

#### Radio
In Würzburg unterhält der Bayerische Rundfunk (BR) seit 1977 das Regionalstudio Mainfranken des Studio Franken und auf der Frankenwarte eine Sendeanlage für UKW, Mittelwelle, DAB+ und DVB-T mit einem 125 Meter hohen Stahlgittermast („kleiner Eiffelturm“). Das Regionalstudio beherbergt zwei Hörfunk- und ein Fernsehstudio und befindet sich im zweiten und neunten Stockwerk des Posthochhauses am Würzburger Bahnhofsvorplatz. Von Montag bis Freitag wird von dort für Unterfranken das Regionalprogramm „Mittags in Mainfranken“ und von Montag bis Samstag die „Regionalnachrichten um halb“ für Bayern 1 produziert. Dienstags und donnerstags kommt aus Würzburg die „regionalZeit“ für die „Nordkette“ Franken von Bayern 2. Weitere Berichte aus der Region werden nach Bedarf von Würzburg nach Nürnberg, München oder andere ARD-Studios für die weiteren Hörfunkprogramme zugeliefert. Zudem liefert das mainfränkische Fernsehstudio des BR Bilder für die ARD.
Bis 1999 wurde für den Mittelwellensender die Sendefrequenz 520 kHz genutzt. Diese Frequenz liegt nicht im offiziellen Mittelwellenband, und somit konnte der nur 200 Watt starke Würzburger Sender, der zusammen mit dem gleich starken Sender in Hof im Gleichwellenbetrieb betrieben wurde, gut zum Test der Ausbreitungsbedingungen im Mittelwellenbereich genutzt werden. Da viele moderne Radios die Frequenz 520 kHz nicht mehr empfangen konnten, erfolgte 1999 eine Frequenzänderung auf 729 kHz.
Ebenso besteht dort die private Funkhaus-Würzburg-Studiobetriebs-GmbH (Funkhaus Würzburg), welche die beiden Hörfunkprogramme 106,9 Radio Gong sowie Radio Charivari Würzburg mit Radio Opera veranstaltet. Sie versorgen die Region Mainfranken mit regionalen Informationen.
Bis 1992 gab es in Würzburg noch einen dritten Lokalsender mit dem Namen Radio W1. Er startete am 8. Mai 1987 und teilte sich die UKW-Frequenz mit Main-Radio (heute: Charivari.fm) und Radio Mainland (heute: 106,9 Radio Gong). Eine beliebte Rubrik war der wöchentliche Szenebericht „Kai war dabei“. Dieser Sender bekam später die eigenständige Frequenz 95,8 MHz zugewiesen. Der Sendebetrieb wurde zum 1. Oktober 1992 unter anderem aus finanziellen Gründen eingestellt. Zunächst war auf dieser Frequenz bis zum 31. März 2008 das 24-Stunden-Volksmusikprogramm Radio Melodie zu hören. Am 21. November 2008 startete das Jugendradio egoFM aus München und liefert teilweise auf Würzburg zugeschnittene Programminhalte. Der Sender richtet sich an Jugendliche und Studenten.
Die Sendeanlage Frankenwarte auf dem Nikolausberg versorgt das Stadtgebiet und das nähere Umland von Würzburg mit 12 analogen UKW-Programmen. Hinzu kommen über 30 digitale Programme (inkl. Regionalfenster) im DAB-Standard, darunter alle Angebote des BR, des Deutschlandradios sowie viele landesweite und bundesweite Privatsender.
Daneben existieren zahlreiche Internetradios. Die Studenten der Universität Würzburg senden ehrenamtlich ein eigenes Programm für ihre Kommilitonen, das Hochschulradio UR Würzburg. Der ehemalige dritte Lokalsender Würzburgs, Radio W1, existiert im Internet weiter. Aus dem Funkhaus Würzburg kommen die Webradios Radio Gong In The Mix und Stars on Radio Gong.
Als Rundfunksender der amerikanischen Streitkräfte sendete bis Juli 2008 AFN (American Forces Network) ebenfalls in Würzburg von einem kleinen, gegen Erde isolierten, abgespannten Stahlfachwerkmast auf dem Areal der US-Streitkräfte auf Mittelwelle 1143 kHz und UKW 104,9 MHz.

#### Fernsehen
Neben dem Studio des öffentlich-rechtlichen Fernsehsenders Bayerischer Rundfunk gibt es seit 1987 einen lokalen Fernsehsender namens TV touring (seit 2018 TV Mainfranken), der im regionalen Kabelnetz und über Franken-Sat zu empfangen ist. In den Anfangsjahren gab es noch die Radio Television Unterfranken (RTU), deren Gesellschafter die Zeitungsgruppe Main-Post war.
Seit 2002 besteht das Online-Medienmagazin Quotenmeter.de mit Redaktionssitz in Würzburg. Es hat sich auf Einschaltquoten, Kino- und Fernsehkritiken und aktuelle Nachrichten spezialisiert.

#### Verlage, Zeitschriften und Zeitungen
Als Tageszeitungen erscheinen die Main-Post (Nachfolger des von den Würzburger Brüdern Carl und August Richter im Mai 1883 gegründeten Würzburger General-Anzeigers, welcher von der Druckerei Richter mit der ersten in Würzburg aufgestellten Rotationspresse gedruckt wurde) und das Fränkische Volksblatt (welches nur eine Auflage von etwa 12.000 hat), vertrieben durch die Main-Post-Verlagsgruppe (gehört seit 1. Mai 2011 zur Augsburger Allgemeinen Zeitung mit Sitz in Würzburg-Heuchelhof). Folglich ist Würzburg mittelbar Einzeitungskreis. Aus vorgenanntem Hause erschien am 29. Januar 2004 die erste lokale Wochenzeitung Europas im Tabloid-Format, Boulevard Würzburg, am 1. März 2007 in neun7 umbenannt. Die Main-Post-Verlagsgruppe gibt markt, die Wochenzeitung mit den meisten Verteilorten in Unterfranken, heraus. Ihre Auflage beträgt mittwochs 362.550 und am Wochenende 226.600 Exemplare, die kostenlos an alle erreichbaren mainfränkischen Haushalte verteilt werden. Am 31. März 2011 startete zudem das Magazin Tiepolo, welches vierteljährlich erscheint und an bestimmten Auslegestellen mitgenommen werden kann.
Die älteste Wochenzeitung Würzburgs ist wob – Würzburgs Wochenzeitung. Die Zeitung wird seit 1990 herausgegeben. wob – Würzburgs Wochenzeitung erscheint zum Wochenende mit einer Auflage von 81.000 Exemplaren, die allen erreichbaren Haushalten in Würzburg und dem Großteil des Landkreises (etwa 20 km Umkreis) kostenlos zugestellt werden.
Zum Wochenende erschien primaSonntag Würzburg (Verteilung seit 2015: FR/SA) im Stadtgebiet, mit einer Auflage von 66.000 Stück. Die Zeitung wurde 2020 eingestellt. Es handelt sich jeweils um Anzeigenblätter.
Die einzige überregionale katholische Tageszeitung im deutschsprachigen Raum wird in Würzburg produziert: Die Tagespost trägt den Untertitel „Katholische Zeitung für Politik, Gesellschaft und Kultur“, hieß früher Deutsche Tagespost und erscheint dreimal wöchentlich im Verlag Johann Wilhelm Naumann.
Im Verlag des Bistums Würzburg erscheint das Würzburger Katholische Sonntagsblatt, 1850 als Würzburger Bistumsblatt gegründet und mit einer Verteilung von ca. 15.000 Exemplaren wöchentliche Auflage zentrales Kommunikationsmittel des Bistums.
Weitere religiöse Publikationen und Zeitschriften (unter anderem Feierabend, Geist und Leben und Zeitschrift für katholische Theologie) werden vom Echter Verlag verbreitet.
Geistes- und kulturwissenschaftliche Fachliteratur wird vom Verlag Königshausen & Neumann veröffentlicht.
Der Verlag Vogel Business Media veröffentlicht Print- und Online-Medien verschiedener Fachbereiche. Hierzu zählen unter anderem die erste deutsche Computerzeitschrift Chip, MM MaschinenMarkt, kfz-betrieb, IT-Business, Elektronikpraxis, Process, bike und business sowie die Informationsdienste des zur Gruppe gehörenden IWW Instituts für Wirtschaftspublizistik. Mit dem Ziel der multimedialen Vermittlung von Fachinformationen wandte sich die Vogel Business Media ab 2005 verstärkt der Digitalisierung zu. Die zu diesem Zweck gegründete Vogel Future Group wurde mit der Entwicklung eines digitalen Geschäftsmodells beauftragt. 2005 trennte sich das Unternehmen von seiner Beteiligung an der Motorpresse Stuttgart (heute Gruner + Jahr) und vom Druckgeschäft (heute arvato). In den dadurch zur Verfügung stehenden ehemaligen Produktionsstätten des Verlagsunternehmens entstand 2006 das Vogel Convention Center (VCC), ein Tagungs- und Kongresszentrum.
Über kulturelle Veranstaltungen im Raum Mainfranken informiert monatlich das Magazin Leporello. Ferner gibt es FRIZZ Das Magazin (seit 2003, früher unter den Namen Trend und Fritz), das mit einer IVW-geprüften Auflage von 22.000 Stück monatlich erscheint. Für den Leser ist es kostenlos und liegt an rund 550 Auslagestellen in und um die Stadt aus. Es ist Mitglied im Bewegungsmelderverbund, informiert über sämtliche Veranstaltungen aus den Bereichen Lifestyle, Kultur, Musik, Bühne, Film usw. und enthält unter anderem die offiziellen Mensapläne der Uni-Mensen. Daneben erscheint noch das Xity-Magazin, das seit dem 25. Januar 2007 mit einem kostenlosen TV-Programm erscheint. Es informiert die Leser über Events, News und Angebote über die Stadt.
Viermal pro Jahr (Januar, April, Juli und Oktober) erscheint kostenlos Blick, die Zeitschrift der Julius-Maximilians-Universität Würzburg, die unter anderem über Themen aus der Forschung informiert. Bis Juli 2006 wurde die Hochschulzeitung Julius kostenlos verteilt, deren Herausgeber ebenfalls die Universität war. Jedoch ist der Julius nach zwei Jahren, unter Protest der Studierenden, aus finanziellen Gründen eingestellt worden. Daher initiierte die Studierendenvertretung im Dezember 2006 den studentischen Nachfolger dieser Hochschulzeitung, die gewürzt! die sich als „Erste Würzburger Studentenzeitung“ bezeichnete. Aufgrund von internen Meinungsverschiedenheiten löste sich der Großteil der gewürzt!-Redaktion jedoch nach rund zwei Jahren von ihrem Herausgeber, der Studierendenvertretung, und gründete im Januar 2008 zusammen mit dem Verein Junge Presse Würzburg (Regionalgruppe des Dachverbands Junge Presse Bayern) das inoffizielle Nachfolgermagazin Max & Julius. Wie ihre Vorgängerin informiert sie die Würzburger Studenten regelmäßig über das Hochschulgeschehen, Politik, Kultur und andere wichtige Themen in der Stadt. Die Studierendenvertretung gründete ihrerseits die Zeitung Sprachrohr, die ihren Themenschwerpunkt jedoch mehr auf Hochschulpolitik legt. Das Sprachrohr erscheint für alle Hochschulen in Würzburg. Außerdem erschien bis 2008 das Hochschulmagazin UnimaxX. Heute gibt es nur noch den UnimaxX-Guide, der einmal pro Semester an allen Hochschulen verteilt wird.

### Medienausbildung
In der Ausbildung für Medienberufe sind neben den diversen Trainee- und Volontariatsprogrammen der Würzburger Medienunternehmen v. a. die Julius-Maximilians-Universität Würzburg mit dem Studiengang Medienwissenschaften im Bachelor und im Master sowie die Hochschule für Angewandte Wissenschaften Würzburg-Schweinfurt mit einem Bachelor-Studiengang Medienmanagement, einem Masterprogramm Marken- und Medienmanagement sowie Fachjournalismus zu nennen. Die Medienstudiengänge der FHWS präsentieren ihre Arbeit regelmäßig auf einer so genannten Medienbühne bei den jährlich in Würzburg und Schweinfurt stattfindenden Verbraucherausstellungen UFRA bzw. Mainfranken-Messe.

## Verkehr

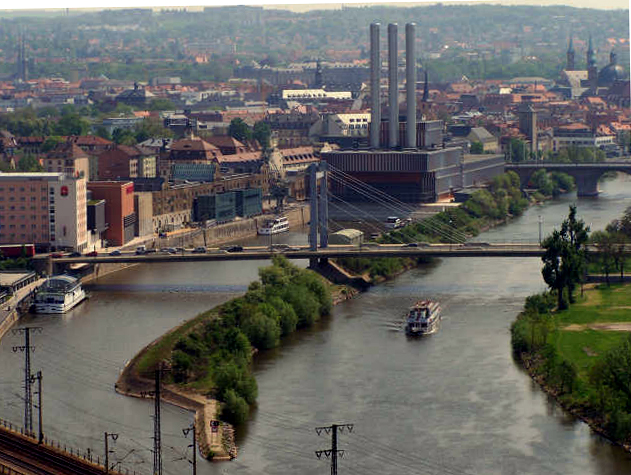
Main mit altem Hafen und der Brücke der Deutschen Einheit

Würzburg ist historisch ein bedeutender Knotenpunkt für den Verkehr. Die ursprünglich durch den Main hervorgerufene verkehrszentrale Lage wird heute durch den zwischen 1960 und 1980 erfolgten Anschluss der Stadt an die Autobahnen unterstrichen. Dem war nach Studien in den 1920er und Entwürfen zu Beginn der 1930er Jahre eine Anbindung Würzburgs an das Netz der Reichsautobahnen vorangegangen). Dies wurde ab 1937 zunächst zu militärischen Zwecken realisiert. Würzburg Hauptbahnhof ist ein Eisenbahnknoten und einer der wichtigsten Umsteigebahnhöfe der Deutschen Bahn. Ab 1971 gehörte Würzburg mit Einführung des Intercity-Taktverkehrs zu einem der fünf Linienverknüpfungsbahnhöfe. Die nächstgelegenen größeren Städte sind Frankfurt am Main, rund 100 Kilometer nordwestlich, Bamberg 90 Kilometer östlich, Nürnberg 90 Kilometer südöstlich, Stuttgart 120 Kilometer südwestlich, Mannheim 110 Kilometer westsüdwestlich und Heilbronn 90 Kilometer südwestlich.

### Straßenverkehr
|  | Grenze Niederlande – Ruhrgebiet – Frankfurt am Main – Würzburg – Nürnberg – Regensburg – Passau – Grenze Österreich       |
|  | Grenze Dänemark – Hamburg – Hannover – Kassel – Fulda – Würzburg – Ulm – Füssen – Grenze Österreich                       |
|  | Würzburg – Heilbronn – Stuttgart – Singen (Hohentwiel)                                                                    |
|  | Grenze Niederlande – Ruhrgebiet – Frankfurt am Main – Würzburg – Nürnberg – Regensburg – Grenze Österreich                |
|  | Würzburg – Ansbach – Eichstätt – Ingolstadt – Unterschleißheim – München – Bad Tölz – Sylvensteinstausee                  |
|  | Eisenach – Meiningen – Werneck – Würzburg – Ulm – Oberstdorf – Grenze Österreich                                          |
|  | Würzburg (Mainfrankenpark) – Bamberg – Bayreuth – Weiden in der Oberpfalz – Cham                                          |
|  | Blankenburg – Göttingen – Fulda – Würzburg – Ludwigsburg – Stuttgart – Tübingen – Villingen-Schwenningen – Grenze Schweiz |

Einige größere Projekte stehen auf der Warteliste, zum Beispiel die geplante B 26n von der A 3, Anschlussstelle Helmstadt über Karlstadt, Arnstein bis zur A 7, Autobahnkreuz Schweinfurt/Werneck. Infolgedessen kommt es innerhalb Würzburgs besonders auf der Bundesstraße 19 zu häufigen Verkehrsbehinderungen.

### Öffentlicher Personennahverkehr
Das Stadtgebiet von Würzburg ist ebenso wie der Landkreis in den Verkehrsverbund Nahverkehr Mainfranken eingegliedert. Innerhalb dieses Tarifverbundes können alle Linien des öffentlichen Personennahverkehrs zu einheitlichen Preisen genutzt werden. Es besteht eine Übergangsregelung mit dem Verkehrsverbund Rhein-Neckar (VRN).
Das Rückgrat des ÖPNV in Würzburg sind fünf Straßenbahnlinien, die ein Streckennetz von 19,7 Kilometern Länge bedienen. Zuletzt wurde 1989 eine Neubaustrecke in den Stadtteil Heuchelhof eröffnet, sowie 1996 deren Fortsetzung in den Stadtteil Rottenbauer. Eine verbesserte Straßenbahnanbindung des Universitätsklinikums soll mittels einer weiteren Neubaustrecke in absehbarer Zeit erfolgen. Über die Anbindung weiterer Stadtteile und Umlandgemeinden wird ebenfalls nachgedacht; konkrete Planungen bestehen für die Linie  zum Hubland. Betreiber des Straßenbahnnetzes ist die Würzburger Versorgungs- und Verkehrs-GmbH.
Weiterhin verkehren in Würzburg zahlreiche Stadt- und Regionalbuslinien, die von der Omnibus-Betriebsgesellschaft (NVG), einem Tochterunternehmen der Würzburger Straßenbahn GmbH (WSB), der Omnibusverkehr Franken GmbH sowie einer Reihe weiterer privater Omnibusunternehmen versorgt werden. Hauptknotenpunkt des Omnibusverkehrs ist der Busbahnhof am Hauptbahnhof.

### Schienenverkehr

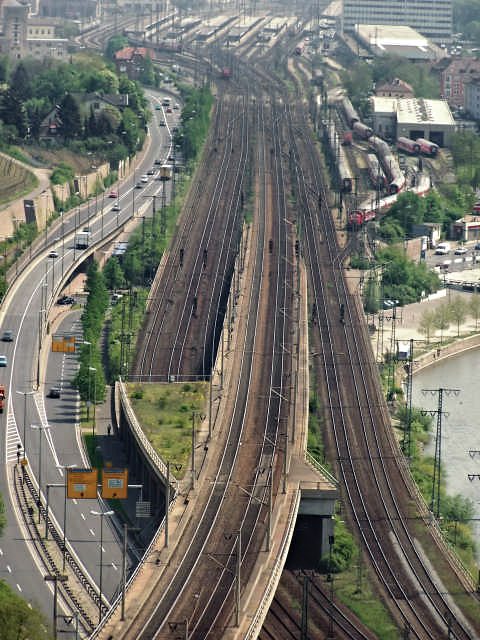
Gleis-Trassen des Würzburger Hauptbahnhofs

Der Würzburger Hauptbahnhof ist überregionaler Knotenpunkt im Personenfernverkehr der Deutschen Bahn. In Würzburg, nach 1828 begonnenen Planungen seit Oktober 1854 ans Eisenbahnnetz angeschlossen und mit Einrichtung der Strecke nach Ansbach 1864 und der nach Nürnberg 1865 zu einem bedeutenden Bahnknoten geworden, treffen sich eine Nord-Süd-Verbindung von Hamburg/Bremen, Hannover, Göttingen und Kassel nach Nürnberg und München mit der von Nordwest nach Südost verlaufenden Trasse aus dem Ruhrgebiet, dem Rheinland und Frankfurt am Main nach Regensburg, Passau, Wien und weiter nach Budapest. Es bestehen mindestens stündliche Verbindungen. Am Hauptbahnhof ergeben sich pro Stunde zwei Taktknoten mit Anschlüssen in alle Richtungen. Die Verbindung mit Heilbronn–Stuttgart oder nach Erfurt wird nur mit Zügen des Regionalverkehrs angeboten.
Neben dem Hauptbahnhof existieren in Würzburg die Stationen Süd und Zell, welche jedoch nur eine untergeordnete Bedeutung haben und lediglich im Regionalverkehr bedient werden. Der Stadtteil Heidingsfeld besitzt mit dem 2022 wiedereröffneten Bahnhof Würzburg-Heidingsfeld Ost ebenfalls Anschluss an den Schienenverkehr.
Im Güterzugverkehr hat Würzburg seine frühere Knotenpunktfunktion mit der Stilllegung seines Rangierbahnhofes im Februar 2005 vollständig verloren und hat auch seine frühere Bedeutung als Zugbildungsbahnhof im InterCargo-Verkehr an Nürnberg abgetreten.

### Luftverkehr
Geschäftsreisejets können den rund 16 Kilometer südlich gelegenen Flugplatz Giebelstadt im Landkreis Würzburg anfliegen. Dieser Verkehrslandeplatz wurde bis 2006 von den US-Streitkräften genutzt. Betrieben wird der Flugplatz mit der knapp zwei Kilometer langen Start-/Landebahn von einer Betreibergesellschaft, an der neben den Gebietskörperschaften insbesondere die Firma Knauf beteiligt ist. Nach der Übernahme von der US-Armee und der Räumung zahlreicher Blindgänger aus dem Zweiten Weltkrieg wurde in die technischen Anlagen investiert und der Verkehrslandeplatz modernisiert. Sportflieger starten und landen auf dem 3,5 Kilometer nordwestlich vom Stadtzentrum gelegenen Verkehrslandeplatz Würzburg-Schenkenturm oder dem 5 km entfernten Sonderlandeplatz Hettstadt, der von der Fluggruppe Hermann Köhl e. V. betrieben wird.

### Mainschifffahrt

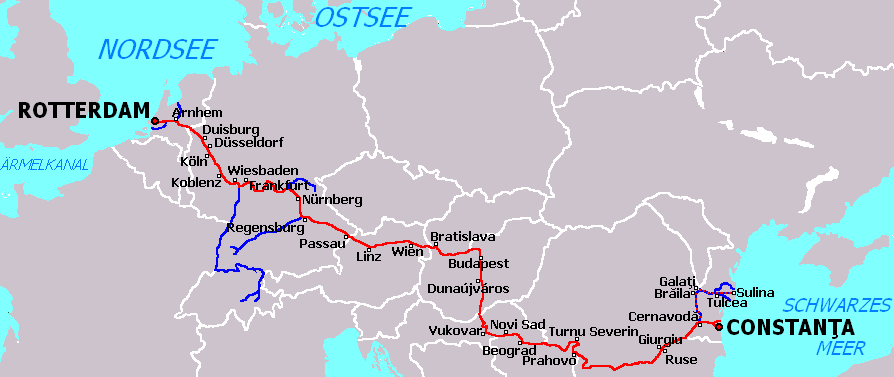
Anbindung Würzburgs an Nordsee und Schwarzes Meer

1841 wurde in Würzburg unter der Leitung von Stephan Gätschenberger die Main-Dampfschiffahrts-Gesellschaft gegründet und 1842 die Dampfschifffahrt auf dem Main eingeführt. Dies bedeutete einen erleichterten Zugang zu den Seehäfen. Würzburg ist über den Rhein mit der Nordsee, mit der Fertigstellung des Ludwig-Donau-Main-Kanal im Jahr 1846 über eben diesen und der Donau mit dem Schwarzen Meer verbunden. Von 1846 bis 1875 wurde eine Niedrig- und Mittelwasserkorrektion vorgenommen mit Vergrößerung der Fahrwassertiefe sowie Schaffung von Teillebensräumen in den Buhnenbereichen.
Ab 1898 war auch Würzburg an der Kettenschifffahrt auf dem Main beteiligt. Ein Schiff der Mainkettenschifffahrt wurde seinerzeit auch als „Meekuh“ bezeichnet. 1883 war die Kanalisierung des Mains beschlossen worden, aber erst 1940 war der Ausbau des Mains als Großschifffahrtsstraße in Würzburg angelangt, wo im selben Jahr der „Neue Hafen“, der neue Mainhafen Würzburg-Zell, als (bis 1954 bestehender) Kopfhafen eröffnet wurde. Das erste Schiff, welches im Juli 1954 die neuerbaute Schleuse an der Alten Mainbrücke befuhr, war die Mainz als Schiff der Bundesregierung.
Mit der Auflassung des Ludwig-Donau-Main-Kanals im Jahr 1950 ging die direkte Anbindung ans Schwarze Meer verloren. Diese wurde 1992 mit der Fertigstellung des Main-Donau-Kanal wiederhergestellt. Heute ist der Main eine bedeutende, dem Güter- und Personenverkehr dienende Bundeswasserstraße. Zwischen April und Oktober verkehren mehrmals täglich Personenschiffe im Linienbetrieb nach Veitshöchheim. Die Fahrtdauer zwischen den Anlegestellen in Veitshöchheim und dem Alten Kranen in Würzburg beträgt etwa 45 Minuten.

### Wege

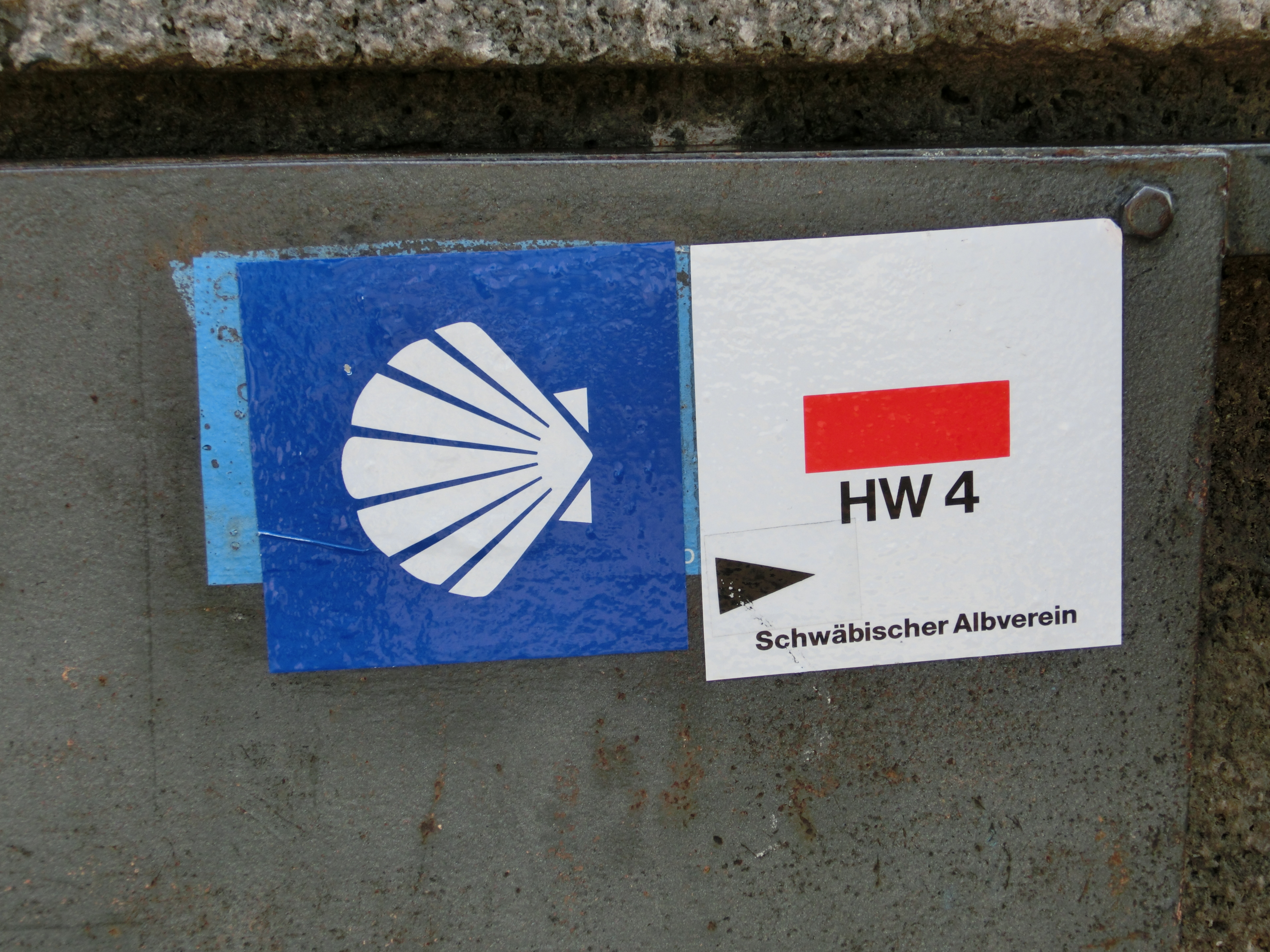
Wegzeichen an der Alten Mainbrücke

- Fränkischer Marienweg: 930 km langer Rundweg, der in Würzburg beginnt und endet.
- Jakobsweg: Eine der Routen aus dem Netz der Jakobswege nach Santiago de Compostela führt, von Veitshöchheim und Margetshöchheim kommend, über die Kirche Don Bosco zur Alten Mainbrücke, wechselt dort von linksmainisch nach rechtsmainisch und verläuft am Mainufer Richtung Randersacker. Sie ist Teil des Fränkischen Wegs, der von Fulda über Würzburg, Ochsenfurt, Uffenheim nach Ulm geht.
- Der Main-Donau-Bodensee-Weg ist der Hauptwanderweg 4 (HW 4) des Schwäbischen Albvereins. Mit einer Gesamtlänge von 420 Kilometern führt er von Würzburg über Ulm bis nach Friedrichshafen am Bodensee und durchquert dabei den Taubergrund, die Hohenloher Ebene, die Schwäbische Alb und Oberschwaben.
- Der Main-Radweg entlang des Mains von der Quelle bis zur Mündung in Mainz-Kastel führt über Würzburg.
- Der Main-Tauber-Fränkische Rad-Achter führt ebenfalls durch das Stadtgebiet.

## Bildung und Forschung

### Hochschulen und verwandte Einrichtungen

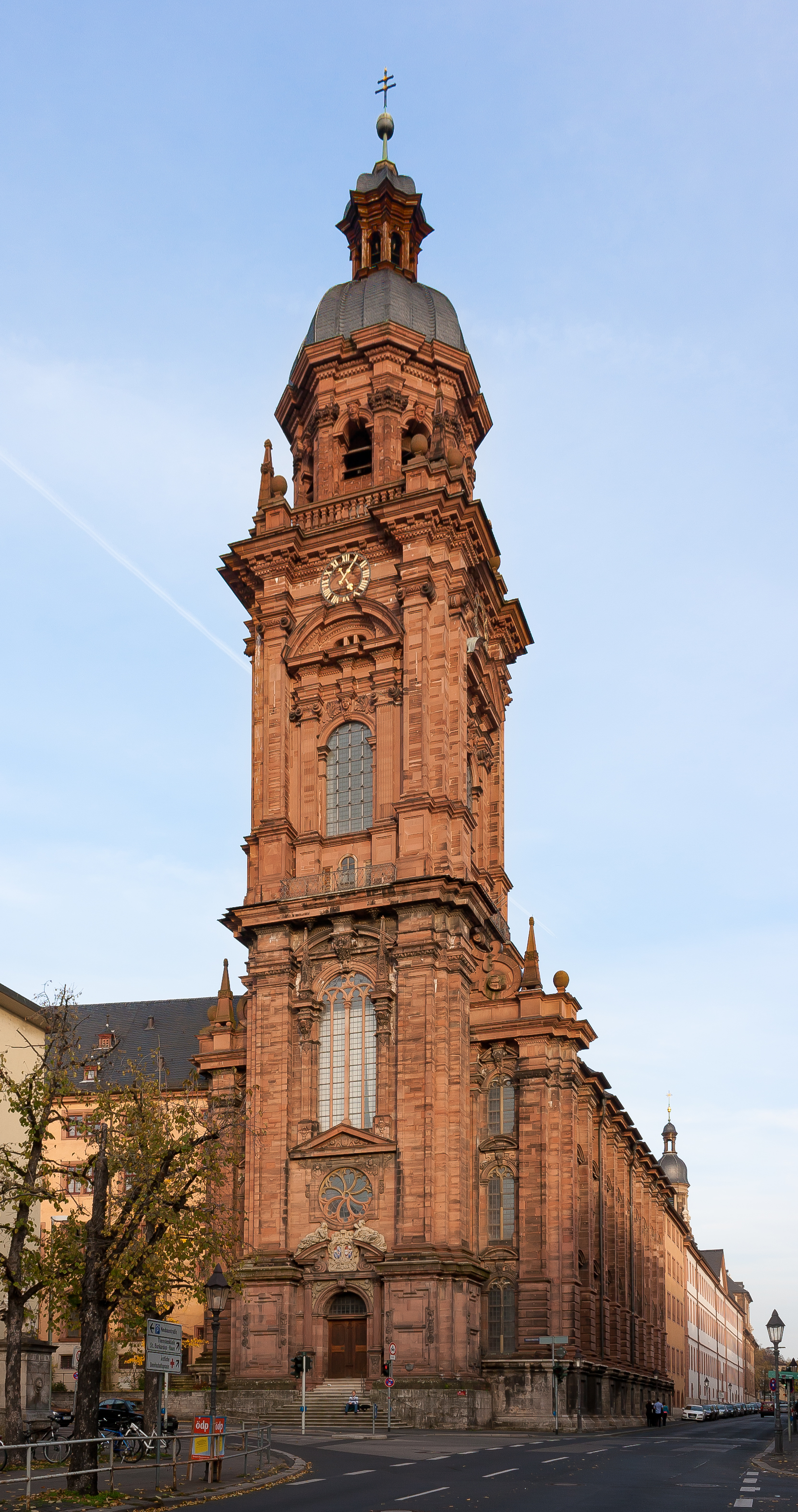
Turm der Neubaukirche. Heute wird das Gebäude als Aula und Festsaal der Julius-Maximilians-Universität benutzt

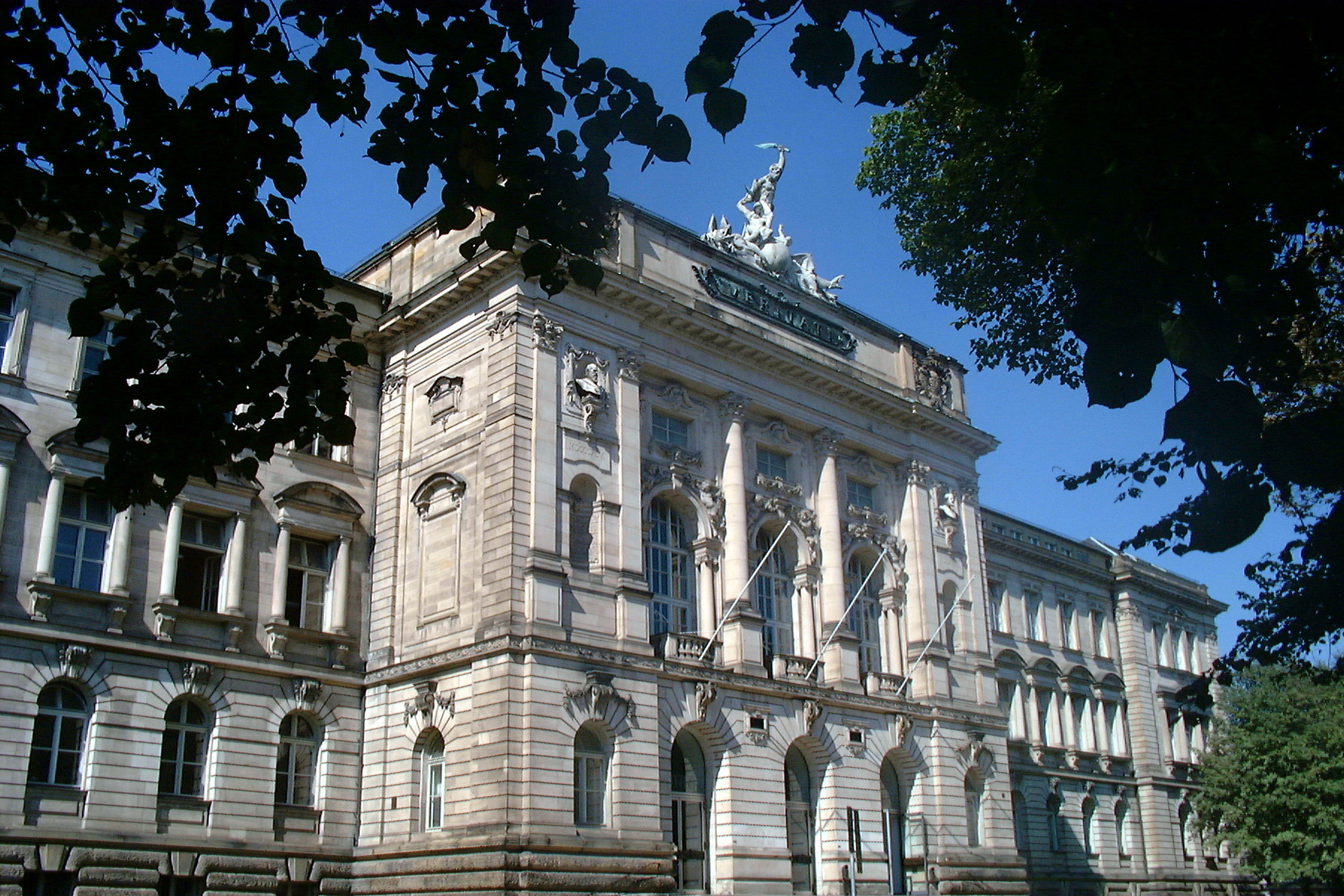
Universitätsgebäude am Sanderring

- Julius-Maximilians-Universität, Erstgründung 1402, Neugründung 1582, eine der ältesten und traditionsreichsten Universitäten Deutschlands, seit 1802 bayerische Universität. Mit über 30 Studentenverbindungen zählt Würzburg in diesem Bereich zu den „Verbindungshochburgen“. Die ältesten reichen bis in das Jahr 1805 zurück. In Würzburg wurde beim ersten Deutschen Studententag im Juli 1919 die Deutsche Studentenschaft gegründet. Neben den männlichen Verbindungen gibt es in Würzburg drei Damenverbindungen.
- Hochschule für Musik Würzburg, gegründet 1804 als öffentliche Musikanstalt an der Universität, ist sie die älteste Musikausbildungsstätte Deutschlands. 1821 wurde sie Königliches Musikinstitut, 1875 Königliche Musikschule, 1912 Königliches Konservatorium der Musik, 1921 Bayerisches Staatskonservatorium und anschließend Bayerische Fachakademie für Musik. 1973 erhielt sie den Namen Hochschule für Musik. 2001 wurde die Fachakademie für Musik Würzburg eingegliedert.
- Fachhochschule Würzburg-Schweinfurt; gegründet 1971 aus einem Polytechnikum mit Abteilungen in Würzburg und Schweinfurt. Ab 1995 wurde die Abteilung Aschaffenburg angegliedert, die jedoch am 1. Oktober 2000 wieder eigenständig wurde; seit 2012 nennt sich die FHWS Hochschule für Angewandte Wissenschaften, im Juni 2022 gab Ministerpräsident Markus Söder die Aufwertung zur Technischen Hochschule bekannt[217]
- ein Studienzentrum der Hamburger Fernhochschule, mit zwei Liegenschaften in den Stadtteilen Heidingsfeld und Heuchelhof;
- Würzburger Dolmetscherschule; private, staatlich anerkannte Schule für Fremdsprachenberufe (Fachakademie und Berufsfachschule für Dolmetscher, Übersetzer und Fremdsprachenkorrespondenten sowie eine Berufsfachschule für Europasekretärinnen)
- Fraunhofer-Institut für Silicatforschung (ISC)
- Bayerisches Zentrum für Angewandte Energieforschung e. V. (ZAE Bayern)
- Innovations- und Gründerzentrum Würzburg (IGZ Würzburg)
- Studienambulanz Würzburg Hämatologisch/Onkologische Studienambulanz des Universitätsklinikums Würzburg

### Schulen
Würzburg verfügt über zahlreiche Schulen, darunter eine städtische und eine am 1. August 2013 neu gegründete staatliche Berufliche Oberschule sowie neun Gymnasien.

#### Gymnasien
- Deutschhaus-Gymnasium
- Freie Waldorfschule Würzburg (Gymnasium)
- Friedrich-Koenig-Gymnasium
- Matthias-Grünewald-Gymnasium
- Dag-Hammarskjöld-Gymnasium (seit 1. August 2011, vorher die zum Mozart- und Schönborn-Gymnasium 2001/2002 zusammengelegten[77] Gymnasien)
- Riemenschneider-Gymnasium (1886 als Königliches Neues Gymnasium und zweites humanistisches Gymnasium Würzburgs[219] eröffnet, 1960 nach Riemenschneider benannt).
- Röntgen-Gymnasium (1820 Kreisrealschule, seit 1910 als Oberrealschule am heutigen Standort, 1960 benannt nach Röntgen)
- Siebold-Gymnasium (1864 als Realgymnasium, mit Schwerpunkt moderne Sprachen und Naturwissenschaften, gegründet, seit 1907 am heutigen Standort, 1961 nach Siebold benannt).
- St.-Ursula-Schule (Gymnasium)
- Wirsberg-Gymnasium (1561 als „Paedagogium“ gegründetes erstes humanistisches Gymnasium Würzburgs, 1829 in der Augustinerstraße, seit 1960 am heutigen Standort[220]).

#### Realschulen
- David-Schuster-Realschule
- Freie Waldorfschule Würzburg (Realschule)
- Jakob-Stoll-Realschule
- Maria-Ward-Schule
- St.-Ursula-Schule (Realschule)
- Wolffskeel-Realschule

#### Mittelschulen
- Pestalozzi-Mittelschule
- Mittelschule Würzburg-Zellerau (Adelgundenweg 4)[221]
- Gustav Walle-Schule

Seit Ende der 1990er Jahre kam es in der Schullandschaft zu größeren Veränderungen, zum einen durch den gesellschaftlichen Wandel (sinkende Schülerzahlen an Grund- und Mittelschulen), zum anderen durch den schrittweisen Rückzug der Stadt Würzburg als Schulträger aufgrund zu hoher finanzieller Belastungen durch den Schulbetrieb.

### Sonstige Bildungseinrichtungen
- Berufliches Schulzentrum für Wirtschaft und Datenverarbeitung Würzburg
- Sing- und Musikschule
- Volkshochschule (seit 25. November 1918[222])
- Würzburger Dolmetscherschule
- Berufsfachschule für Pharmazeutisch-technische Assistenten[223]

## US-Streitkräfte
Von 1945 bis September 2008 war Würzburg Garnisonsstadt der US-Streitkräfte. Es existierten vier Kasernen, die Emery Barracks (bis 1990), die Hindenburg-Kaserne (bis 1990), die Faulenberg-Kaserne (bis 2006) und die 1998 mit dem größten Einkaufszentrum der US-Army in Europa ausgestatteten Leighton Barracks (bis 2008), in denen bis zum Jahr 2006 circa 6000 Soldaten mit 3000 Familienangehörigen angesiedelt waren. Die Gesamtzahl der Angehörigen der US-Army um 1985, welche auch die außerhalb der Stadtgrenzen wohnenden Mitglieder der Würzburg Military Community einschließt, lag Schätzungen zufolge bei 11.000, wovon 4800 Militärs und 6200 Zivilisten waren. Die Leighton Barracks waren von 1945 bis 1955 und von 1996 bis 2006 der Sitz des Hauptquartiers der 1. US-Infanteriedivision, der „Big Red One“, eines gepanzerten Großverbandes in Stärke von vier Brigaden, von denen zuletzt drei in Franken und der Oberpfalz (Schweinfurt, Kitzingen, Vilseck) und die 4. Brigade in Fort Riley in Kansas stationiert waren. Zuvor waren Teile der 3. US-Infanteriedivision von 1958 bis 1996 sowohl in Würzburg als in Schweinfurt, Kitzingen sowie anderen ehemaligen Standorten der US-Streitkräfte in Deutschland stationiert.
Weitere Verbände und Dienststellen, die in den beiden Kasernen zuletzt in Würzburg stationiert waren:
- 98th Area Support Group (Faulenberg Kaserne)
- 417th Base Support Battalion (Leighton Barracks)
- diese beiden sind aufgegangen in die U.S. Garrison Franconia
- 101st Military Intelligence Battalion (Leighton Barracks)
- 1st Military Police Company
- 69th Signal Battalion (Leighton Barracks)

Im Rahmen der Reorganisierung der auch für die lokale und regionale Wirtschaft bedeutsamen amerikanischen Landstreitkräfte mit ab 1990 bekanntgemachten Plänen zur Aufgabe von Standorten kam es zu tiefgreifenden Änderungen in Würzburg, wo der Abzug 1995 begann. Die Umstrukturierungen betrafen vor allem die 1. US-Infanteriedivision, die zu einem großen Teil in die Heimat, nach Fort Riley im US-Bundesstaat Kansas, zurückverlegt wurde. Infolgedessen wurde die Faulenberg-Kaserne (Nürnberger Straße) geschlossen, und Ende 2006 erfolgte die Rückgabe der Liegenschaft an Deutschland, vertreten durch die Bundesanstalt für Immobilienaufgaben. Offiziell erfolgte der Abzug am 6. Juli 2006 mit einem Appell. Die Streitkräfte der US-Armee zogen sich bis September 2008 vollständig aus Würzburg zurück. Die Verabschiedung fand am 13. Mai 2008 mit dem Einholen der amerikanischen Flagge statt. Die Übergabe der letzten Schlüssel fand in einer Zeremonie am 14. Januar 2009 statt. Seit Oktober 2007 ist das Gelände bereits im Besitz der Bundesanstalt für Immobilienaufgaben.
In Würzburg fanden konkrete Überlegungen für eine sinnvolle Konversion der Liegenschaften statt (Gewerbe, Wohnen, Startup-Firmen, Universität etc.). Es entstand ein neuer Stadtteil mit dem Namen Hubland. Deshalb wurde für die weitere Nutzung des Geländes von der Größe der Altstadt (135 ha) ein Ideenwettbewerb veranstaltet. Nach einer gescheiterten Bewerbung für die Landesgartenschau 2016 erhielt die Stadt den Zuschlag für die Landesgartenschau 2018, bei der dieses Gelände genutzt wurde. Das ehemalige amerikanische Wohngebiet wird seit dem Sommersemester 2011 von der Universität genutzt.
Bis Oktober 2007 gab es ein Krankenhaus der US Army, das Würzburg Hospital, das eines der drei Hospitäler im Verantwortungsbereich des US Army European Command war. Das Gebäude befindet sich nur zehn Gehminuten von den Leighton Barracks entfernt. Hieraus entstand eine Wohnanlage, der sogenannte Mönchberg Park.
Da die Soldaten mit ihren Familien ein wichtiger Wirtschaftsfaktor waren und das Militär als ein nicht unbedeutender Arbeitgeber fungierte, wurde die Schließung von der Stadt mit großer Sorge vor allem im Hinblick auf die mittelständischen Betriebe betrachtet.

## Kultur
Seit 1994 gibt es in Würzburg einen Kulturbeirat, der die Aufgabe hat, „den Stadtrat, den Kulturausschuss und die Stadtverwaltung in künstlerischen und kulturellen Fragen zu beraten und die Zusammenarbeit der Stadt mit kulturellen Organisationen und Einrichtungen zu fördern“.

### Theater und Bühnen

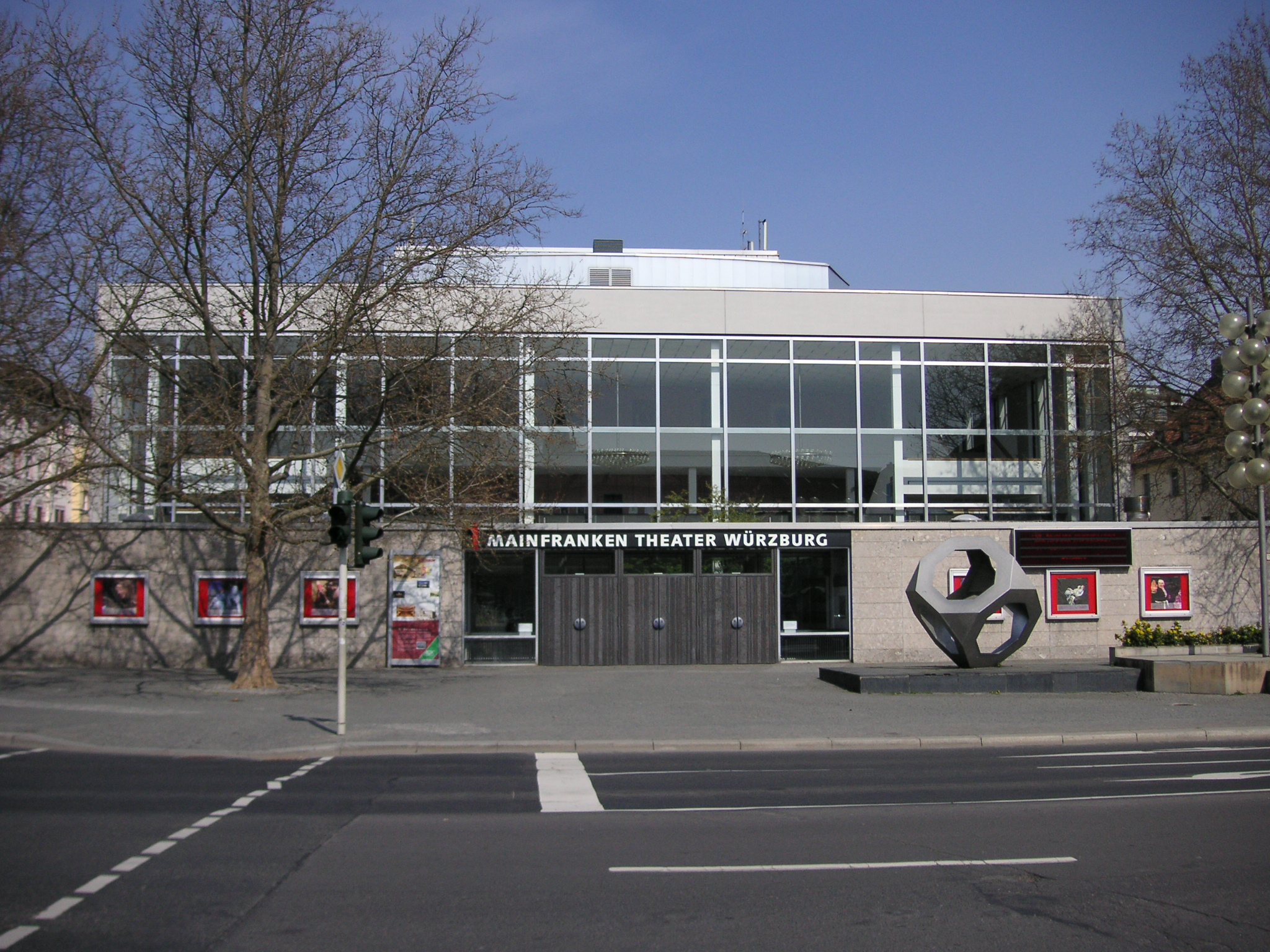
Mainfranken Theater Würzburg

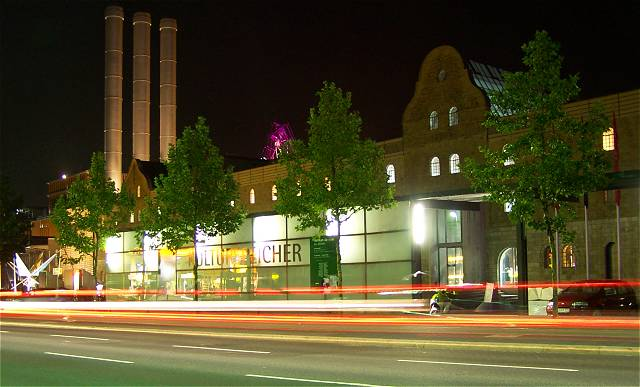
Kulturspeicher Würzburg

Das Mainfranken Theater (1804 gegründet und eröffnet) besitzt als Dreispartenhaus ein Schauspiel-, ein Musiktheater- und ein Ballettensemble sowie ein Philharmonisches Orchester. Diesen stehen mit dem „Großen Haus“ (738 Plätze), dem 2023 eröffneten „Kleinen Haus“ (330 Plätze) und der der Öffentlichkeit gelegentlich zugänglichen „Probebühne“ (125 Plätze) drei Auftrittsorte zur Verfügung, die im Gebäude des Mainfrankentheaters in der Würzburger Altstadt liegen. Außerdem gibt das dem Mainfranken Theater zugehörige Philharmonische Orchester Würzburg regelmäßig Sinfonie- als auch in kleineren Formationen Kammerkonzerte.
Im Kulturspeicher, einem ehemaligen Hafengebäude am Rande der Altstadt, sind neben einem Museum das „Bockshorn“ und der „tanzSpeicher“ zu finden. Ersteres hat sich vor allem den Bereichen Kabarett, Chanson und Musik verschrieben, wobei sich die meisten der hier auftretenden Künstler schon zuvor durch Fernsehauftritte oder diverse Auszeichnungen einen Bekanntheitsgrad erarbeitet haben. Der tanzSpeicher dient als Veranstaltungsort sowohl für externe Tanzvorführungen als für Auftritte des eigenen Ensembles.
Das Theater Chambinzky liegt im Frauenland und präsentiert als Boulevardtheater vor allem Komödien, manchmal Volksstücke, Krimis und Musicals, in eigenen Produktionen. Für diese Zwecke stehen eine große und eine kleine Bühne zur Verfügung. Darüber hinaus ist das „Chambinzky“ seit der Gründung 1983 eine Musikkneipe.
Die Theaterwerkstatt, gegründet 1981, zeigt literarisch-politisches und zeitgenössisches Theater sowie moderne Klassik-Inszenierungen. zwischen 1985 und 2013 war das Theater bekannt unter dem Namen „Werkstattbühne“ Die Bühne war in ihrer Zeit als Werkstattbühne stark politisch ausgerichtet und wollte „dem korrupten Zeitgeist Paroli bieten“.
Dem Experimentaltheater haben sich sowohl das Theater am Neunerplatz als das Theater Ensemble Würzburg verschrieben, wobei beide daneben noch einige andere Sparten bieten: Das Theater am Neunerplatz, in der Zellerau gelegen, präsentiert außerdem politische und satirische Stücke sowie Kindertheater. Das „theater ensemble“ befindet sich ebenfalls in der Zellerau und widmet sich ferner dem Absurden Theater, Dramen und Komödien und bietet außerdem Theaterkurse für jedermann an.
Würzburg besitzt eine Vielzahl weiterer Bühnen, die sich mit den verschiedensten Sparten des Theaters beschäftigen. Im Einzelnen sind dies das Kinder- und Jugendtheater „Spielberg“, die „Werkstattbühne“, das „Plastische Theater Hobbit“, das „Würzburger Kasperhaus“, das Tanztheater „blackboX“, das Theater „Augenblick“ der Mainfränkischen Werkstätten und der „Kunstkeller Würzburg“.
Zudem hat Würzburg eine Vielzahl von Improvisationstheater-Gruppen, darunter mit den Würzburger Beutelboxern eine der ältesten Gruppen Deutschlands (seit 1990), sowie „Der Kaktus“ (ehem. „Die Kaktussen“), der unter anderem das jährliche Würzburger Improtheaterfestival veranstaltet.
Würzburgs erste Lichtspielvorführungen erfolgten im Oktober 1896 durch den „Edison-Salon“, einem mobilen Kinematographen, der in der Ebracher Gasse im ehemaligen Domherrenhof Kalb aufgestellt wurde. Das erste feste Lichtspieltheater Würzburgs hatte 1913 eröffnet und trug den Namen Luitpold-Lichtspiele.

### Museen und Galerien
- Das Museum für Franken (früher Mainfränkisches Museum, 1939 hervorgegangen aus dem 1913 in der Maxstraße eingerichteten Luitpoldmuseum[236]) auf der Festung Marienberg beherbergt in 45 Räumen eine Sammlung fränkischer Kunstwerke, darunter die größte Sammlung von Skulpturen und Arbeiten von Bildhauer Tilman Riemenschneider, aus seiner Werkstatt und von seinen Schülern. Darunter sind die Sandsteinfiguren der Marienkapelle. Weiter werden gezeigt Gemälde von Lucas Cranach und Giovanni Battista Tiepolo, Grabdenkmäler, Fayencen, eine vorgeschichtliche Sammlung mit Steinpfeilern, Rüstungen, Zeugnisse der Römerzeit, Zeugnisse fränkischer Weinkultur sowie Sammlungen zur Volkskunde.
- Das Martin-von-Wagner-Museum der Universität befindet sich im Südflügel der Residenz und umfasst die Antikenabteilung, die Gemäldegalerie und die Graphische Sammlung. Die Antikenabteilung beherbergt unter anderem eine große und bedeutende Sammlung[237] von griechischen und etruskischen Vasen, Korkmodelle italienischer antiker Bauwerke und Mumien-Sarkophage.
- Das Museum am Dom stellt etwa 300 Bilder und Plastiken aus einem Jahrtausend aus. Christliche Themen, die durch moderne und zeitgenössische Künstler dargestellt wurden (Ernst Barlach, Joseph Beuys, Willi Dirx, Otto Dix, Dina Draeger, Lars Käker, Käthe Kollwitz, Wolfgang Mattheuer, Werner Tübke, Andy Warhol), werden direkt der Themenbehandlung durch alte Meister gegenübergestellt (unter anderen Tilman Riemenschneider, Georg Anton Urlaub, Johann Peter Wagner, Johann Zick)
- Das 2002 eröffnete[77] Museum im Kulturspeicher am Alten Hafen verfügt über 3.500 m² Ausstellungsfläche für die Kunst vom 19. Jahrhundert bis zur Gegenwart. Unter einem Dach präsentiert es die städtische Sammlung (ehemals Städtische Galerie), unter anderem mit Werken von Stephan Balkenhol, Carl Grossberg, Magdalena Jetelová, Camill Leberer, Wilhelm Leibl, Hans Purrmann, Emy Roeder und Max Slevogt und die Sammlung Peter C. Ruppert, Konkrete Kunst in Europa nach 1945, unter anderem mit Werken von Josef Albers, Hans Arp, Max Bill, Anthony Caro, Günter Fruhtrunk, Auguste Herbin, Richard Paul Lohse, Bridget Riley und Victor Vasarely. In der Städtischen Sammlung im zweiten Obergeschoss befinden sich Bilder von Würzburg vor der Bombardierung, darunter von Erich Heckel der Blick auf die Veste Marienberg. Ein kontinuierliches Programm an Sonderausstellungen begleitet beide Sammlungen im Museum im Kulturspeicher, das im Jahr 2005 den Bayerischen Museumspreis der Versicherungskammer Bayern erhielt.
- Die benachbarte BBK-Galerie im Kulturspeicher beherbergt den BBK Unterfranken. Sie zeigt in ihren Räumlichkeiten sowie im angegliederten Künstlerhaus mit Druckwerkstatt jährlich etwa acht Wechselausstellungen zeitgenössischer Kunst. Der Schwerpunkt liegt dabei auf Künstlern aus der Region Unterfranken, wobei aber auch überregionale und internationale Positionen gezeigt werden.[238][239]
- Hofspitalkirche „Spitäle“ – in der spätgotischen 1789 umgebauten Kapelle des ehemaligen Hofspitals befindet sich die Galerie Spitäle mit Wechselausstellungen zeitgenössischer Künstler
- Kunstschiff „Arte Noah“ – Wechselausstellungen zeitgenössischer Künstler

### Chöre
Bekannte Chöre sind der Bachchor Würzburg, der Monteverdichor Würzburg (1. Preisträger beim Bayerischen und beim Deutschen Chorwettbewerb), der Oratorienchor Würzburg und der Chor der Akademisch-Musikalischen Verbindung Würzburg. Die Chöre der Würzburger Dommusik umfassen die Würzburger Domsingknaben, den Kammerchor, die Jugendkantorei und die Mädchenkantorei am Würzburger Dom. Der Würzburger Domchor gehört zu den ältesten und traditionsreichsten Chören Würzburgs. Seine Wurzeln gehen bis ins Jahr 1821 zurück. In der Reihe der kirchlichen Chöre ist die Cappella Herbipolensis – Chor der Hofkirche der Residenz zu nennen. Der Kammerchor cappella vocale würzburg besteht seit 1997. Der Chor New Future wurde 1993 mit überwiegend jungen Sängern gegründet. Im Mai 2017 gegründet stellt der Würzburger Kneipenchor den jüngsten Chor Würzburgs dar.

### Alternative Rockmusikszenen
Mit den Musikinitiativen FreakShow Würzburg und Psychedelic Network verfügt Würzburg über zwei alternative Rockmusikszenen, die innerhalb der durch sie präsentierten Genres – Progressive Rock bei FreakShow, Psychedelic-/Space Rock bei Psychedelic Network – zu den wichtigsten Veranstaltungen in Deutschland gezählt werden können. Dies wird insbesondere von den Festivals der beiden Musikinitiativen unterlegt, deren weitläufige Bedeutung durch eine oftmals internationale Interpretenauswahl und eine stark überregional geprägte Besucherzusammensetzung gekennzeichnet ist.
Auch als Metal-Stadt ist Würzburg überregional bekannt. Festivals wie das Hammer of Doom oder das Metal Assault finden regelmäßig in der Posthalle statt.

### Fränkische Mundart
Die fränkische bzw. unterfränkische Mundart wird in Würzburg gesprochen und meist verstanden. In der Närrischen Weinprob, die im Januar zu Beginn der Fastnachtszeit im Staatlichen Hofkeller unter der Würzburger Residenz stattfindet, werden kritische Beiträge zum Jahresgeschehen in allen fränkischen Mundarten vorgetragen. Diese mundartliche Sitzung wird im Dritten Programm des Bayerischen Fernsehens übertragen.

### Erinnerungskultur
Die Bombardierung der Stadt Würzburg am 16. März 1945 hat sich tief in das kollektive Gedächtnis der Stadt eingegraben und wird regelmäßig zum Jahrestag in den Medien der Stadt thematisiert. Ein öffentlich zugänglicher Gedenkraum im Grafeneckart am Rathaus enthält ein Modell der zerstörten Stadt und eine Hülse einer britischen Fliegerbombe.
In Würzburg erinnern seit Juli 2006 Stolpersteine an Opfer aus der nationalsozialistischen Zeit, zum Beispiel vor dem 1956 errichteten Kaufhof-Neubau der in der Schönbornstraße an die früheren Eigentümer des seit etwa 1900 auf demselben Grundstück gestandenen, 1898 von Siegmund Ruschkewitz gegründeten Warenhauses Ruschkewitz sowie vor der Kiliansgruft an den katholischen Pfarrer Georg Häfner, der für seine Überzeugung einstand und am 15. Mai 2011 seliggesprochen wurde.
→ Artikel: Liste der Stolpersteine in Würzburg
Neben den Gedenkorten zu jüdischem Leben erinnert ein Gedenkstein am Geschwister-Scholl-Platz / Ottostraße an die christlichen Widerstandskämpfer Hans und Sophie Scholl, die 1943 ermordet wurden. Im Gewerbegebiet von Heuchelhof halten mehrere Straßennamen die Erinnerung an Verfolgte und Opfer der nationalsozialistischen Gewaltherrschaft aufrecht. In Heidingsfeld erinnert der Herta-Mannheimer-Weg an die jüdische SPD-Stadträtin Herta Mannheimer, die im KZ Auschwitz ermordet wurde.
Der katholische Apotheker und Pfadfindergruppenleiter in Würzburg und Pforzheim Fred Joseph (1911–1943) wurde im Zusammenhang mit der Verwendung von Pfadfinderabzeichen inhaftiert, nach seiner Entlassung erneut von der Gestapo in Würzburg verhaftet und in das KZ Auschwitz überstellt. Joseph starb am 21. Januar 1943 in Auschwitz angeblich an Rippenfellentzündung. Er führte – als „Halbjude“ diffamiert – trotz Verbots die Pfadfinderarbeit in der „Gemeinschaft St. Georg“ weiter. Nach ihm nennt sich heute ein Stamm der St.-Georgs-Pfadfinder im Stadtteil Sanderau.

### Festivals
Das Würzburger Mozartfest ist das älteste Mozart-Festival Deutschlands und findet seit 1922 während der Sommermonate in der Würzburger Residenz statt. Es zählt heute mit zirka 50 Einzelkonzerten neben den Salzburger Festspielen zu den renommiertesten Festivals für klassische Musik im deutschsprachigen Raum. Jedes Jahr kommen bis zu 30.000 Besucher zu den Veranstaltungen, die in dem historischen Gebäude der Residenz, im Hofgarten und in benachbarten Orten stattfinden.
1974 wurde das Internationale Filmwochenende Würzburg gegründet. Die Veranstaltung findet jährlich zu Beginn des Jahres statt. Unter den Festival-Mitbegründern befanden sich unter anderem Georg Förster, Almut Kircher oder Dokumentarfilmer Norbert Westenrieder von der Filminitiative.
Das „Africa Festival“ ist eine Veranstaltung zur Kultur und Musik des afrikanischen Kontinents. Es wurde 1989 vom Würzburger Afro Projekt, einer Arbeitsgemeinschaft zur Förderung afrikanischer Kultur in Deutschland, ins Leben gerufen. Das Africa Festival gilt derzeit  als das größte Festival dieser Thematik in Europa und wird durch das Bayerische Kulturministerium und das Auswärtige Amt gefördert.
Das Flamencofestival besteht seit dem Jahr 2003. Auf der jährlich stattfindenden Veranstaltung treten regionale und internationale Flamenco-Tänzer und -Musiker auf.

### Nachtleben
Als Studentenstadt besitzt Würzburg ein vielfältiges Nachtleben mit einigen Diskotheken, Clubs, Bars, Kneipen und anderen gastronomischen Betrieben.
Weit über den fränkischen Raum hinaus bekannt ist in Würzburg die Diskothek Airport, eine der ältesten Großraumdiskotheken Deutschlands, die im Oktober 1983 eröffnet wurde.
An nicht-kommerziellen Nachtangeboten sind städtische Einrichtungen wie die Jugendeinrichtungen „Cairo“, der „Bechtolsheimer Hof“ (kurz: B-Hof), die Kellerperle sowie das in evangelischer Trägerschaft befindliche „Immerhin“ erwähnenswert.

### Regelmäßige Veranstaltungen
Die Auflistung enthält regelmäßig stattfindende Veranstaltungen.
- Februar: Würzburger Fasching
- März: Frühjahrsmesse und -volksfest, Gedächtnis- /Hoffnungslauf
- März/April: Internationales Filmwochenende Würzburg
- April: Residenzlauf
- Mai: Africa Festival, Würzburger Stadtmarathon, Barockfeste
- Mai/Juni: Würzburger Weindorf
- Juni: Umsonst und Draußen
- Juni/Juli: Mozart-Fest, Christopher Street Day, Hofgarten-Weinfest
- Juli: Festungsflimmern – Open-Air-Kino, Kiliani-Volksfest
- Juli/August: Würzburger Hafensommer
- August/September: Weinparade am Marktplatz
- September: Straßenmusikfestival, Stadtfest und Theaterfest, Mainfranken-Messe (alle zwei Jahre)
- Oktober: Würzburger Improtheaterfestival, Würzburger Jazz-Festival, Mantelsonntag
- Oktober/November: Würzburger Kabarett-Tage, Literarischer Herbst, Allerheiligenmesse
- November: Honky Tonk Musikfestival, Lichterglanz, Würzburger Wirtschaftssymposium, Würzburger Bachtage
- Dezember: Weihnachtsmarkt

## Bibliotheken und Archive

### Bibliotheken
- Universitätsbibliothek Würzburg.
- Bibliothek der Hochschule für angewandte Wissenschaften Würzburg-Schweinfurt.
- Institut für Hochschulkunde.
- Stadtbücherei Würzburg. Öffentliches Bibliothekssystem mit Zentralbücherei im Falkenhaus am Marktplatz – bekannt durch seine Rokoko-Stuckfassade; Zweigstellen in den Stadtteilen Heidingsfeld, Heuchelhof, Lengfeld, Hubland und Versbach.

### Archive
- Das Staatsarchiv Würzburg ist für den Regierungsbezirk Unterfranken zuständig und verwahrt rund 21.350 lfd. Meter Akten zur Geschichte des Regierungsbezirks und der auf dessen Gebiet liegenden ehemaligen Territorien.
- Das Stadtarchiv Würzburg (untergebracht in einem 1716 erbauten Wohnhaus mit einer wohl von dem Domkapitelsbaumeister Georg Bayer geschaffenen überreichen Fassade in der Neubaustraße 14[255]) verwahrt die Urkunden- und Aktenüberlieferung der städtischen Dienststellen, das Archiv des Bürgerspitals, das Archiv der Stadt Heidingsfeld und die Archive der eingemeindeten Orte sowie etwa 90 Nachlässe von Würzburger Persönlichkeiten und eine umfangreiche Foto-, Plakat- und Kartensammlung.
- Das Diözesanarchiv in der Domerschulstraße verwahrt die Schriftgutüberlieferung des alten und des 1821 geschaffenen neuen Bistums Würzburg sowie Sondersammlungen und etwa 250 Nachlässe und personenbezogene Sammlungen. Es wurde bereits 1339 erwähnt und befand sich damals auf der Marienburg. Heute umfasst es Urkunden, Matrikelbücher der Pfarreien und Schriftverkehr der Dekanate. Etwa ein Drittel der ursprünglichen Bestände ist noch erhalten. Die Einbußen im Bestand rühren von den Auswirkungen der Reformation, der Säkularisation und der Bombardierung im Zweiten Weltkrieg her.[256]
- Das Universitätsarchiv verwahrt die Überlieferung der Bayerischen Julius-Maximilians-Universität.
- Bis 2005 befand sich das Archiv der ehemaligen Reichsstudentenführung und des ehemaligen Nationalsozialistischen Deutschen Studentenbundes (NSDStB) als Depositum im Staatsarchiv Würzburg und wurde von dort aus betreut. Es befindet sich jetzt als Leihgabe im Bundesarchiv Berlin.
- Das 1987 eröffnete Dokumentationszentrum für jüdische Geschichte ist die zentrale Auskunftsstelle für jüdische Geschichte in der Region.

## Persönlichkeiten

### Ehrenbürger
Liste der Ehrenbürger von Würzburg
Der bekannteste Ehrenbürger der Stadt war neben Adolf Hitler der Physiker Wilhelm Conrad Röntgen, der für seine Entdeckung der Röntgenstrahlen 1901 den ersten Nobelpreis für Physik erhielt. Weitere bekannte Ehrenbürger wurden Albert von Koelliker, Paul von Hindenburg und Josef Schuster (Zentralratspräsident).

### Galerie

#### Söhne und Töchter der Stadt
Siehe Hauptartikel In Würzburg geborene Persönlichkeiten

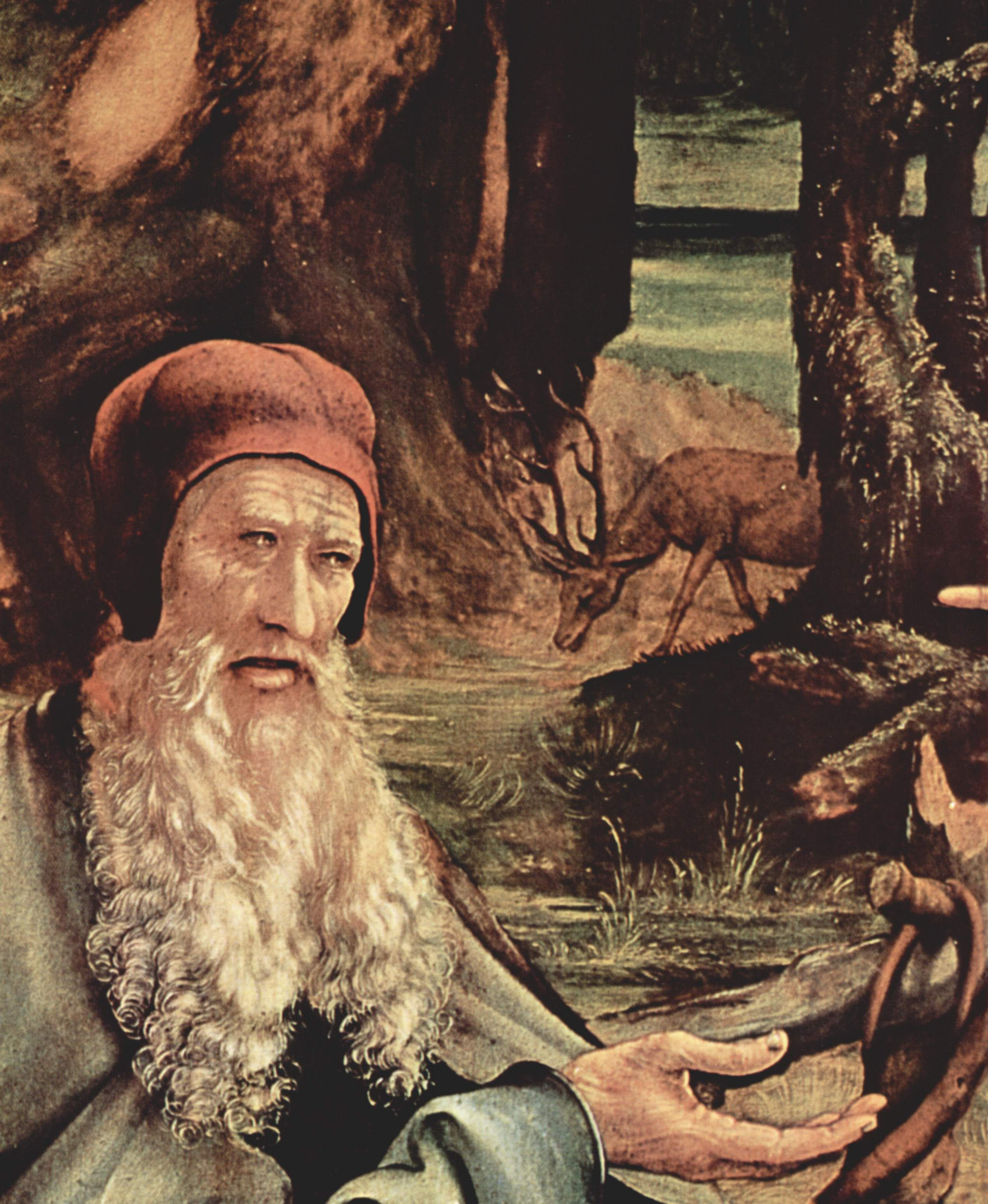
Matthias Grünewald; Maler und Grafiker
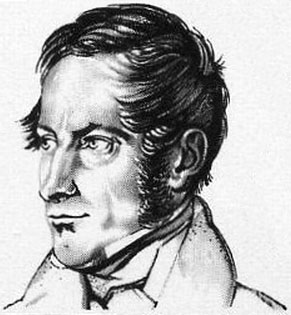
Philipp Franz von Siebold; Arzt und Japanforscher
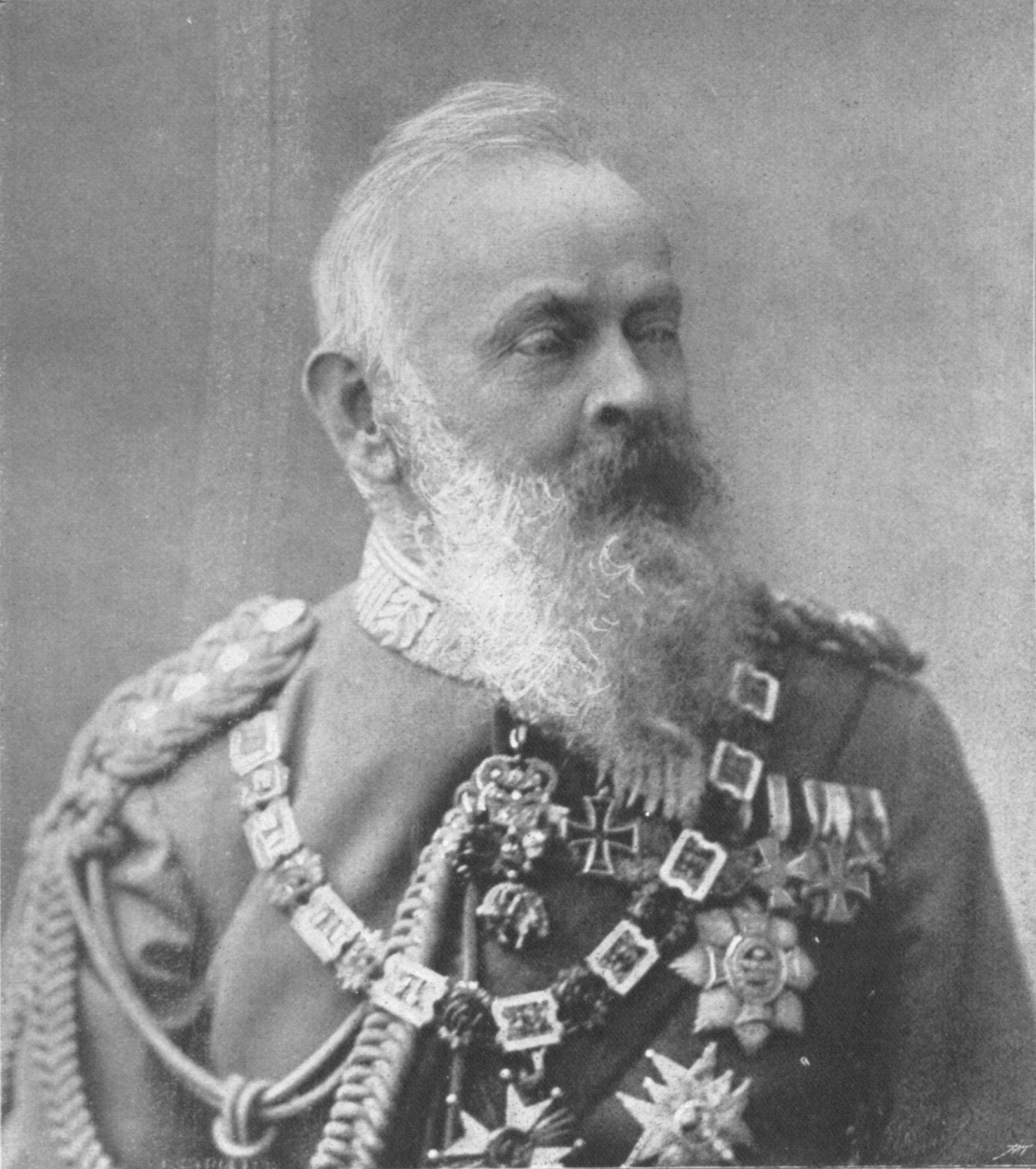
Luitpold von Bayern; Prinzregent von Bayern
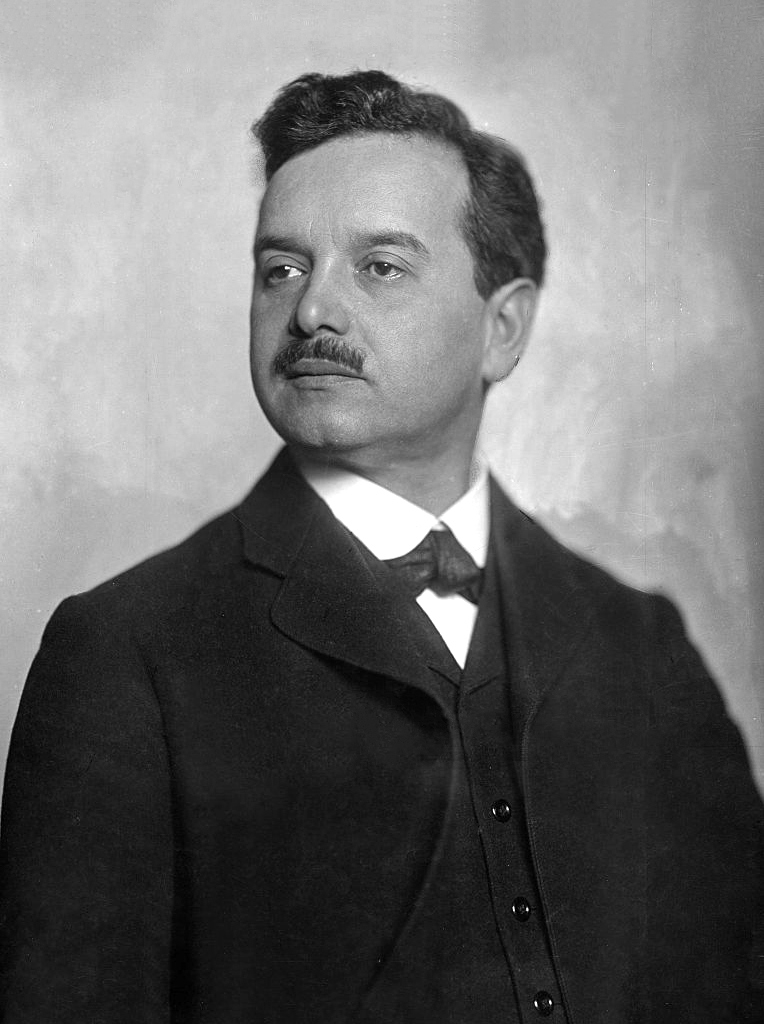
Max Dauthendey; Schriftsteller und Maler
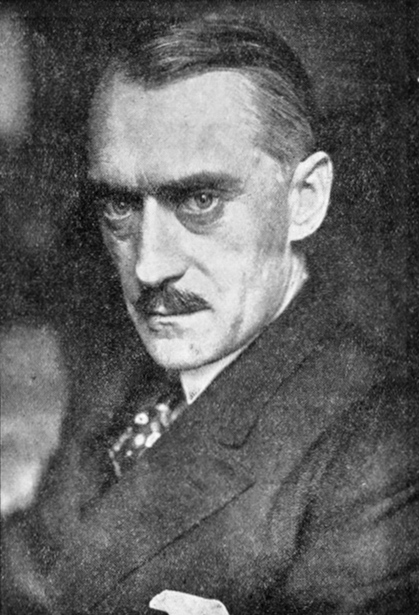
Leonhard Frank; Schriftsteller
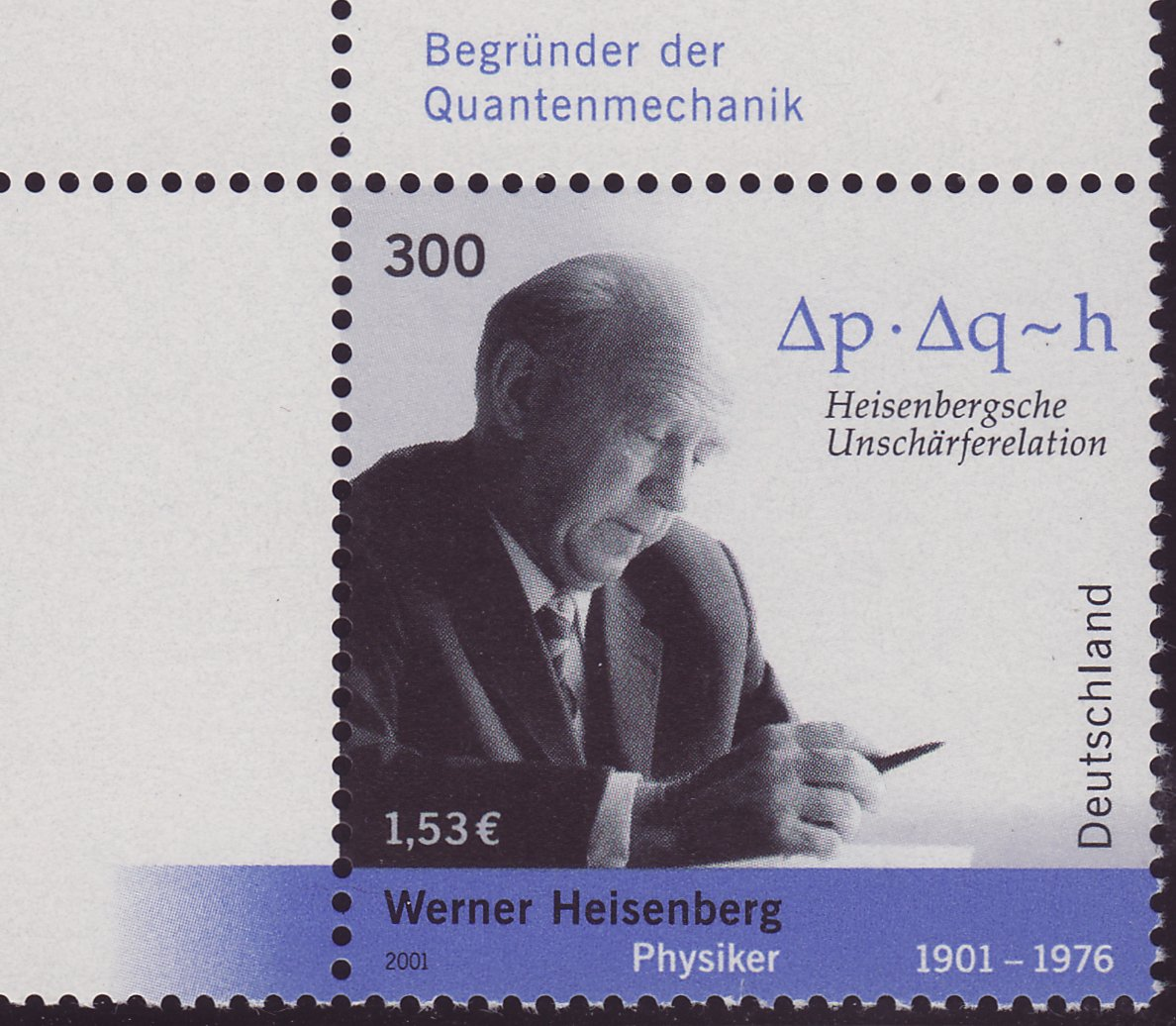
Werner Heisenberg; Physiker und Nobelpreisträger
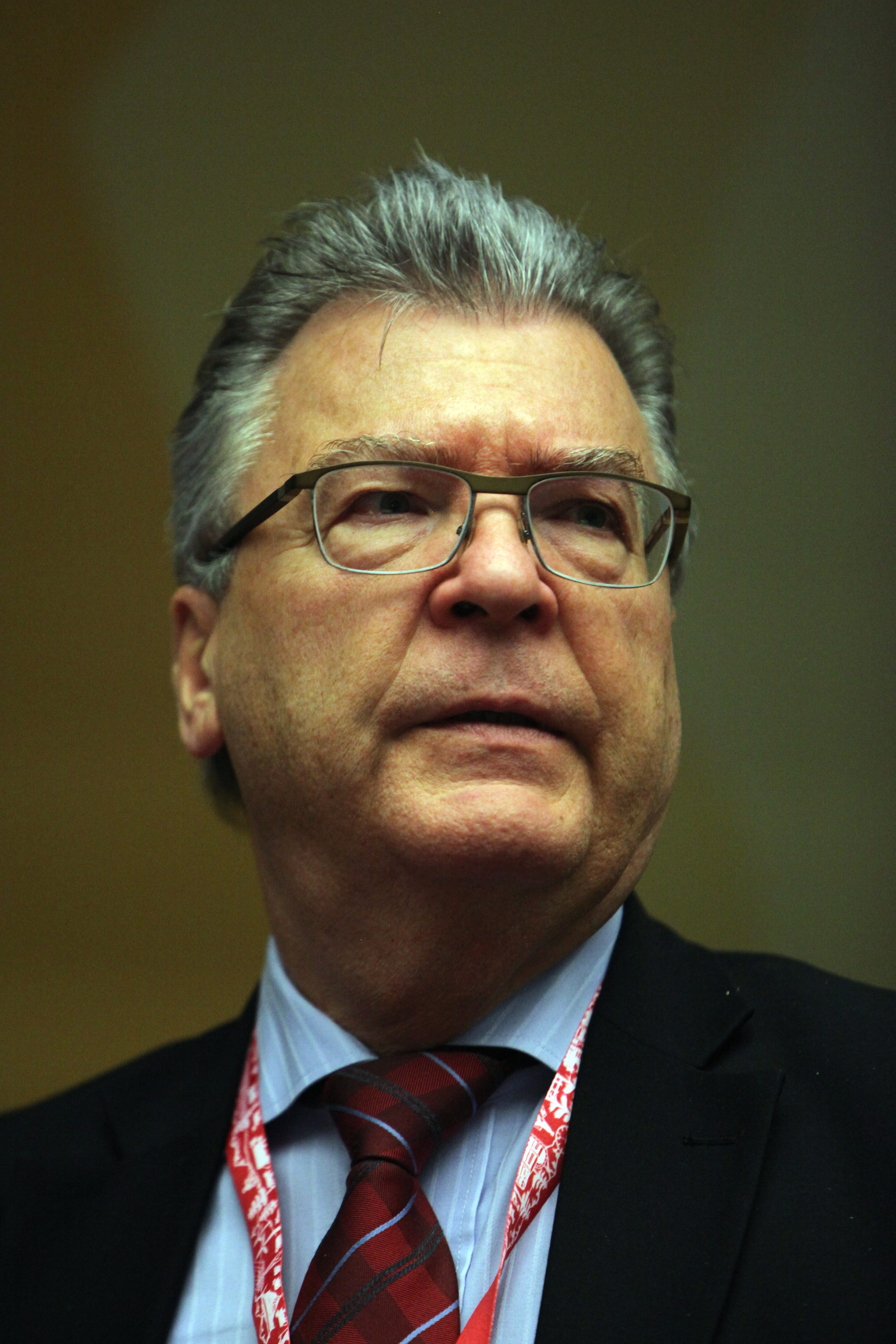
Rudolf Strohmeier; Beamter der Europäischen Union
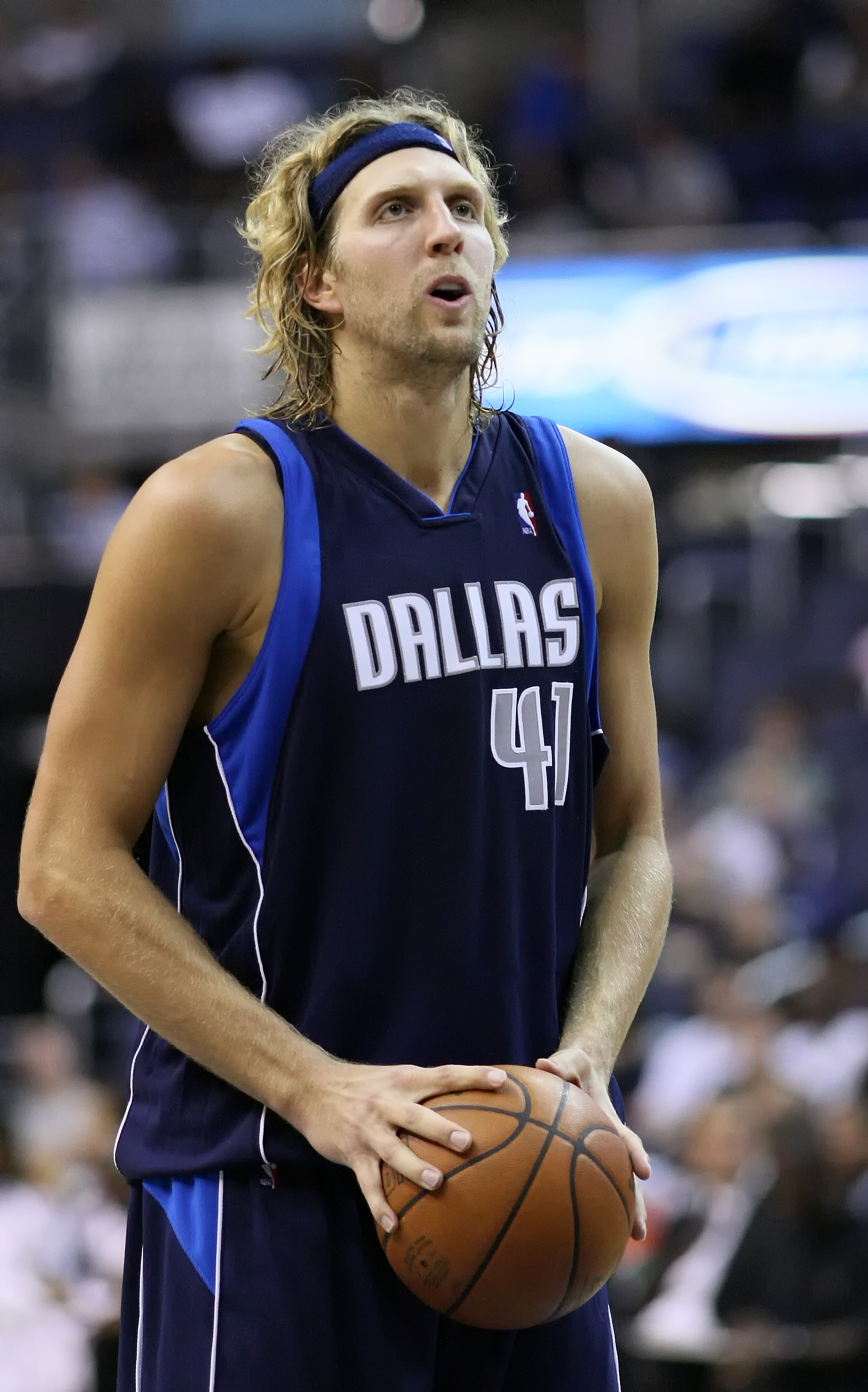
Dirk Nowitzki; Basketballspieler
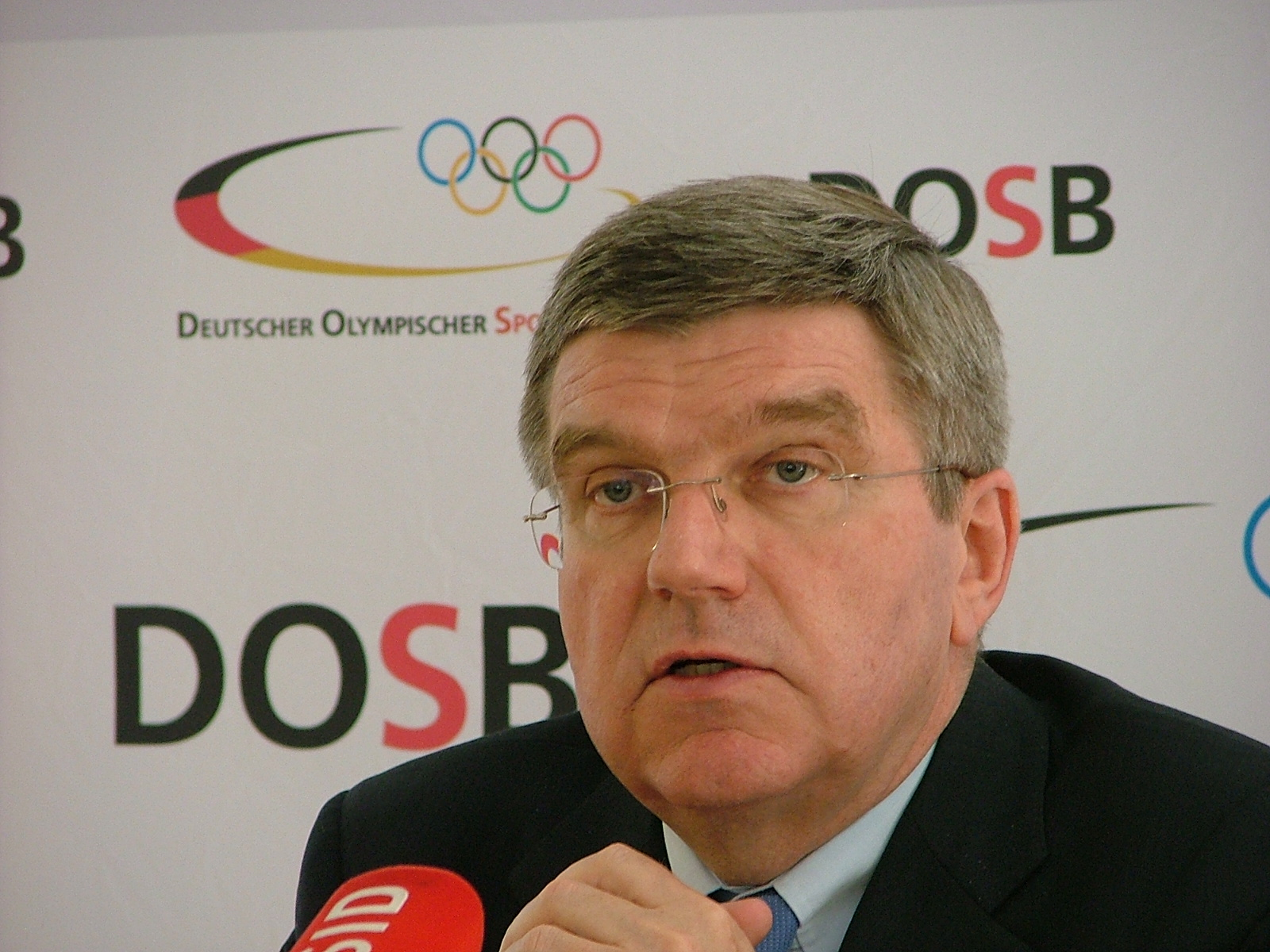
Thomas Bach; Jurist, Florettfechter und IOC-Präsident

#### In Würzburg wirkende Persönlichkeiten

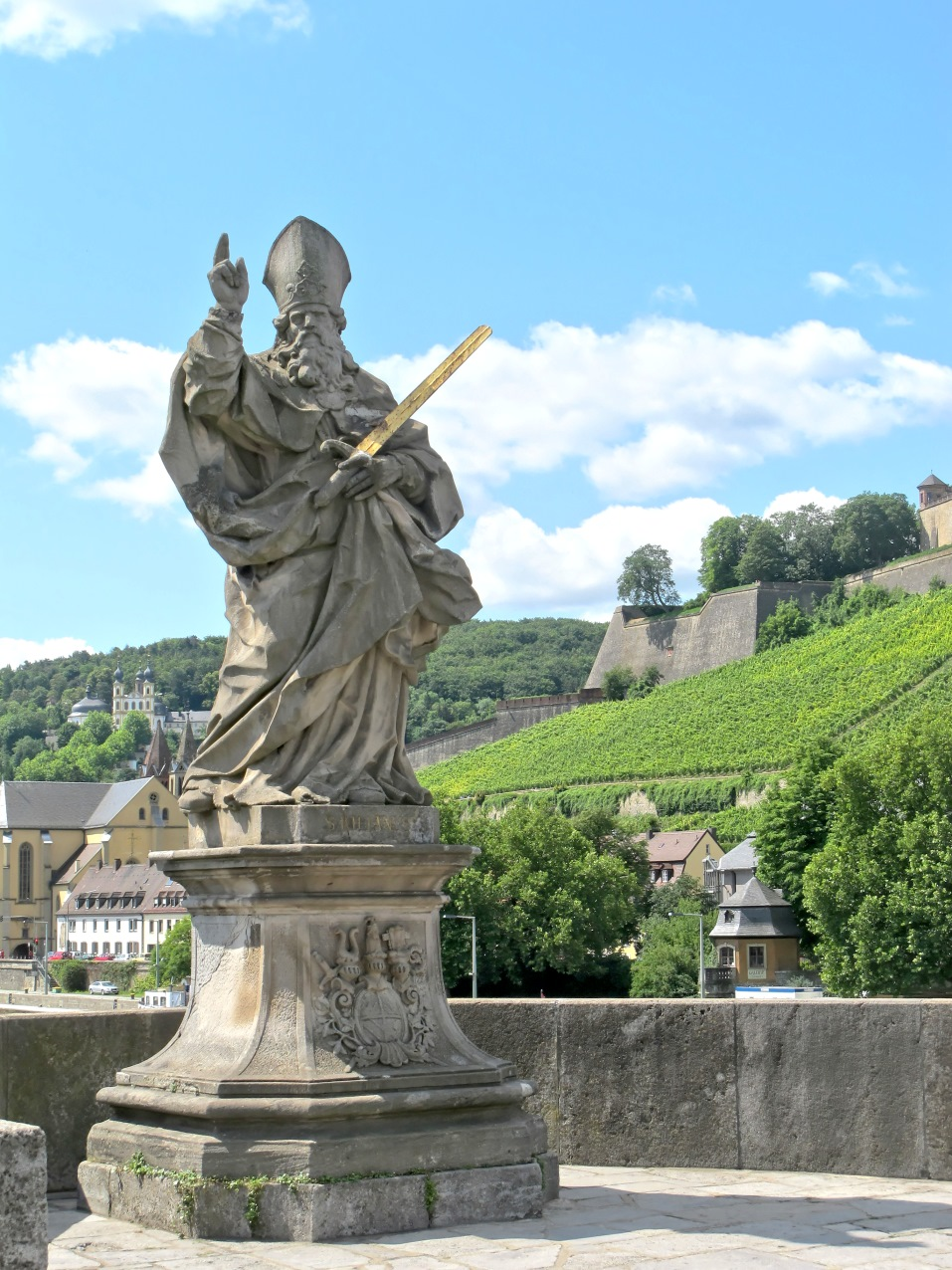
Heiliger Kilian
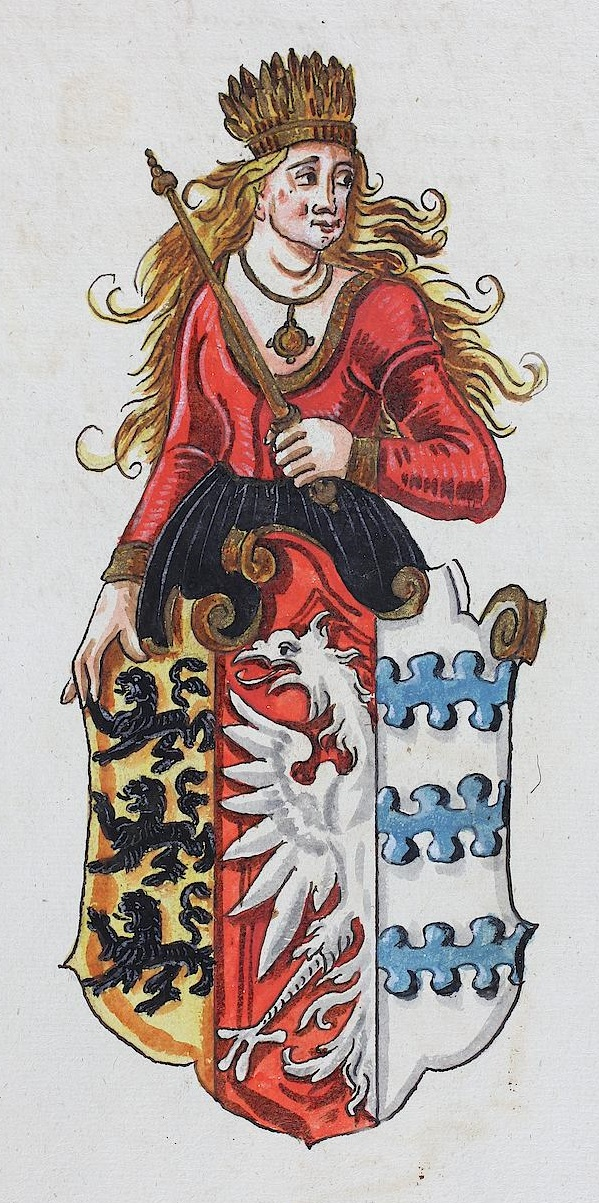
Beatrix von Burgund; Kaiserin
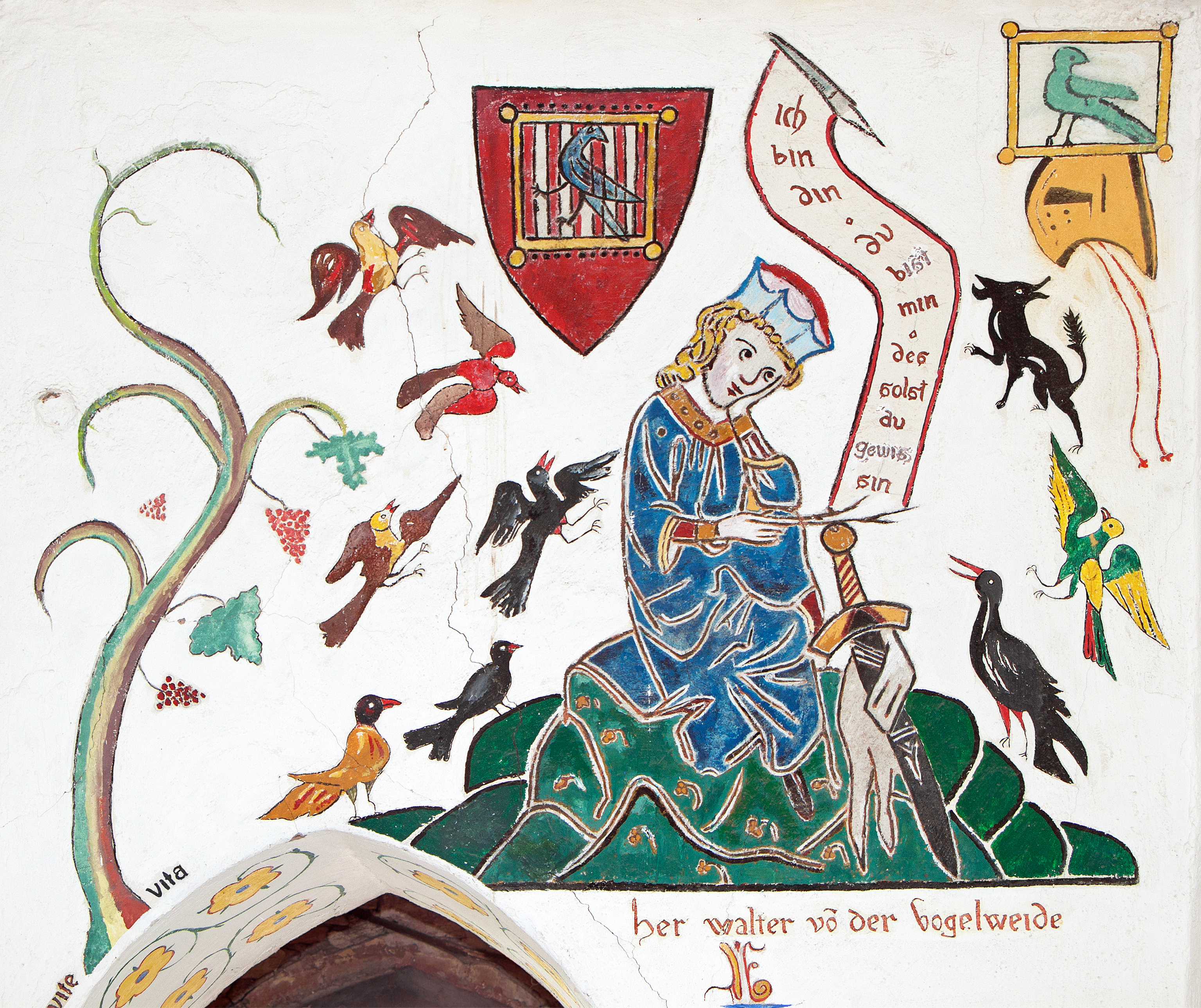
Walther von der Vogelweide; Minnesänger
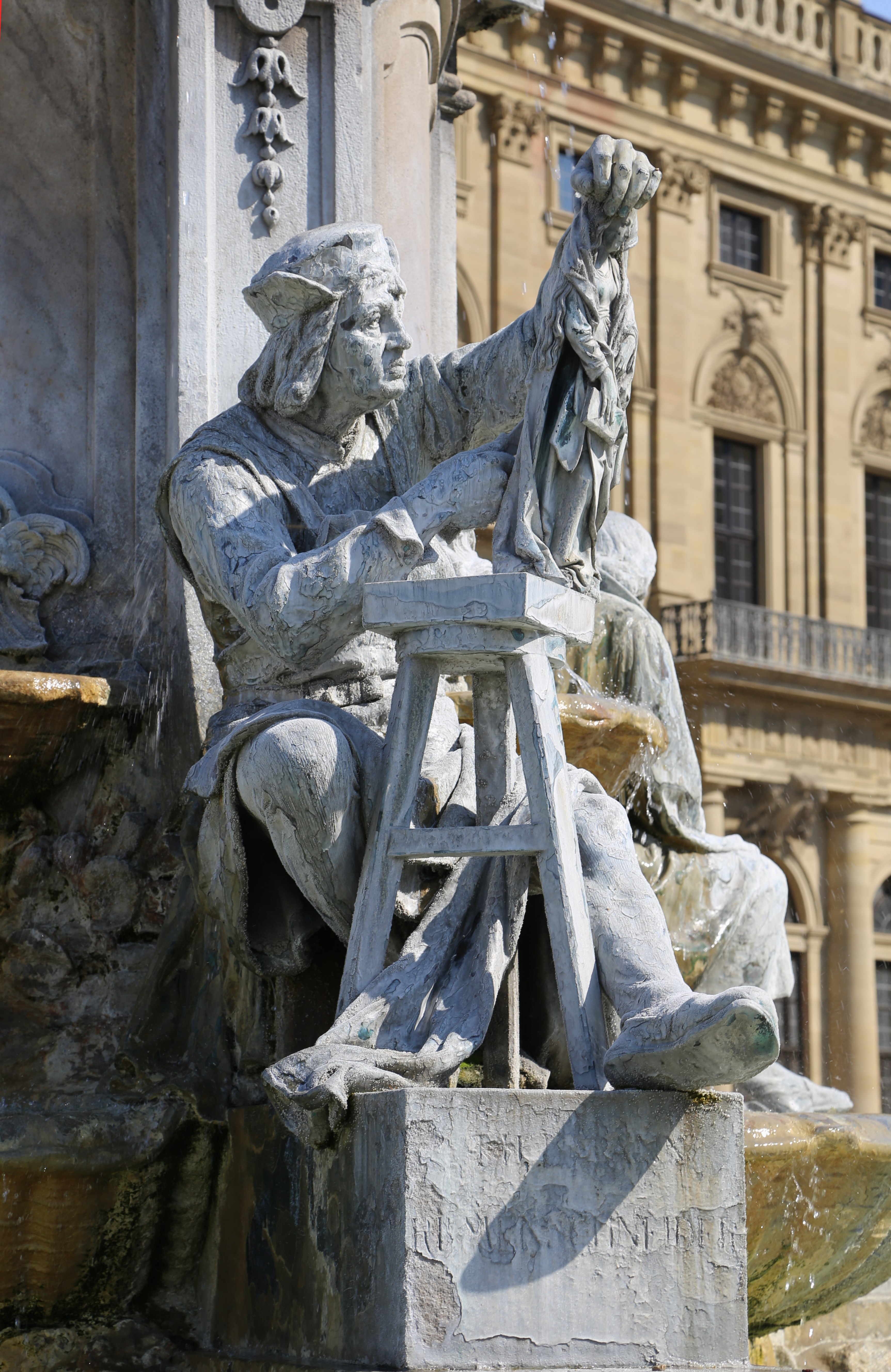
Tilman Riemenschneider; Bildhauer
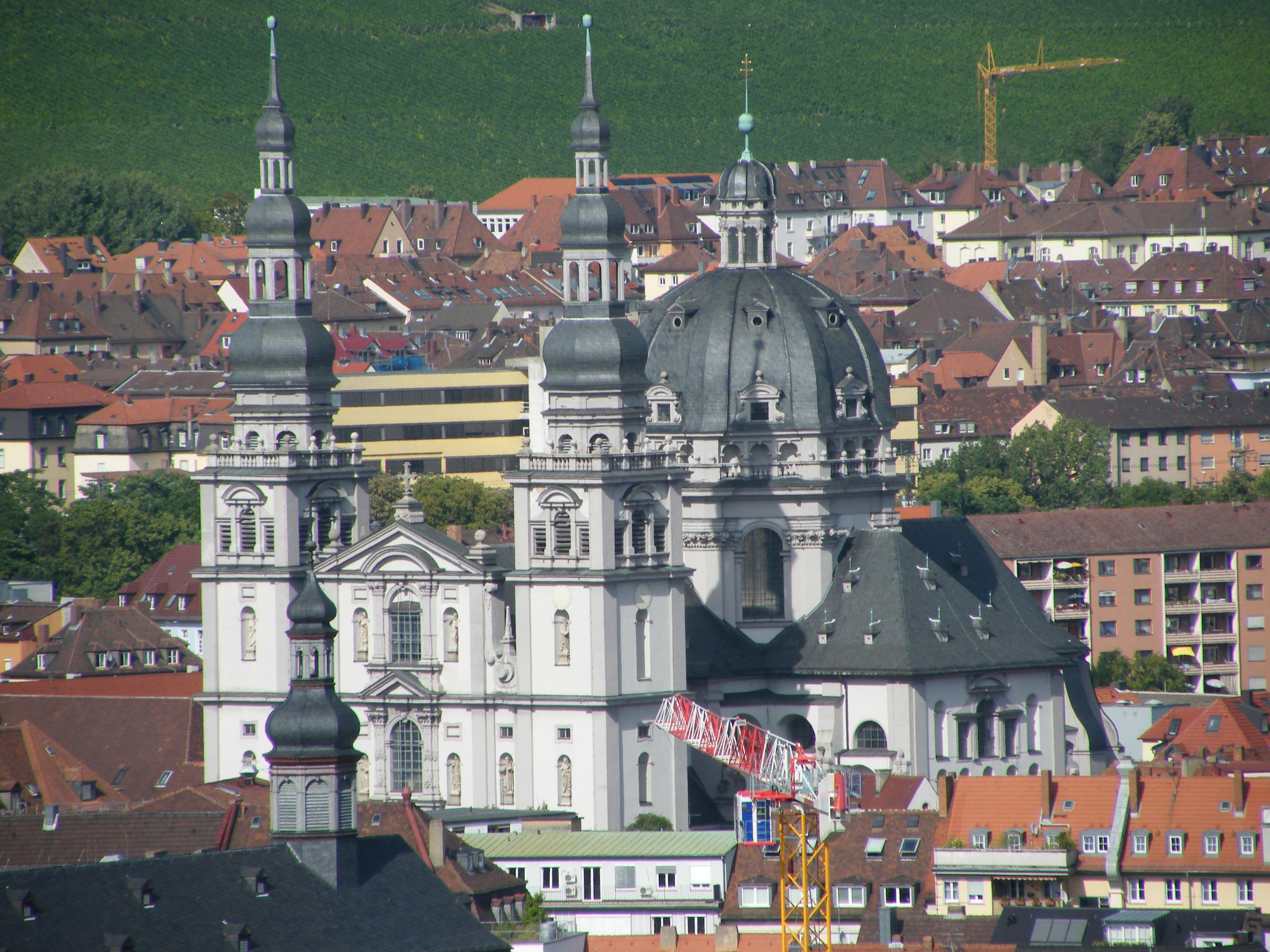
Antonio Petrini; Baumeister
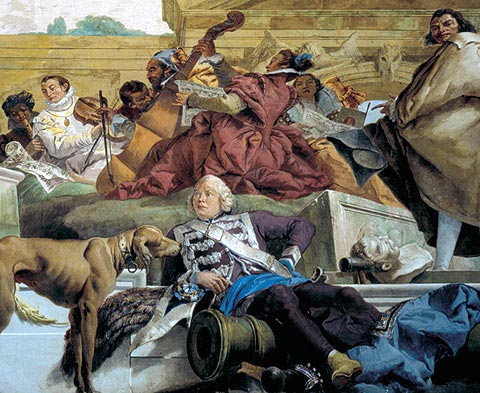
Balthasar Neumann; Baumeister
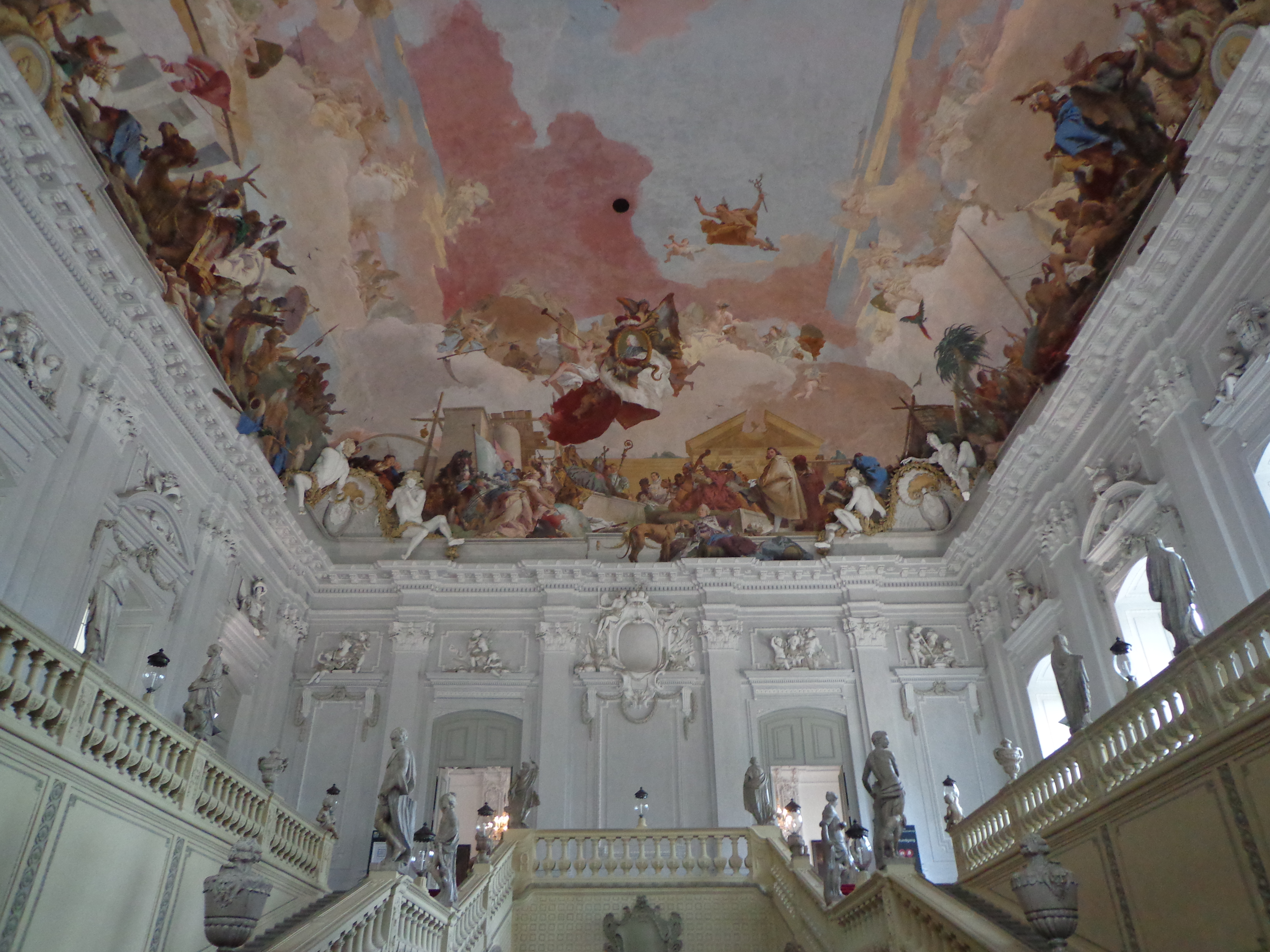
Giovanni Battista Tiepolo; Künstler
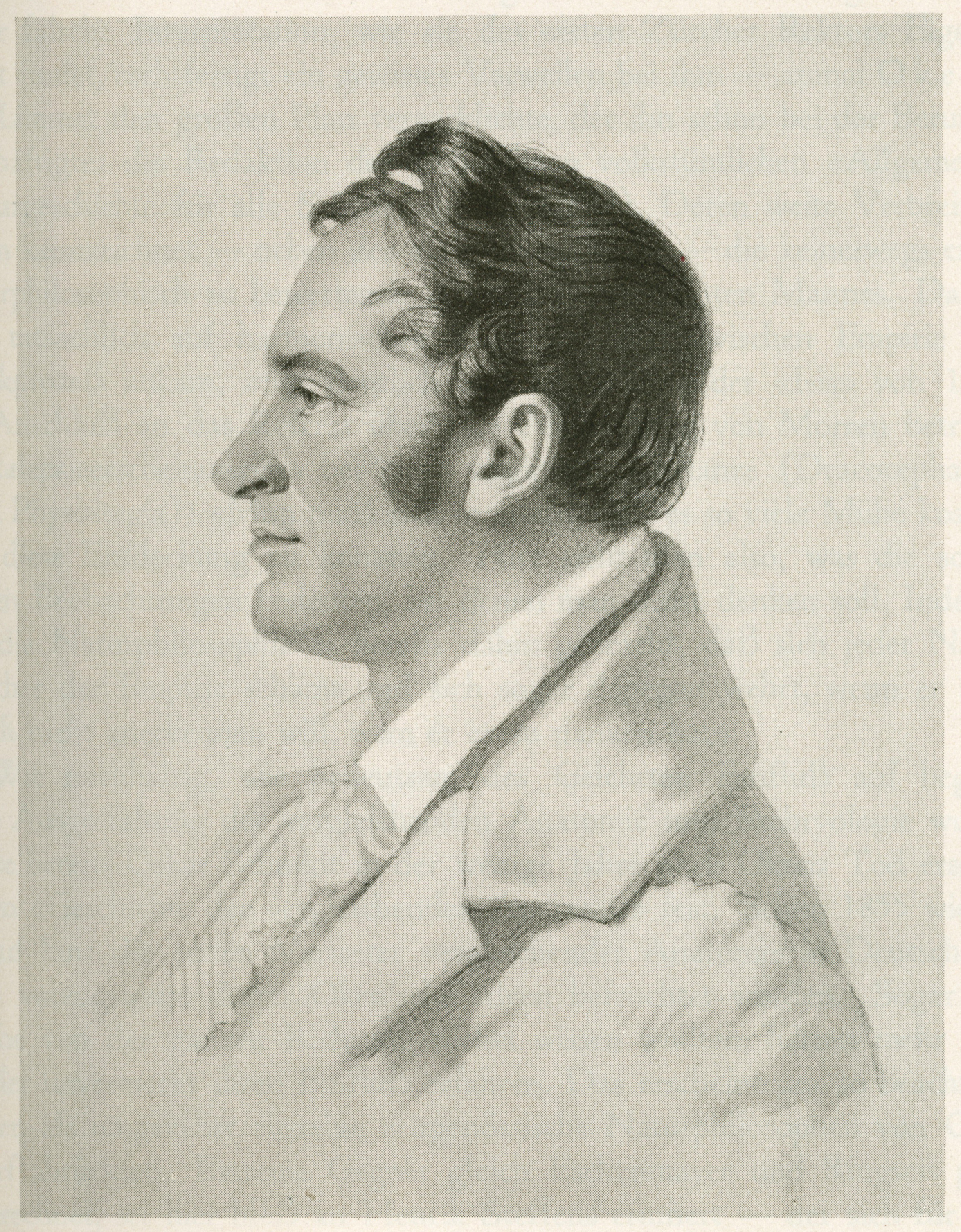
Johann Lukas Schönlein; Mediziner
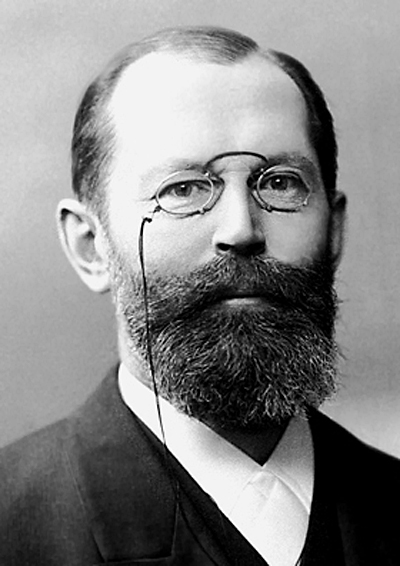
Emil Fischer; Chemiker und Nobelpreisträger

## Würzburg in Reiseberichten
Im Jahr 1779 berichtet Wolfgang Amadeus Mozart in einem Brief an seine Frau Constanze zu würzburg haben wir auch unseren theuern Mägen mit koffè gestärkt, eine schöne, prächtige Stadt.
Der 1917 in der Schweiz erschienene Band Poetenleben enthält einen launigen Bericht Robert Walsers über einen Aufenthalt in der Stadt. Darin wird unter anderem der Freizeitwert mainfränkischer Weinlokale in der Altstadt und einschlägiger Lokalitäten in den erwanderbaren Weinbergen um Würzburg herum lobend erwähnt. Auf seiner Reise von München nach Berlin hatte der junge Schweizer Poet im Sommer 1901 bei seinem Würzburger Freund, dem Dichter Max Dauthendey, einen achttägigen Unterwegshalt eingelegt.
Im 1927 veröffentlichten Reisebericht Das Wirtshaus im Spessart von Kurt Tucholsky (Pseudonym: Peter Panter) wird ein Ausflug mit Besuch auf der Festung Marienberg und Konsum des Steinweins erzählt.
Am 22. März 1928 besuchte Hermann Hesse die Bischofsstadt, was in seinem Roman Narziß und Goldmund Niederschlag fand. Konkreter schildert er seine Eindrücke 1928 in dem Prosatext Einst in Würzburg und in dem 1945 erschienenen Reisebericht Spaziergang in Würzburg.
Im Frühjahr 2008 berichtete der Schriftsteller Wladimir Kaminer im Monatsmagazin „Cicero“ in der Rubrik „Kaminers Reisen“ über einen Aufenthalt in Würzburg. Er beschrieb seine Wahrnehmungen rund um den Wahlkampf anlässlich der Kommunalwahl.

## Lokale Spezialitäten
Würzburg ist ein Zentrum des Frankenweins; auf dem Stadtgebiet befinden sich die bekannteste Frankenweinlage Würzburger Stein und die drei großen, traditionsreichen Weingüter mit jeweils saalartigen Weinstuben:
- der Staatliche Hofkeller Würzburg (staatlich, früher fürsteigen) am Residenzplatz 3
- das Juliusspital in der Klinikstraße 1
- das Bürgerspital zum Heiligen Geist in der Theaterstraße 19

Alle drei Weingüter bieten Führungen durch die Weinkeller und direkten Weinverkauf an.
Die Weinlagen (Einzellagen) sind neben dem Stein (85 ha) die Lagen Abtsleite im Süden (45 ha), Innere Leiste (südlich an die Festung Marienberg angrenzend – 10 ha), Kirchberg im Stadtteil Heidingsfeld (50 ha), Pfaffenberg im Norden (60 ha), Schlossberg (4,5 ha), die Ostlage unterhalb der Festung Marienberg, sowie Stein/Harfe nördlich (oberhalb des Hauptbahnhofs – 8 ha). Als Großlagenbezeichnung für Verschnittweine aus diesen Einzellagen fungiert etwas irreführend die Bezeichnung „Marienberg“, sie wird fast nie gebraucht. Der Greinberg (der zur Zeit der Hexenprozesse in Würzburg als Ort von Hexensabbaten galt) im Nordosten Würzburgs wurde im April 2013 vom Juliusspital-Weingut mit Silvanerreben bestockt. Die 4 ha tragen den Lagennamen Würzburger Festungsblick. Die Lese des Jungfernweins erfolgte 2016.
Eine weitere Besonderheit der Würzburger Trinkkultur sind die Bäcken, Weinstuben, in denen mitgebrachtes Essen verzehrt werden darf.
Seit den 1980er Jahren hat Würzburg seine eigene, von dem damaligen Bürgermeister Klaus Zeitler angeregte Bratwurst. Des Weiteren gelten Meefischli als Würzburger Spezialität, im Original in Öl frittierte Kleinfische (eine Art Verwertung von Beifang, in der Nachahmung in Butterteig gestaltetes Naschwerk).

## Beinamen und Mottos
Bemerkenswert sind die verschiedenen Beinamen oder Mottos, die Würzburg in den letzten Jahrzehnten hatte:
- 1969 wurde über einen Wettbewerb „Würzburg wirbt“ ein Slogan gesucht, welcher neue Gäste in die Stadt locken sollte. Aus über 2000 Einsendern wurde schließlich der Werbespruch des Zweitplatzierten Helmut Rademacher „Würzburg – Das Weinfaß an der Autobahn“ ausgewählt.[264] Dieses Motto wurde anschließend in großen Lettern auf hochkant gestellten Weinfassböden angebracht, die an allen Ausfallstraßen Würzburgs postiert wurden. Schnell wurde dieser Beiname von etlichen Reiseführern adaptiert und gab öfter Anlass für spöttische Bemerkungen.

- Mitte der 1970er Jahre wurden vom Amt für Öffentlichkeitsarbeit der Stadt noch weitere Slogans verwendet, u. a. „In Würzburg hat man Zeit zu leben“ oder „In Würzburg fängt der Süden an“.[265]

- Seit einigen Jahrzehnten nennt sich die Stadt „Europastadt Würzburg“ und verweist in diesem Zusammenhang auf die Verleihung des Europapreises durch den Europarat im Jahr 1973[266], welche wesentlich durch den SPD-Politiker und damaligen Vizepräsidenten der Parlamentarischen Versammlung des Europarates Hannsheinz Bauer ermöglicht wurde.

- Der 1986 aus Vertretern von Handel, Gastronomie und Dienstleistung gegründete Förderkreis Würzburg macht Spaß e. V., 2005 umbenannt in Stadtmarketing „Würzburg macht Spaß“ e. V., wirbt mit dem gleichnamigen Motto für seine Aktionen.

- Zur 600-Jahr-Feier der Universität Würzburg im Jahre 2002 erhielten alle Ortsschilder den Zusatz Universitätsstadt. Dieser Zusatz wurde zeitweise bei Durchsagen am Würzburger Hauptbahnhof verwendet.

- „Würzburg. Provinz auf Weltniveau“ lautet 2010 der Motto-Vorschlag der Würzburg AG. Dieser fiel bei der Bevölkerung[267] und schließlich im Stadtrat[268] durch.

Beinamen, die vor 1945 auftauchten, waren beispielsweise „Perle des Mains“ und „Juwel unter den Städten“.

## Sonstiges

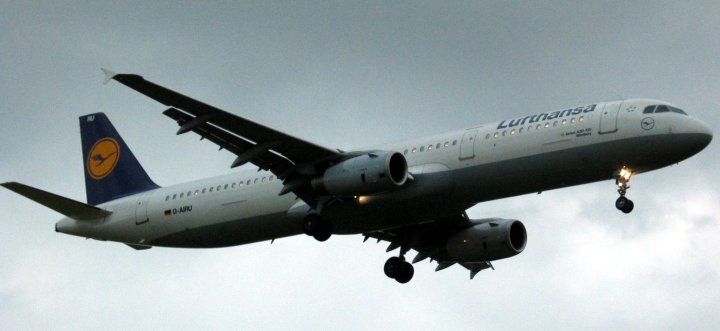
Airbus A321-100 mit dem Namen Würzburg

- Die erste nachweisbare Badestube in Würzburg befand sich 1294 „gegen sant Affern“. Weitere Badestuben waren in der Büttnergasse (die „Mittelstube“ und die „zume Lewen“), im Sander Viertel in der Pfarrei St. Peter (die Badestube „zu dem Gueldin“ in der heutigen Neubaustraße und eine in der Nähe vom St.-Agnes-Kloster), im Hauger Viertel („zu dem Becken“ und „Ebersperg“), bei der Kapelle zu Unserer Lieben Frau (die Badestube „vor dem Loch“), im Kresser Viertel (oder Gressenviertel) nahe der Kärrnergasse beim Holztor die Badestube „uf dem Sande“ und im Pleicher Viertel eine weitere Badestube. Die Badestube in der damaligen Semmelgasse wurde 1342 an das Bürgerspital verkauft. Zudem gab im Domherrnhof Sternberg eine Badestube, im Stephanskloster und im Siechenhaus (domus leprosorum) vor dem Zeller Tor (Siehe auch Geschichte der Stadt Würzburg#Leprosorien in Würzburg). Bis zum Ende des 15. Jahrhunderts (als die Badestuben als Übertragungsorte von Geschlechtskrankheiten erkannt wurden) bestanden etwa neun Badestuben in der Stadt Würzburg. Als zum Handwerkerstand gehörig hatte sich die Baderbruderschaft nach einer 1515 erlassenen Handwerksordnung zu richten.[270]
- Geschwommen bzw. gebadet wurde vor der Entstehung von Schwimmbädern in Würzburg nicht nur im Main, sondern im Mittelalter auch im Stadtgraben (Badeverbot 1502) oder – ab 1504 ebenfalls verbotenerweise – im damaligen Eichelsee (Gebiet zwischen Semmelstraße und Ludwigstraße).[271] Erste Schwimmbäder in Würzburg waren ein auf den Zellerauer Wiesen von 1932 bis 1934 bestehendes Flussbad und ab 1934 das 1935 fertiggestellte „Bad im freien Mainfluß“, das Riedinselbad auf der „Riedinsel an der Eisenbahnbrücke“ im 1930 eingemeindeten Heidingsfeld. 1934 entstand bei Heidingsfeld direkt am Mainufer auch eine weitere Freibadeanlage. Am 15. November 1936 wurde das heute noch bestehende, von Franz Kleinsteuber auf Grund eines Modellentwurfs von 1929 errichtete, erste Hallenschwimmbad Würzburgs in der Sanderau eröffnet.[272]
- Im Oktober[273] 1930 wurde die nach dem Verleger Otto Richter benannte Kunsthalle in der Hofstraße 11 eröffnet.[274][275]
- In Würzburg wurde am 13. Oktober 1945 die Christlich-Soziale Union in Bayern e. V. (CSU) gegründet.
- Der Airbus A321-100 D-AIRU der Lufthansa ist auf den Namen der Stadt getauft.
- Ebenfalls trägt seit 2002 der ICE-Triebzug 406 080 den Namen „Würzburg“. Es handelt sich hierbei um ein Mehrsystem-Fahrzeug, das für die Stromsysteme in der Schweiz, den Niederlanden, Belgien und Frankreich ausgerüstet ist.
- Das „Eisenbahnmuseum Würzburg“[276] gab der Dampflok 527409 den Namen „Stadt Würzburg“. Sie trägt das Würzburger Wappen auf den Windleitblechen.
- Der Würzburg-Riese (FuMg 65) und Würzburg (FuMg 39) waren Radar-Anlagen, die im Zweiten Weltkrieg das Eindringen alliierter Bomber und Jäger in den von Deutschland kontrollierten Luftraum anzeigen konnten.
- 1946 wurde der Pfadfinderstamm Schwarzer Haufen Würzburg gegründet, dies war nur mit der Genehmigung der amerikanischen Besatzungsmacht möglich.
- 1971 bis 1975 fand in Würzburg die sogenannte Würzburger Synode statt.
- Das Würzburger Leitungswasser (vgl. auch Würzburger Versorgungs- und Verkehrs-GmbH) besitzt wegen des kalkhaltigen und wasserdurchlässigen Karst-Bodens[277] eine äußerst hohe Wasserhärte.
- Würzburg war der Drehort für Teile der Außenaufnahmen des Filmes Lammbock sowie für diverse Innen- und Außenaufnahmen von dessen Fortsetzung Lommbock.
- „Würzburger Schlüssel“ wird eine Klassifikation psychischer Störungen aus dem Jahr 1933 genannt, die zu einer Differenzierung der psychischen Krankheiten führte und von der Deutschen Gesellschaft für Psychiatrie entwickelt wurde.
- 1980 eröffnete das Würzburger Congress Centrum mit Blick auf Main und Festung Marienberg.[192]
- Der Würzburger Friedenspreis wird seit 1995 verliehen.
- Im Rahmen einer fränkischen Krimi-Nacht produzierte der Bayerische Rundfunk den in Würzburg spielenden Krimi Freiwild. Ein Würzburg-Krimi.
- Ebenfalls in Würzburg und Umgebung produziert wurde das Jugenddrama Bis aufs Blut – Brüder auf Bewährung unter der Regie von Oliver Kienle.
- Am 13. September 2010 begannen die Dreharbeiten für den Hollywood-Film Die drei Musketiere unter anderem mit Orlando Bloom und Milla Jovovich in der Würzburger Residenz, der Festung Marienberg und auf der Alten Mainbrücke.[278]
- Auf der letzten Serie der D-Mark-Banknoten befand sich auf der 50-D-Mark-Banknote, links neben dem Porträt des Baumeisters Balthasar Neumann, eine Collage verschiedener historischer Bauwerke von Würzburg. Dort waren die Residenz, das alte Rathaus, die Festung Marienberg, die Schönbornkapelle am Dom, das Stift Haug, das Holztor und die Alte Mainbrücke zu sehen.[279]
- Bis 1999 betrieb der Bayerische Rundfunk auf der Frankenwarte einen Mittelwellensender auf der außerhalb des offiziellen Mittelwellenbandes gelegenen Frequenz 520 kHz. Er war zusammen mit dem auf der gleichen Frequenz betriebenen Sender Hof der einzige Rundfunksender Deutschland außerhalb eines offiziellen Rundfunkbereichs. Er wurde oft genutzt, um Empfangsbereiche von Rundfunkgeräten und Ausbreitungsbedingungen zu testen.
- Würzburg ist die Stadt mit den meisten 100-Jährigen in Deutschland.[280]

## Spaziergänge in Würzburg

### Weg durch den Ringpark Würzburg

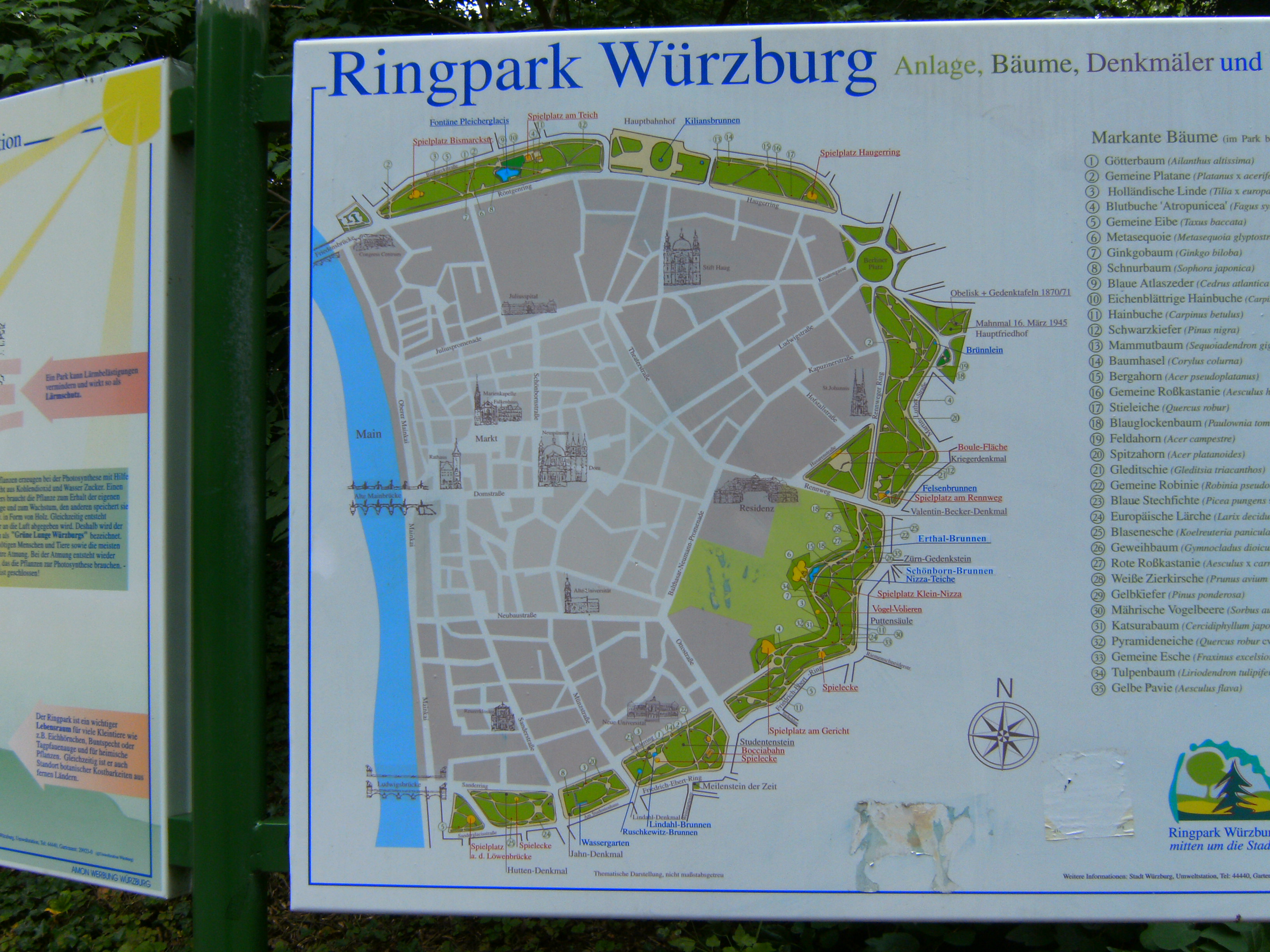
Würzburg, Ringpark um die Altstadt: Übersichtskarte

Der Weg durch den Ringpark Würzburg führt im Halbkreis von der Friedensbrücke am Main über den Hauptbahnhof, den Kreisverkehr Berliner Platz, tangiert den Hauptfriedhof, die Vogel-Volieren im Klein Nizza und endet an der Ludwigsbrücke am Main. Er folgt dem Verlauf der ehemaligen Befestigungsanlagen.

### Stein-Wein-Pfad

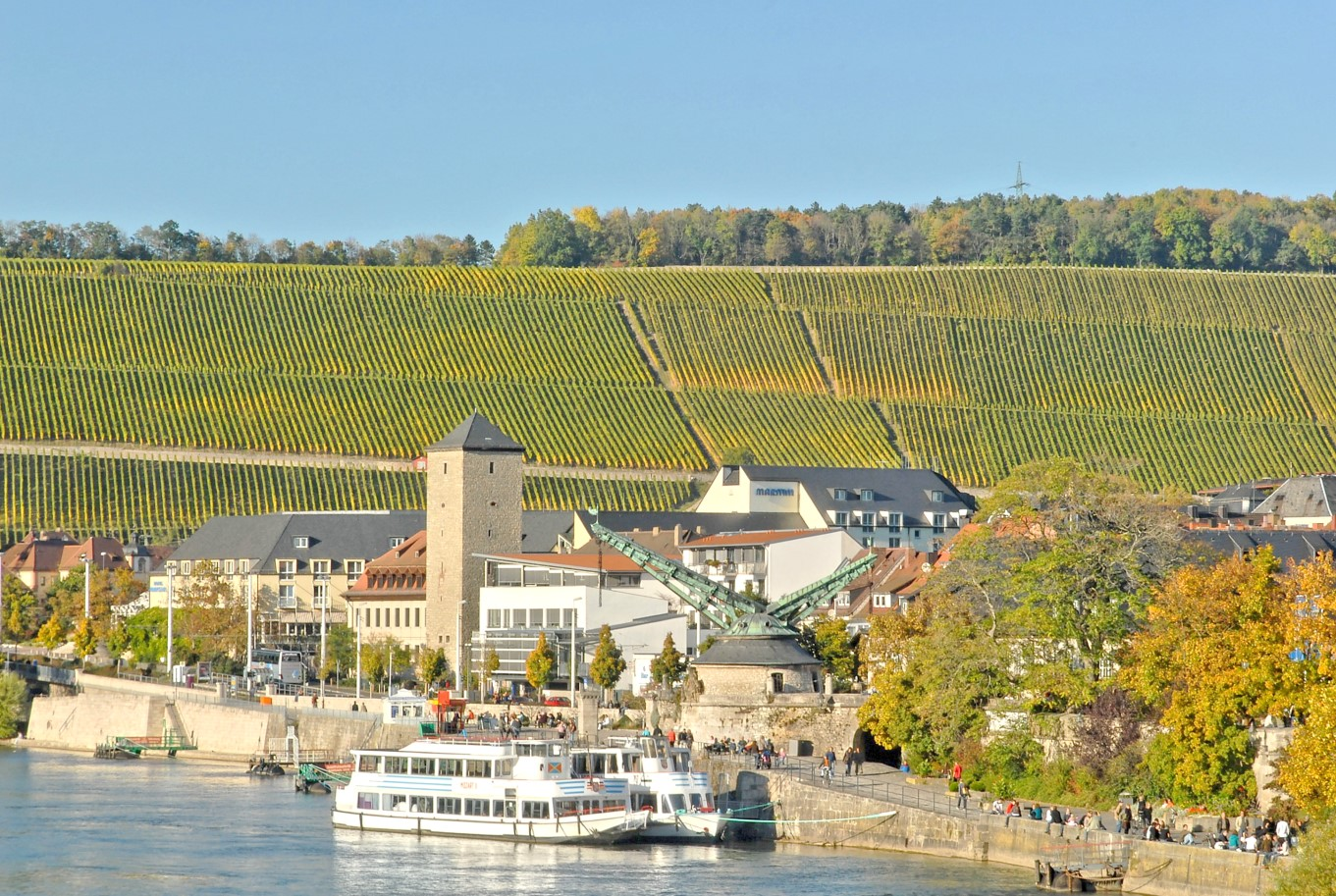
Weinlage Am Stein in Würzburg

Die bekannte Weinlage Stein wird durch diesen Spaziergang durch die Reben erschlossen. Der Startpunkt beim Weingut am Stein wird erreicht über Rotkreuzstraße und Rotkreuz Steige. Auf 20 Informationstafeln werden Rebsorten, Weingüter (Bürgerspital zum Heiligen Geist, Juliusspital, Staatlicher Hofkeller Würzburg, private), Gesteinsarten, Terroir, altfränkische und neue Pflege der Weinstöcke vorgestellt. Der Weg führt über die Steinburg, den Pavillon Moltkeruh bis zum Bismarckturm und dann steil abwärts zum Ausgangspunkt beim Weingut am Stein. Würzburg ist neben Stuttgart und Wien die dritte Stadt, in der sich auf Stadtgebiet ein Weinberg befindet.

### Planetenweg Würzburg

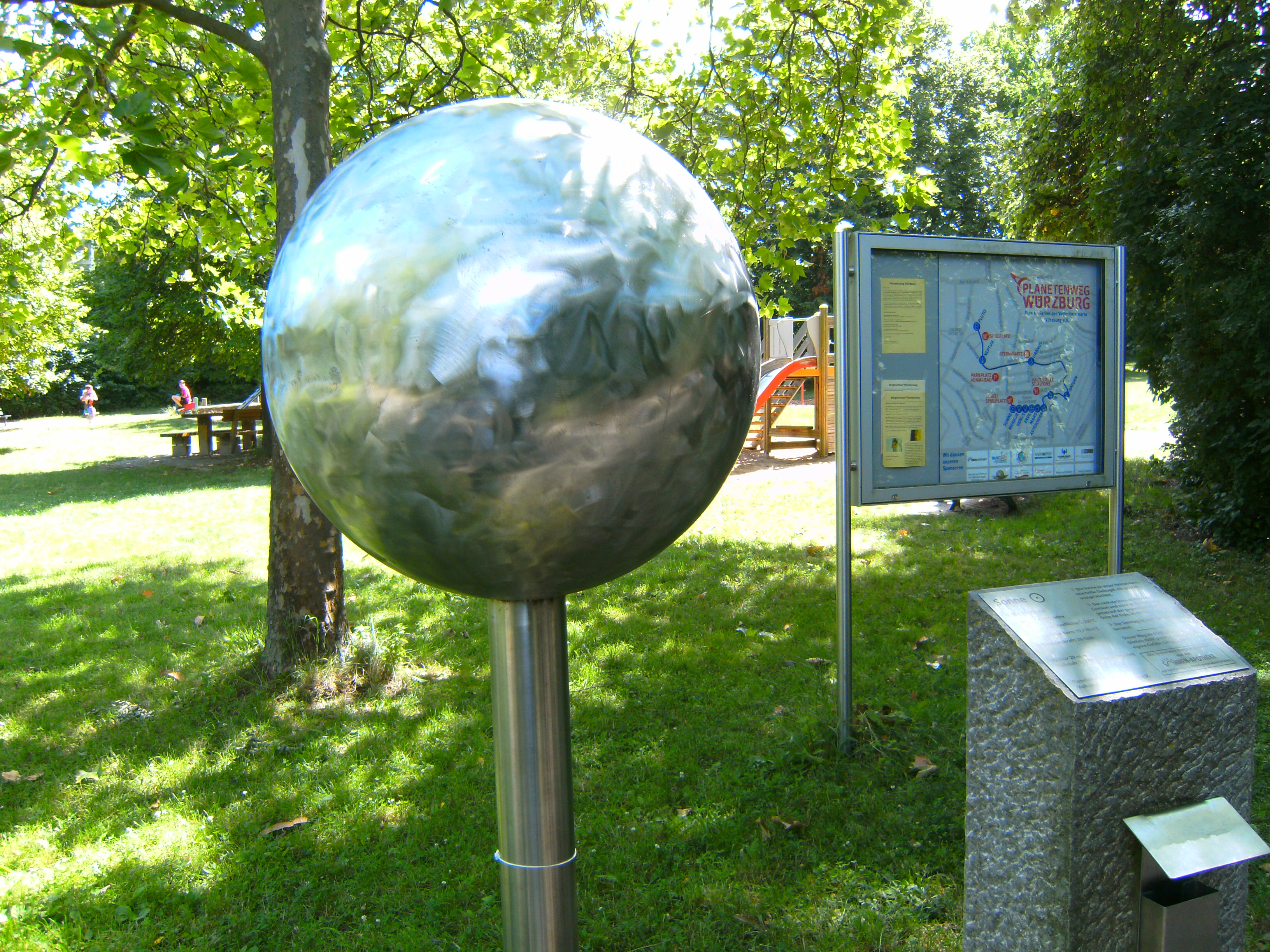
Würzburg: Beginn des Planetenwegs im Oberen Frauenland/Gartenstadt Keesburg an der Ecke Ebertsklinge/Oberer Neubergweg

Der Planetenweg im Südosten von Würzburg führt durch das Obere Frauenland und die Gartenstadt Keesburg. Er beginnt an der Ecke Ebertsklinge/Oberer Neubergweg, 100 Meter in den Oberen Neubergweg hinein an einem Kinderspielplatz (Lage). Als erster Planet wird die Sonne, das Zentralgestirn unseres Sonnensystems vorgestellt. Der Planetenweg endet nach der Kettelerstraße am Sieboldswäldchen mit dem Zwergplaneten Pluto. Auf 2,5 Kilometern Länge werden die Entfernungen zwischen den Planeten (Merkur, Venus, Erde, Mars, Asteroiden, Jupiter, Saturn, Uranus, Neptun und Pluto) im Maßstab 1 zu 1,2 Milliarden beschritten. Auf Steinstelen mit Metalltafeln werden die Eckdaten zu dem jeweiligen Planeten vermittelt. Der Weg führt zunächst durch einen Grünstreifen, danach durch ein Gebiet mit Einfamilienhäusern. Er führt nahe an der Volkssternwarte Würzburg e. V. und dem Wolfgang-Adami-Bad vorbei. Die Steinstelen in der zweiten Hälfte des Weges sind schwer aufzufinden.

### Wege zur Festung Marienberg

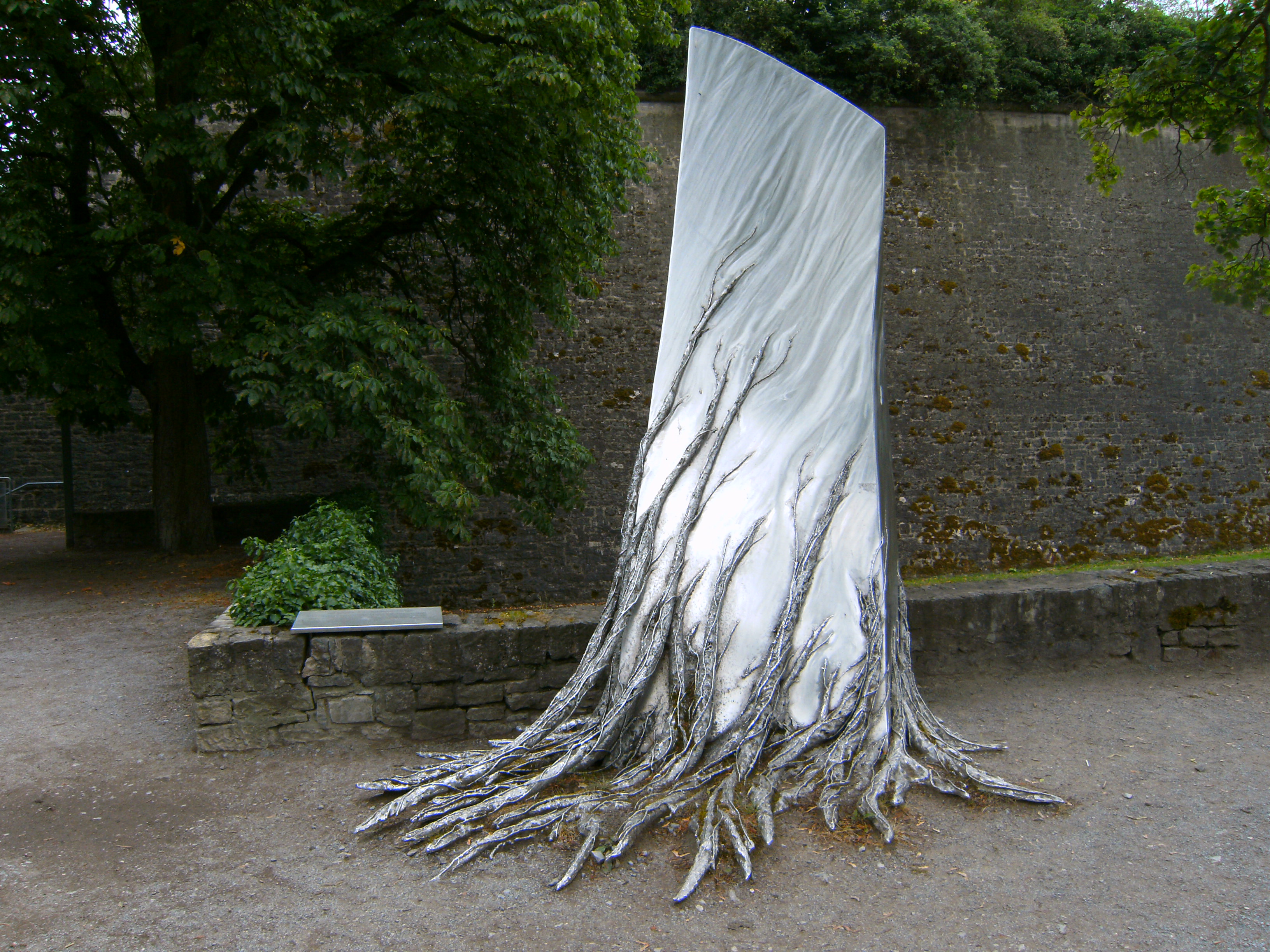
Festung Marienberg, Würzburg: Erinnerung an den Bauernkrieg, Denkmal vor den Festungsmauern

- Der direkte Weg von der Alten Mainbrücke über die Tellsteige führt am Bauernkriegsdenkmal vorbei durch das Neutor. Er vermittelt die Steillage der Festung und weist starke Steigungen auf.
- Über den Ost- und Südhang des Marienbergs führt von der Kirche St. Burkard der „Weinwanderweg Schlossberg und Leiste“ durch die Weinlagen zur Festung. Er vermittelt die Bauweise der äußeren Bastionen und führt am Maschikuliturm vorbei.
- Von der Friedensbrücke führt ein Weg durch die Parkanlage des Landesgartenschaugeländes von 1990 zur Festung. Er vermittelt die Dimensionen der Burg- und Befestigungsanlage (Höhe und Länge der Schutzmauern).

### Monographien
- Oliver van Essenberg: Lebensart genießen – in und um Würzburg. Essen, Trinken, Ausgehen, Wohnen, Mode, Schmuck, Kunst, Kultur, Natur. Bamberg 2012, ISBN 978-3-9813799-3-8.
- Roland Flade: Die Würzburger Juden. Ihre Geschichte vom Mittelalter bis zur Gegenwart. Würzburg 1987, ISBN 978-3-8260-1257-0.
- Daniel Gerken: Die Selbstverwaltung der Stadt Würzburg in der Weimarer Republik und dem „Dritten Reich“ (= Veröffentlichungen des Stadtarchivs Würzburg. Band 17). Schöningh, Würzburg 2011, ISBN 978-3-87717-835-5 (Dissertation Universität Würzburg 2004).
- Sybille Grübel, Clemens Wesely: Würzburg. 100 Jahre Stadtgeschichte. Sutton, Erfurt 1998, ISBN 3-89702-039-4.
- Leo Günther, Ludwig Gehring u. a. (Hrsg.): Würzburger Chronik. Band 1–4, Bonitas-Bauer, Würzburg (1848) 1924–1927 (1935), Neudruck Neustadt a. d. Aisch 1987.
- Barbara Hahn, Roland Baumhauer, Dorothea Wiktorin (Hrsg.): Atlas Würzburg. Vielfalt und Wandel der Stadt im Kartenbild. Emons-Verlag, Köln 2016, ISBN 978-3-95451-910-1.
- Erika Kerestely: Würzburg. Stadtführer mit farbigem Stadtplan. Stürtz Stadtführer. Verlagshaus Würzburg, Würzburg 2008, ISBN 978-3-8003-1929-9.
- Erich Keyser, Heinz Stoob (Hrsg.): Bayerisches Städtebuch. Band V. 1. Teilband Unter-, Mittel- und Oberfranken. In: Deutsches Städtebuch. Handbuch städtischer Geschichte. Im Auftrag der Arbeitsgemeinschaft der Historischen Kommissionen. E. Kohlhammer, Stuttgart 1971 (Band 2 1974, ISBN 3-17-210181-9).
- Rainer Leng: Würzburg im 12. Jahrhundert (Das Bayerische Jahrtausend, Bayerisches Fernsehen). 2 Bände, Volk, München 2012, ISBN 978-3-86222-065-6.
- Peter Moser: Würzburg – Geschichte einer Stadt. Bamberg 1999, ISBN 3-933469-03-1.
- Carl Gottfried Scharold: Würzburg und die umliegende Gegend, für Fremde und Einheimische kurz beschrieben. Joseph Stahel und im Intelligenz Comtoir, Würzburg 1805; Nachdruck, mit einem Nachwort von Bernhard Schemmel, Palm & Enke, Erlangen 1980 (= Bibliotheca Franconia. Band 6), ISBN 3-7896-0306-6.
- Willy Schmitt-Lieb, Wilhelm Engel: Würzburg im Bild. Mit einem Geleitwort von Oberbürgermeister Franz Stadelmayer. Wisli-Mappe, Würzburg 1956.
- Barbara Schock-Werner: Die Bauten im Fürstbistum Würzburg unter Julius Echter von Mespelbrunn (1573–1617). Schnell & Steiner, Regensburg 2005, ISBN 3-7954-1623-X.
- Ulrich Wagner (Hrsg.): Geschichte der Stadt Würzburg. 4 Bände, Band I–III/2 (I: Von den Anfängen bis zum Ausbruch des Bauernkriegs. 2001, ISBN 3-8062-1465-4; II: Vom Bauernkrieg 1525 bis zum Übergang an das Königreich Bayern 1814. 2004, ISBN 3-8062-1477-8; III/1–2: Vom Übergang an Bayern bis zum 21. Jahrhundert. 2007, ISBN 978-3-8062-1478-9), Theiss, Stuttgart 2001–2007.
- Vor- und Frühgeschichte der Stadt Würzburg (= Mainfränkische Heimatkunde. Band 3). Verlag Universitätsdruckerei H. Stürtz AG, Würzburg 1951.

### Artikel
- Johann Kaspar Bundschuh: Würzburg. In: Geographisches Statistisch-Topographisches Lexikon von Franken. Band 6: V–Z. Verlag der Stettinischen Buchhandlung, Ulm 1804, DNB 790364328, OCLC 833753116, Sp. 447–491 (Digitalisat).
- Georg Paul Hönn: Würtzburg. In: Lexicon Topographicum des Fränkischen Craises. Johann Georg Lochner, Frankfurt und Leipzig 1747, OCLC 257558613, S. 192–195 (Digitalisat).
- Georg Muck: Geschichte von Kloster Heilsbronn von der Urzeit bis zur Neuzeit. Band 2. Verl. für Kunstreprod. Schmidt, Neustadt an der Aisch 1993, ISBN 3-923006-90-X, S. 410–416 (Volltext [Wikisource] – Erstausgabe: Beck, Nördlingen  1879).
- Martin Zeiller: Wirtzburg. In: Matthäus Merian (Hrsg.): Topographia Franconiae (= Topographia Germaniae. Band 9). 1. Auflage. Matthaeus Merian, Frankfurt am Main 1648, S. 110–117 (Volltext [Wikisource]).